# 文化大革命
文化大革命，简称文革，全称无产阶级文化大革命，是中华人民共和国历史上一场由中国共产党主席毛泽东发动和领导的全国性政治运动，于1966年5月16日—1976年10月6日间发生在中国大陆境内。各方对文革发动的目的存在不同看法，但一般认为其正式开始于1966年5月16日出台的《五一六通知》，普遍认为文革长达十年之久，对中国社会产生了巨大而深远的影响，并受到邓小平等人及其后中央领导层的全面否定，被后世负面评价为“十年内乱”、“十年动乱”、“十年浩劫”。
文革在发动后的一兩年内達到高峰，红卫兵在中国大陆进行全方位的阶级斗争，自1967年1月的一月风暴起，全国造反派对党政机关进行大规模夺权，公检法体系被摧毁，各派间的武斗导致了全面内战，对毛泽东的个人崇拜也達到顶峰。至1968年夏，军队主导的革命委员会在各地建立，红卫兵运动基本被压制，由工农兵组成的毛泽东思想宣传队开始进驻各单位；此后，“清理阶级队伍”、“一打三反”、“清查五一六”等政治清洗席卷全国。部分中共领导人权力遭到剥夺，民间黑五类及子女遭到广泛迫害，当政者互相争权内斗、導致原定接班人林彪在九一三事件中死亡，党内四人帮势力逐渐上升。1975年，第四届全国人民代表大会重新修订宪法，国家主席和副主席的职务被废除，平息了之前的争议，“毛泽东思想”以及文革四大等继续文革的内容被写入《七五宪法》。1976年9月9日，毛泽东逝世；10月6日，华国锋、叶剑英、汪东兴等人于北京中南海怀仁堂发动政变“粉碎四人帮”，持续十年的文革结束。
据不同学者研究估计，十年文革导致的中国大陆非正常死亡人数约为200万到2000万不等。自北京“红八月”起，诸多地区发生了大屠杀，包括广西文革屠杀及大规模人吃人事件、内蒙古内人党事件、广东文革屠杀、云南文革屠杀、湖南文革屠杀等。國際上，文革影響了柬埔寨红色高棉革命、法國五月革命等政治事件。文革期间的武斗以及官方鼓励的批斗、抄家及告密等行为，使中國傳統文化與道德淪亡、整体经济受严重影响、受迫害人数以千万计，亦有大量文物古迹在“破四旧”中遭红卫兵破壞。众多党和国家领导人被视为走资派而遭迫害，時任國家主席劉少奇、十大元帥彭德懷及賀龍、政治局常委陶铸等人被迫害致死，鄧小平、陳雲等人被下放，習仲勳、薄一波等人被打倒監禁，半文盲农民陈永贵则进入中共中央政治局。此外，文革期间高考停止，上千万知识青年进行上山下乡运动，中国的科研教育遭受重大冲击，知识分子被蔑称为“反动学术权威”、“臭老九”，受到广泛迫害。“两弹一星”元勋中，姚桐斌被毒打致死、赵九章受迫害自杀身亡，其他著名知识分子如老舍、周作人、梁思成、傅雷、田汉等也受迫害身亡。
文革结束后，历经一連串政治鬥爭，中共中央在1978年12月召开的中共十一届三中全会上形成以邓小平为核心的第二代领导集体，进行拨乱反正、平反冤假错案，启动改革开放，修订《八二宪法》，而文革期间掌权的極左派下台后则多被整肅。1981年6月，中共十一届六中全会选举胡耀邦接替华国锋出任中共中央主席，并通过《关于建国以来党的若干历史问题的决议》，公開全盘否定文革，并将其称为「由領導者錯誤發動、被反革命集團利用，給黨、國家和人民帶來嚴重災難的內亂，造成全面而嚴重的危害」。与此同时，中国大陆民间和思想界历经1980年代以反文革为主线的“新启蒙运动”，提倡人道主义和普世价值，至1990年代分化为“自由派”和“新左派”两大阵营；毛派和新左派人士认为，文革在改革开放后被人为地妖魔化，而自由派人士则认为，毛泽东应该对文革后果负主要责任，并呼吁推进政治体制改革。至今，文革的部分问题和对毛泽东的评价在世界各地仍存在极大争议，部分观点批評中共并未彻底清算文革，使得文革的各种影响残留至今。

## 历史背景
中華人民共和國成立後，中國共產黨把斯大林模式作為中國國家建設的藍本。1953年至1956年，中国共产党以斯大林模式的蓝本進行中國全面的社会主义改造時，赫魯晓夫領導下的蘇共開始全盤否定斯大林，國際反共和去斯大林化的呼聲迭起，中國受到蘇聯及美國的全面國際孤立。
毛派及部分左派观点认为，毛泽东认为苏联被以赫鲁晓夫为首的修正主义者篡夺了，据此在中共八届十中全会上重提阶级斗争，并在文革期间发展为“无产阶级专政下继续革命的理论”。此派观点认为，随着政治体制自身改革的失败，毛泽东决定发动由体制外民众力量推动的“文化大革命”来对抗官僚主义。中国官方认为，上述观点是毛泽东提出或支持的错误趋向，由于这种趋向压倒了正确的和比较正确的趋向，才导致文化大革命的发动。
自由派观点认为，毛澤東的經濟政策在大躍進中遭到慘重的失敗，結果是數千萬人的“非正常死亡”，之後大權旁落，他不甘權力被架空、恐懼死後像斯大林那样被否定，所以發動文化大革命奪權。部分体制内高级官员也持有类似观点。也有观点认為，文革是为了培育“新人”而发起的，德国的中国问题专家奥斯卡·威格尔（Oskar Weggel）认为“新人”应当是那些“在无统治的社会中关心集体、无私奉献的人，人类历来的乌托邦幻想中就有这样的人”。

### 反右运动及个人崇拜

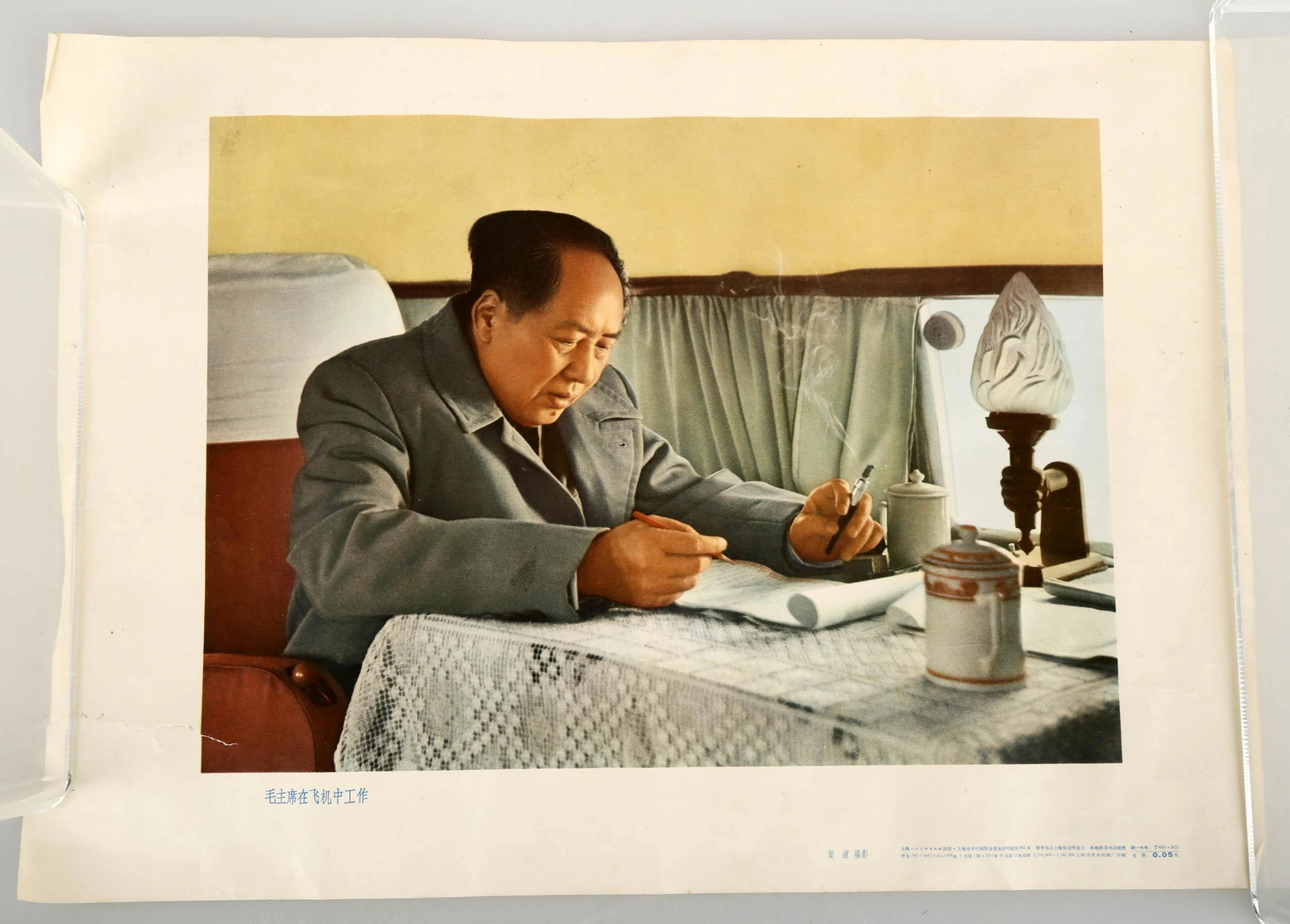
1957年，毛泽东在飞机上工作

1956年2月，苏共二十大批判斯大林后，防修反修就成了毛泽东关注的焦点。1956-57年，毛泽东等人发起了“百花运动”、“反右运动”，自此中国大陆进入了由中国共产党实质性一党专政的时代，民主制度遭到严重破坏，为大跃进、文化大革命埋下了祸根。
1957年3月20日，毛泽东在南京讲到“所以，现在是处在这么一个变革的时期：由阶级斗争到向自然界作斗争，由革命到建设，由过去反帝反封建的革命和后头的社会主义革命到技术革命，到文化革命。”“为了这个，我们就要进行一个文化革命。现在，似乎还有一些人不认识这么一种变化。” 
1957年9月20日至10月9日所召开的中共八届三中全会，不仅揭开了批评反冒进的序幕，也揭开了农业“大跃进”的序幕。会上，毛泽东对“反冒进”进行了公开批评。毛泽东认为，“党内的一些高层领导人之所以敢于向他提异议、反对他的冒进思想，就是因为反对个人崇拜而损害了他的个人权威。”
1958年3月，毛泽东在成都会议上说：“有些人对反对个人崇拜很感兴趣。个人崇拜有两种，一种是正确的崇拜，如对马克思、恩格斯、列宁、斯大林正确的东西，我们必须崇拜，永远崇拜，不崇拜不行。真理在他们手里，为什么不崇拜呢？……另一种是不正确的崇拜，不加分析，盲目服从，这就不对了。反对个人崇拜的目的也有两种，一种是反对不正确的崇拜，一种是反对崇拜别人，要求崇拜自己。问题不在于个人崇拜，而在于是否是真理，是真理就要崇拜，不是真理就是集体的领导也不成。……有人反对列宁，说列宁独裁。列宁回答很干脆：与其让你独裁，不如我独裁好。”
在酝酿和发动“大跃进”的过程中，毛泽东反复批评“右倾保守”，强调要破除迷信，要反对学习苏联问题上的教条主义和盲目性。

### 大跃进及大饥荒
1957年底，“大跃进”的口号被正式公开提出；1958年，“人民公社”在全国范围内推广。毛泽东得出赶超英国“只需要两到三年，两年是可能的”（1958年6月22日）、“粮食多了可以搞供给制，吃饭不要钱”（1958年8月）、钢产量“索性翻一番，那么拖拖拉拉的干什么”（1958年8月）等冒进的结论。
从1958年11月初的第一次郑州会议开始，毛泽东承认犯了“冒失”的错误，开始纠“左”，他甚至表示：从前别人反我的冒进，现在我反人家的冒进。但在同月毛泽东仍然认为：“今年的9000亿斤粮食，最多是7400亿斤，把7400亿斤当数，其余1600亿斤当作谎报，比较妥当。” 而当年实际的粮食产量为3400亿斤。中共中央和毛雖然看到一些問題，但對問題嚴重程度之估計仍遠遠不足:32，在当月的武昌会议上，生产指标被压缩，1959年钢产量计划从3000万吨降至2000万吨，然而1959年钢产量最终为1387万吨。
1959年7月2日，中国共产党中央政治局扩大会议和八届八中全会在江西庐山召开，通过了《为保卫党的总路线、反对右倾机会主义而斗争的决议》和《关于以彭德怀同志为首的反党集团的错误的决议》。庐山会议原本是要整顿在1958年大跃进中出现的极“左”错误，但最后却变成了反“右”，起因是7月14日时任国防部长彭德怀给毛泽东写了一封万言书，批评大跃进是“小资产阶级的狂热性”。毛泽东收到信后分发给各小组讨论，黄克诚、张闻天、周小舟等多人都对信内容表示赞同。7月23日，一直没有明确表示意见的毛泽东在全体会上发表长篇讲话，认为信件表现了“资产阶级的动摇性”，是向黨进攻，怒责彭德怀：“你是反中央”。庐山会议至此峰回路转，开始批判所谓的“彭德怀反党集团”和右倾思想。会议结束後，一批同情彭的意见的干部被划为“右倾机会主义分子”，全党范围内继而发起“反右倾斗争”，超过300万名共产党党员和干部因此受到批判。反右倾在经济上打断了纠“左”的积极进程，使大跃进和人民公社化运动中许多已被指出、有待纠正的错误重新发展起来。从1959年开始，中国大陆进入了被官方称为“三年自然灾害”或“三年经济困难”的时期。在该时期，粮食产量严重下滑，全国大部分地区陷入饥荒之中，中国经济遭遇严重困难，这期间有许多人非正常死亡，据各方估计有1500万-5500万人死于饥荒。1960年11月，中共中央发出《关于农村人民公社当前政策问题的紧急指示信》，要求坚决纠正农村人民公社的“共产风”、浮夸风，允许社员经营少量的自留地和小规模的家庭副业。公社开始退还社员自留地、粮食、房屋、农具、家具、生猪、家禽。1961年1月中共八届九中全会召开，公报称“在1960年，中國大陸人民继续高举党的‘总路线、大跃进、人民公社’的三面红旗，在1958年和1959年大跃进的基础上，取得了国民经济继续跃进的胜利”。为了克服严重的经济困难，中共八届九中全会正式通过了“调整、巩固、充实、提高”的八字方针，开始对国民经济进行调整。但由于思想认识不统一，调整措施并没有得到切实的贯彻，整个经济状况仍很严峻。在这种情况下，中共中央决定召开“七千人大会”来统一思想。1961年11月5日，刘少奇宣布由陈伯达牵头，胡绳和吴冷西等参加，担负具体的报告起草工作。刘少奇反复强调要科学分析当前严重经济困难的原因，主要不是天灾，也不是赫鲁晓夫撕毁全部协议和合同，而是我们工作中的错误。

### 七千人大会及后续
1962年1月，扩大的中共中央工作会议在北京举行。中央决定这次扩大的会议参加者有各中央局、中央各部门、省、市（地）、县、重要厂矿的负责干部及解放军的一些负责干部，共7118人，又称“七千人大会”。由于毛泽东的态度，会议报告对经验的总结只能在坚持“三面红旗”的前提下进行。会上，国家主席刘少奇对三年大饥荒的成因，公开提出了“三分天灾、七分人祸”的说法。

 
毛泽东、刘少奇、周恩来、邓小平等中央领导都在这次大会上作了自我批评。毛泽东说：“因为我是中央主席，我不是要别人推卸责任，其他一些同志也有责任，但是第一个负责的应当是我。”同时毛泽东认为：“我们的国家，如果不建立社会主义经济，那会是一种什么状态呢？就会变成南斯拉夫那样的国家，变成实际上是资产阶级的国家，无产阶级专政就会转化成资产阶级专政，而且会是反动的、法西斯式的专政。”毛还讲道：“整个社会主义阶段，存在着阶级和阶级斗争，这种阶级斗争是长期的、复杂的、有时甚至是很激烈的。我们的专政工具不能削弱，还应当加强。” 刘少奇的报告表示，这几年来工作中的缺点和错误“首先要负责的是中央”，“当然也包括中央各部门和国务院及其所属各部门”；“其次要负责的是省一级领导机关”。1月27日刘少奇在向大会解说出现经济困难的原因时，提出“如果说这些地方的缺点和错误只是三个指头，成绩还有七个指头，这是不符合实际情况的，是不能说服人的。我到湖南的一个地方，农民说是‘三分天灾，七分人祸’。你不承认，人家就不服。全国有一部分地区可以说缺点和错误是主要的，成绩不是主要的。” 1月29日下午，时任国防部长的林彪于在大会上发言指出：“我感觉到，我们的同志对待许多问题，实际上经常出现三种思想：一种是毛主席的思想，一种是‘左’的思想，一种是‘右’的思想。当时和事后都证明，毛主席的思想总是正确的。”

从左到右：朱德、周恩来、刘少奇、邓小平、毛泽东（1962年7月）

七千人大会闭幕后，刘少奇在整理他的口头报告时，情绪很激动地说：“‘大跃进’错误严重，这次总结经验是第一次。以后每年要回过头来总结一次。总结一次，修改一次，一直搞它10年，最后做到这个总结符合实际，真正接受经验教训，不再犯‘大跃进’的错误为止。历史上人相食，是要上书的，是要下‘罪己诏’的。我当主席时，出了这种事情！” 七千人大会以后，毛泽东在经济领域退居决策二线，中共中央副主席兼国家主席的刘少奇、中央书记处负责人邓小平等人改变了大跃进中的一些政策，实行“三自一包”，贯彻“八字方针”。2月21日至23日，刘少奇在中南海西楼召集了政治局常委扩大会议，专题讨论1962年国家预算和整个经济形势，被人称作“西楼会议”。在会上陈云做了《目前财政经济的情况和克服困难的若干办法》的报告。刘少奇提出：“中央工作会议（即七千人大会）对困难情况透底不够，有问题不愿揭，怕说漆黑一团！还它个本来面目，怕什么？说漆黑一团，可以让人悲观，也可以激发人们向困难作斗争的勇气！”会议制定了一系列政策和措施，对国民经济进行坚决的全面的调整：大力精简职工，减少城市人口；压缩基本建设规模，停建缓建大批基本建设项目；缩短工业战线，实行必要的关、停、并、转；进一步从人力物力财力各方面加强和支援农业战线，加强农村基层的领导力量。从1961年初到1963年6月，全国共精简职工约2000万、城镇人口2600万。
1962年上半年，各地出现了有关包产到户和分田单干的做法，但毛泽东批评分田到户、包产到户的主张，是对社会主义丧失信心的表现，是刮“单干风”。1962年7月，毛泽东对刘少奇说：“三面红旗也否了，地也分了，你不顶住？我死了以后怎么办！” 刘少奇回答：“饿死这么多人，历史要写上你我的，人相食，要上书的！” 9月24日至27日，中共八届十中全会在北京正式召开，毛泽东作了关于阶级、形势、矛盾和党内团结问题的讲话，断言在整个社会主义历史阶段资产阶级都将存在和企图复辟，并成为党内产生修正主义的根源。会议根据毛泽东关于阶级、形势、矛盾的讲话，批判了所谓“黑暗风”、“单干风”和“翻案风”，并将王稼祥等人提出的对外工作观点归结为“三和一少”进行批判。会上，康生首先提出，李建彤写的历史小说《刘志丹》有严重政治问题，习仲勋、贾拓夫、刘景范等人曾为小说《刘志丹》提出过意见，是利用小说反党，为高岗“翻案”，是个“反党集团”。全会接受了毛泽东关于阶级、形势和矛盾的基本观点，并将它写进八届十中全会的公报，其中提到“阶级斗争是不可避免的”。

### 中苏论战及四清运动
在中苏论战期间，1963年9月6日至1964年7月14日，中共中央连续发表九篇对苏联共产党公开信的评论，认为赫鲁晓夫修正主义集团已经篡夺了苏联的党和国家权力，苏联“正面临着空前严重的资本主义复辟的危险”。并在第九评中总结了十五条反对资本主义复辟的理论和政策，其中第二条说：“单有在经济战线上（在生产资料所有制）的社会主义革命，是不够的，并且是不巩固的，必须还有一个政治战线上和一个思想战线上的彻底的社会主义革命。”
与此同时，毛泽东发起的「社會主義教育運動」于1963年在中国大陆正式展开，又称“四清运动”，即清政治、清经济、清组织、清思想。四清运动被视为文革的预演。运动期间，1964年底至1965年初，毛泽东与时任中国国家主席刘少奇发生了严重分歧，使得毛泽东下决心要在政治上把刘少奇打倒。1964年末，毛曾当着其他领导人的面训斥刘少奇：“你有什么了不起，我动一个小指头就可以把你打倒。”

### 文革的准备阶段

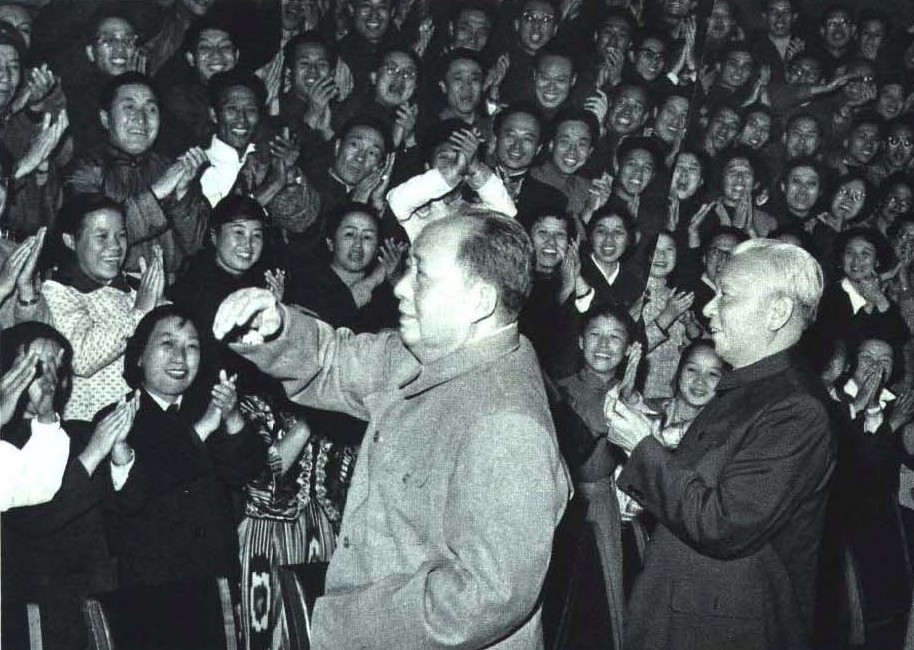
毛泽东和刘少奇接见音乐剧《东方红》全体演员（1964年10月16日）

1964年7月2日，毛泽东主持中央政治局会议，再次批评了文艺界，提出彻底整顿文化部，让文化部、全国文联和各协会再次整风，并决定成立一个领导小组负责这一工作；毛泽东先提名了三个人，分别是陆定一、彭真、周扬，接着又点名增加康生和吴冷西，此即“五人小组”，后来称为“文化革命五人小组”。 与此同时，林彪等人號召軍隊學習《毛主席语录》，「突出政治」，并推向军外。
1965年11月10日，在毛泽东的指示及其夫人江青等人的策劃下，姚文元在上海《文汇报》上发表《评新编历史剧〈海瑞罢官〉》一文，将矛头对准了明史学家、北京市副市长吴晗在1960年发表的历史剧《海瑞罢官》，《评》文认为剧中的“退田”情节是为单干风和三自一包做舆论准备，并认为全剧实质是阶级斗争在意识形态领域的反映。姚文元的文章引起了极大震动，全国各大报纸、杂志纷纷转载。毛泽东在当年12月的谈话时说，“姚文元的文章也很好，点了名，对戏剧界、史学界、哲学界震动很大，但是没有打中要害。要害问题是罢官。嘉靖皇帝罢了海瑞的官，一九五九年我们罢了彭德怀的官，彭德怀也是‘海瑞’。”
吴晗的上级领导、担任“文化革命五人小组”组长的北京市长彭真，于1966年2月草拟了《关于当前学术讨论等汇报提纲》（即《二月提纲》），试图将对《海瑞罢官》的批判局限于纯学术范围。江青则在上海召开部队文艺工作座谈会，宣称文艺界已经“被一条与毛泽东思想对立的反党反社会主义的黑线专了我们的政”，《座谈会纪要》（二月纪要）经毛泽东三次修改后下发，毛亲自在原题《江青同志召开的部队文艺工作座谈会纪要》前加上了“林彪同志委托”。与此同时，担任军内外要职的罗瑞卿被批反对林彪、反对“突出政治”，遭解除一切职务，而掌控另一重要职位中央办公厅主任的杨尚昆，在姚文元文章发表的当日已经改任廣東省書記處書記，实际上被隔离审查。
在1966年4月举行的中央书记处会议上，康生传达了毛泽东的指示。会议决定：以中央名义起草一个通知，彻底批判“二月提纲”的错误，并撤销这个提纲；成立文化革命文件起草小组，报毛泽东和政治局常委批准。会议期间，陈伯达等人起草了《中央关于撤销〈文化革命五人小组关于当前学术讨论的汇报提纲〉的通知》。 1966年5月4日，中共中央政治局扩大会议召开前夕，《解放军报》题为《千万不要忘记阶级斗争》的社论，指出应该全面“大兴无产阶级思想，大灭资产阶级思想”。随后在5月9日上海《解放日报》和《文汇报》发表姚文元《评“三家村”——〈燕山夜话〉、〈三家村札记〉的反动本质》的文章，再度将矛头对准“反对毛泽东路线”的彭真、吴晗等人。
1966年5月5日，毛泽东会见外宾时说道：“我们这批人一死，修正主义很可能起来”、“我们是黄昏时候了，所以，现在趁着还有一口气的时候，整一整这些资产阶级复辟。”:583

## 发展过程
中共官方认为，文化大革命发展过程可分为三个阶段：
- 第一个阶段：1966年5月“文化大革命”的发动到1969年4月中国共产党第九次全国代表大会的召开，結果是“劉、鄧走资派”被打倒下台，毛澤東重掌大權，其心腹林彪在中共九大上被確立為接班人。
- 第二阶段：从1969年4月中共九大的召开到1973年8月中国共产党第十次全国代表大会的召开，此間當權的勢力之間發生內部爭鬥，林彪失勢並因篡位失败而逃走，最终于1971年墜機身亡。
- 第三阶段：从1973年8月中共十大召开到1976年10月“四人帮”被粉碎。林彪死訊漸漸為人所知，邓小平再度遭到批鬥，華國鋒成为中共中央第一副主席和国务院总理，毛泽东逝世后，他与其他党内元老粉碎四人帮，使得文革得以結束，华国锋成为新的中国最高领导人。

### 五·一六通知与文革工作组（1966.5 - 1966.7）

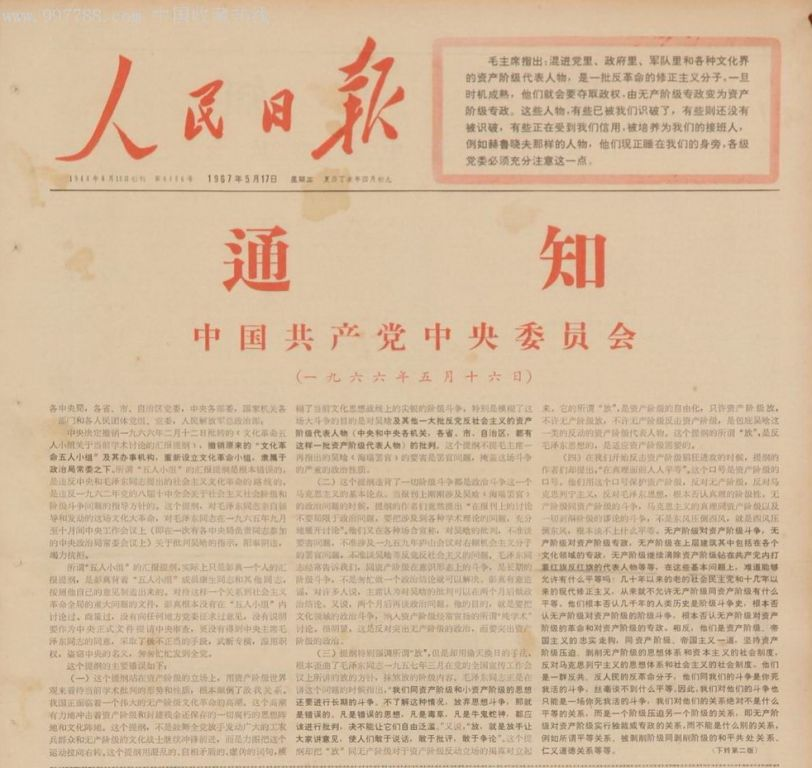
1967年5月17日，《人民日报》全文刊载了《五·一六通知》。直到这次刊载前，1966年5月16日发表的《五一六通知》一直是中国共产党二级机密文件，只有17级以上的干部才能接触。

1966年5月4日至26日，中共中央政治局召开了扩大会议。7日，毛泽东致信林彪，即《五·七指示》，他在信中描述了一幅社会图景，其中许多地方与大跃进、人民公社的内容相似。5月16日，由康生、陈伯达起草、毛泽东修改的《中国共产党中央委员会通知》（即《五一六通知》）在大会通过，标志着文化大革命的正式开始。根据新华社的表述：
|          | ５月１６日，会议通过《中国共产党中央委员会通知》(简称“五一六通知”)，指出:“混进党里、政府里、军队里和各种文化界的资产阶级代表人物，是一批反革命的修正主义分子，一旦时机成熟，他们就会要夺取政权，由无产阶级专政变为资产阶级专政。”“例如赫鲁晓夫那样的人物，他们现正睡在我们的身旁，各级党委必须充分注意这一点。”这些判断，是把阶级斗争错误地扩大到党的最高领导层甚至人为地制造阶级斗争的重要根据。会议以反党集团的罪名对彭真、陆定一、罗瑞卿、杨尚昆进行批判，决定停止他们的领导职务。林彪在会上的讲话中大肆散布党中央内部有人要搞政变的谎言，竭力鼓吹个人崇拜。会议决定撤销以彭真为首的文化革命小组，成立陈伯达任组长，康生为顾问，江青、张春桥等任副组长的中央文化革命小组(简称中央文革小组)，使之实际上成为不受中央政治局约束的、领导“文化大革命”的指挥机构。此后，“文化大革命”异常迅猛地发动起来。 |
| ——新华社 | |

会议还决定成立新的“中央文化革命小组”，取代原先由彭真、陆定一领导的“文化革命五人小组”，《二月提纲》也被废除。会议同时决定撤销彭真、陆定一、罗瑞卿、杨尚昆的职务，“彭、罗、陆、杨反党集团案”爆发，分别负责北京市、中共文化宣传、解放军、中央文书等重要职务的四人被撤职，其下的大批党员干部也受到牵连，而林彪、康生等人则开始逐渐获得实权。 不过《五一六通知》直到1967年5月17日才由《人民日报》公开发表，在此之前是作为党内二级机密文件，只有达到17级以上的党员干部才能接触。对于彭、罗、陆、杨反党集团案的通告同样也是机密文件，并不即时公开:41。
1966年5月18日，中共中央副主席林彪在会上发表长篇谈话，谈到古今中外的政变实例，称中央内部有人要政变，“毛主席最近几个月，特别注意防止反革命政变，采取了很多措施。罗瑞卿问题发生后，谈过这个问题。这次彭真问题发生后，毛主席又找人谈这个问题。调兵遣将，防止反革命政变，防止他们占领我们的要害部位、电台、广播电台。军队和公安系统都作了布置。毛主席这几个月就是做这个文章。……毛主席为了这件事，多少天没有睡好觉。”“现在毛主席注意这个问题，把我们一向不注意的问题提出来了，多次找负责同志谈防止反革命政变问题。” 林彪还开始倡導对于毛泽东的个人崇拜，称“毛主席是天才，毛主席的话句句是真理，一句超过我们一万句”、“他的话都是我们的行动的准则，谁反对他，全党共诛之，全国共诛之。”
同日，《人民日报》原总编辑邓拓自杀，由康生接管改组这一共产党的喉舌。与此同时，由于中下层并不了解高层发生剧烈人事变动的原因和内情，康生等决定采取手段“发动群众”，他派遣自己的妻子曹轶欧赴北京大学调查工作，并专门会面了曾在延安结识的北京大学哲学系总支书记聂元梓:55。5月25日，聂元梓等七人在北京大学大饭厅贴出了题为《宋硕、陆平、彭珮云在文化革命中究竟干些什么？》的第一张大字报，批判北京大学党委和北京市委。5月28日，中央文化革命小组成立，组长陈伯达，顾问康生，副组长江青、张春桥等，组员有王力、关锋、戚本禹、姚文元等，而这个小组正逐步取代中央政治局和中央书记处，成为“文化大革命”的实际指挥机构。5月29日，清华大学附属中学成立了全国第一个红卫兵组织，一群学生慷慨激昂地宣誓：要用生命和热血保卫毛主席、保卫党中央。5月31日，经毛泽东批准，陈伯达率领工作组到人民日报社夺权，“掌握报纸的每天版面，同时指导新华社和广播电台的对外新闻”。

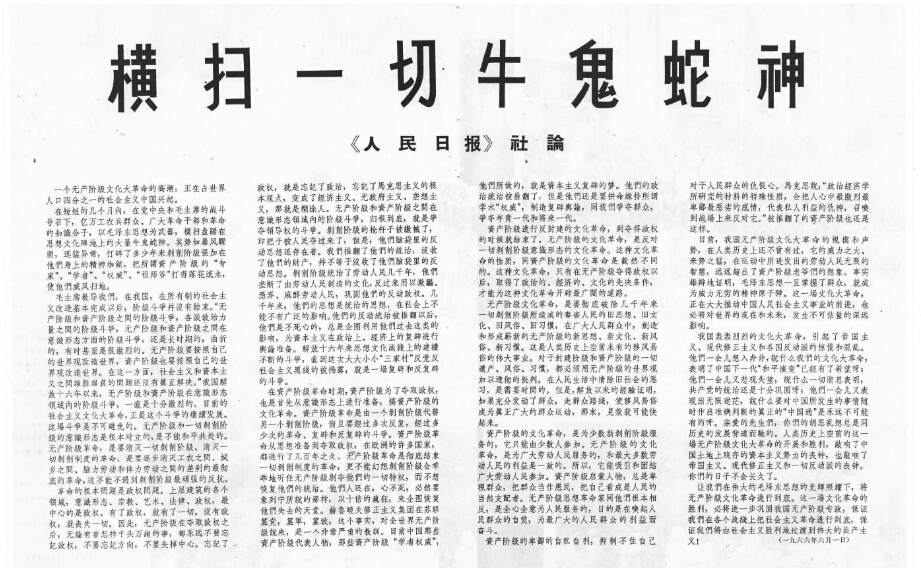
1966年6月1日，《人民日报》发表头版社论《横扫一切牛鬼蛇神》

此时一直身在杭州的毛泽东大举赞扬聂元梓等人的大字报是「全国第一张马列主义大字报」，6月1日亲自写了批语：“此文可以由新华社全文广播，在全国各报刊发表，十分必要。北京大学这个反动堡垒，从此可以开始打破。”由于毛泽东的批准，中央人民广播电台立即于当晚8时，向全国广播这张大字报的内容。同一天，《人民日报》发表了经陈伯达、王力、关锋修改的头版社论《横扫一切牛鬼蛇神》，呼吁民众进行无产阶级文化大革命，把所谓资产阶级的专家、学者、权威、祖师爷打得落花流水，使他们威风扫地。同时还发表的有聂元梓等六人撰写的《大海航行靠舵手》，号召要把所有的资产阶级权威、学者等打倒。6月6日，《解放军报》刊登了《高举毛泽东思想伟大红旗把无产阶级文化大革命进行到底——关于文化大革命的宣传教育要点》，其中提到“消灭一切剥削阶级、剥削制度，逐步消灭工农、城乡、脑力劳动、体力劳动之间的差别。”6月10日，毛泽东在和越南共产党中央主席胡志明谈话中说：
|  | 你们以前说犯了错误，土改不应该搞“左”了，人杀多了。我看是杀少了。你们出了《人文》、《佳品》。你们怕群众搞示威，向我们要催泪瓦斯。《人文》、《佳品》不过就是《北京日报》、《北京晚报》。天下乌鸦一片黑。只要理解了，我们有准备，全党大多数人有准备，不怕。我们都是70以上的人了，总有一天被马克思请去。接班人究竟是谁，是伯恩斯坦、考茨基，还是赫鲁晓夫，不得而知。要准备，还来得及。总之，是一分为二，不要看现在都是喊“万岁”的。...... 我劝你，你们的人不是都忠诚于你的。忠诚的可能是大多数，但小部分可能是只在口头上叫你“万岁”，实际上是希望你早死。他叫你“万岁”时，要注意，要分析，越是捧你的越靠不住，这是很自然的规律。 |

文革学者马若德和沈迈克认为，此时中国可能还没有人意识到毛泽东发动文化大革命的真正对象是最高层的刘少奇等人，而误以为只是反右、四清等运动的延续，所以他们的目标仅仅是中下层敢于发表不同观点的知识分子等。日后“四人帮”之一的张春桥在1967年5月承认，自己当时也绝对没有想到《五一六通知》中“赫鲁晓夫那样的人物”指的是国家主席刘少奇:48。而副总理薄一波在当时对文革工作组讲话时，就认为目前已经把牛鬼蛇神引蛇出洞了，现在就可以一网打尽，显然也完全误读了当时的形势:72。

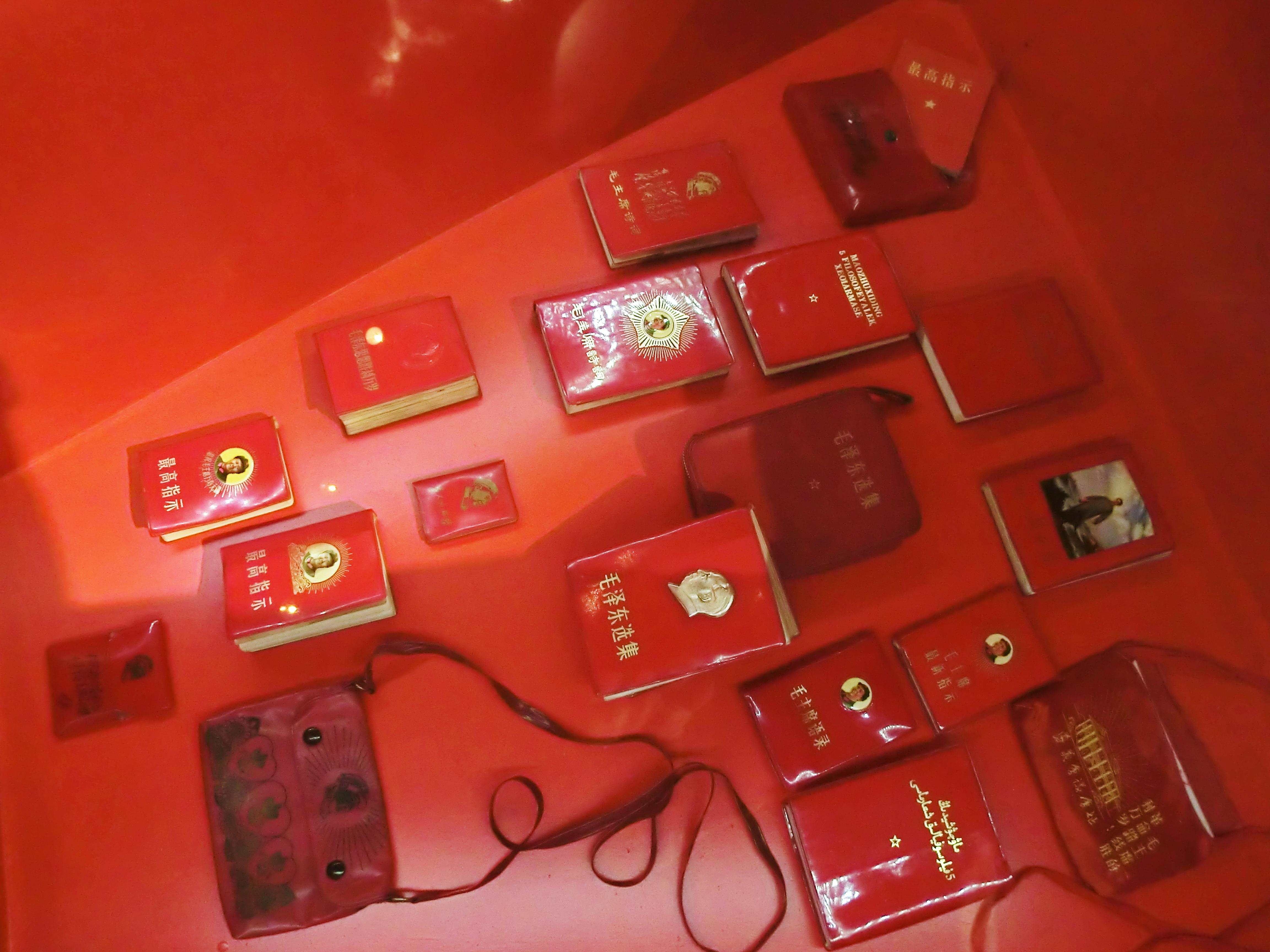
《毛主席语录》，原本是1964年林彪在軍中發行的，1966年8月文化部召開全國毛主席著作印發會議後，便流行開來。

6月13日，中共中央、国务院批转教育部党组《关于1966—1967年度中学政治、语文、历史教材处理意见的请示报告》，其中要求中小学停开历史课，合并政治与语文课，以毛主席著作作为基本教材。同日，中共中央和国务院在发出通知，决定1966年高等学校招收新生工作推迟半年进行。6月18日，《人民日报》发表社论《彻底搞好文化革命彻底改革教育制度》，废除高考制度。从此中国的大学十多年内无法正常招生，而在校的中小学生也失去了继续就学的必要。
在中共高层权力大规模调整的同时，红卫兵组织与此同时大规模壮大。在这种非常局势之下，领导中央一线工作的刘少奇在六月初主持中央会议，决定向大中学校派出“工作组”领导文化大革命，并拟定了保持有领导有秩序地开展运动的“八条规定”（包括不应影响工作学习、不得打人等），力图把运动置于各级党组织的掌控之下。6月3日，中央政治局常委扩大会议作出指示，将“八条规定”口头传达下去。这时毛泽东在杭州，对于刘少奇给他的请示汇报，没有明确回复。6月9日，刘少奇、周恩来、邓小平、陶铸、陈伯达乘专机到杭州向毛泽东汇报情况，并请毛泽东回京主持有关工作，毛泽东拒绝，委托刘少奇相机处理运动的问题，但是同意了向北大派遣工作组的想法:65。派工作组是共产党在对“有问题”下属机构进行接管的传统办法，在不久以前的“四清运动”中，刘邓依然沿用，派大量的工作队下基层大兵团作战，结果引起毛泽东的不满，后来被认为是“形‘左’而实右”。现在他们依然按照传统的党的领导的方法理解文革，认为是“四清运动”的继续，所以想到还是派工作组。刘、邓派到基层的工作组进驻后，组织开展对学校领导、教师的批判，同时按照原先的做法开始“划左、中、右三派”，结果引起激进学生的不满，引发很多矛盾和争斗事件。据统计，在首都24所高等院校，工作组把10211名学生打成“右派”，把2591名教师打成“反革命”。

### 毛泽东“炮打司令部”、撤销工作组与“十六条”（1966.7 - 1966.8）

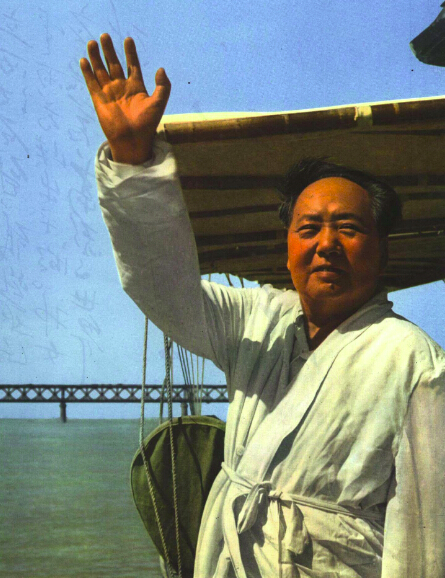
1966年，毛泽东在畅游长江前向江边群众挥手

7月18日，毛泽东在畅游长江后，终于从武汉回到北京。当天听取了江青等人关于工作组的汇报，看了一些学校反工作组的材料。7月19-23日，文革情况汇报会上毛泽东指责工作组“镇压学生运动”。7月20日，中共中央通知：中央宣传部已经改组，陶铸任部长，陈伯达任顾问（仍挂副部长名义），原中央宣传部连同前已改组的文化部和中共北京市委被称为“三旧”。7月24日，毛泽东召集中央常委和中央文革小组成员开会，批评了刘少奇和邓小平，作出了撤销工作组的决定。7月26日，中央政治局常委扩大会议决定撤销工作组。27日，中央文革小组起草了撤销工作组的决定。28日，根据毛泽东的指示，中共北京市委下达《关于撤销各大专学校工作组的决定》，同时这一决定“也适用于中等学校”，并于29日在人民大会堂召开全市大中学校文化革命积极分子大会，当众宣布这一决定。会上，刘少奇承认，文化大革命到底应该怎么搞，他也不晓得；邓小平的发言承认，老革命碰到新问题。当日红卫兵写信给毛泽东，声称“造反有理”，毛泽东表示同意。
8月1日，毛泽东致信清华附中红卫兵，表示支持。同日，中国共产党第八届中央委员会第十一次全体会议召开，会上毛泽东支持红卫兵，再次指责中央派工作组，“这是镇压，是恐怖，这个恐怖来自中央”，工作组是“明明白白站在资产阶级方面反对无产阶级”，“牛鬼蛇神，在座的就有”。会议原定在8月5日结束，但在当日，毛泽东用铅笔在一张报纸的边角上写了《炮打司令部——我的一张大字报》，指出中央有另外一个「资产阶级司令部」，令会议日程被延长，内容也很快转向对刘少奇和邓小平的批判。8月7日，毛泽东在誊清稿上修订後加标题，由当日会议印发。文中说：“五十多天里，从中央到地方的某些领导同志……站在反动的资产阶级立场上，实行资产阶级专政，将无产阶级轰轰烈烈的文化大革命打下去，颠倒是非，混淆黑白，围剿革命派，压制不同意见，实行白色恐怖，自以为得意，长资产阶级的威风，灭无产阶级的志气，又何其毒也！”虽然没有点名，但是实际矛头已经直指过去50天内执政的刘少奇。毛泽东同时将之前缺席了一周会议的林彪从大连召回北京，林彪随即于8月8日针对刘少奇发表了言辞激烈批判，并与其在5月18日关于彭陆罗杨等人“错误”的言论，一起印发大会。:92

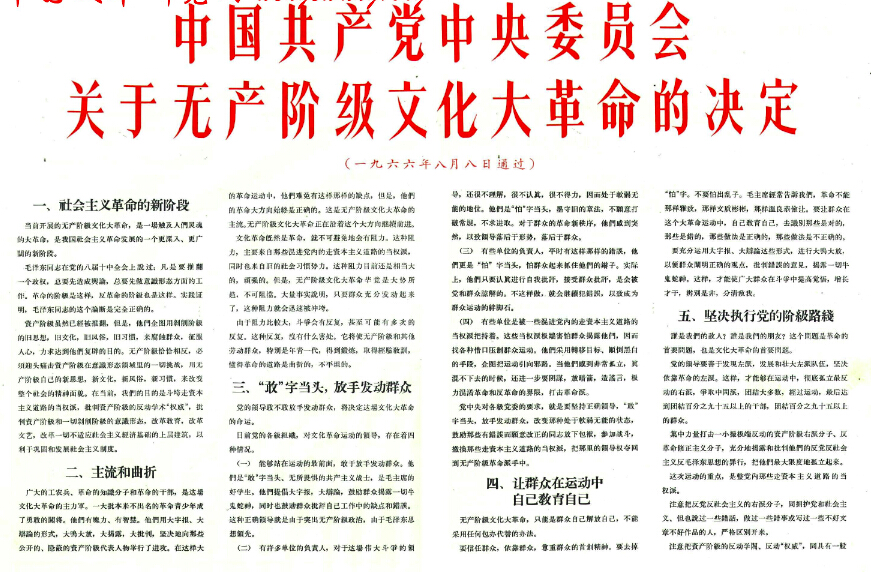
1966年8月8日，《中国共产党中央委员会关于无产阶级文化大革命的决定》刊于报刊

8月8日，文革又一纲领性文件《中国共产党中央委员会关于无产阶级文化大革命的决定》（简称《十六条》）发布，指出这次运动的目的是“斗垮走资本主义道路的当权派，批判资产阶级的反动学术‘权威’，批判资产阶级和一切剥削阶级的意识形态，改革教育，改革文艺，改革一切不适应社会主义经济基础的上层建筑，以利于巩固和发展社会主义制度。”并做出了“‘敢’字当头，放手发动群众”、“让群众在运动中自己教育自己”、“要用文斗，不用武斗”等规定。第十条“教学改革”提出：在各类学校中，必须彻底贯彻执行毛主席提出的“教育为无产阶级政治服务、教育与生产劳动相结合”的方针，使受教育者在德育、智育、体育几方面都得到发展，成为有社会主义觉悟的有文化的劳动者。

1966年9月15日，北京天安门广场拥护八届十一中全会决定的游行

8月12日，会议选举毛泽东、林彪、周恩来、陶铸、陈伯达、邓小平、康生、刘少奇、朱德、李富春、陈云等11人为政治局常委。其中新常委为陶铸、陈伯达、康生、李富春。林彪则第一次成为中共第二号人物，此后不久又以唯一的中国共产党中央委员会副主席的身份出现，成为毛泽东形式上的接班人，而比之资历更高的周恩来、刘少奇、朱德、陈云等的副主席身分不再被提及。会议还正式确认了政治局扩大会议在5月对于彭真、罗瑞卿、陆定一、杨尚昆四人撤职的决定，更高层的刘少奇、邓小平等人被点名批判。

### 红卫兵与大串联（1966.8 - 1967.3）

1966年8月18日，北京红八月期间，毛泽东第一次接见红卫兵，接受紅衛兵們「毛主席萬歲，萬萬歲！」的歡呼

由于得到毛泽东对“造反有理”的支持，之前各级政府党委试图控制局面的措施反而可能被视为镇压革命，于是对于红卫兵的管制全面撤销，有大量“革命师生”从各地前往北京、上海等大城市“革命”，进行全国大串联。至8月十一中全会期间，北京市有数万名外来学生，仅清华大学校园内就住下了7,000人:107。8月12日，文革小组提议劝导学生返回居住地进行革命，但是毛泽东不同意，反而决定鼓励红卫兵运动，并安排亲自接见在京红卫兵。

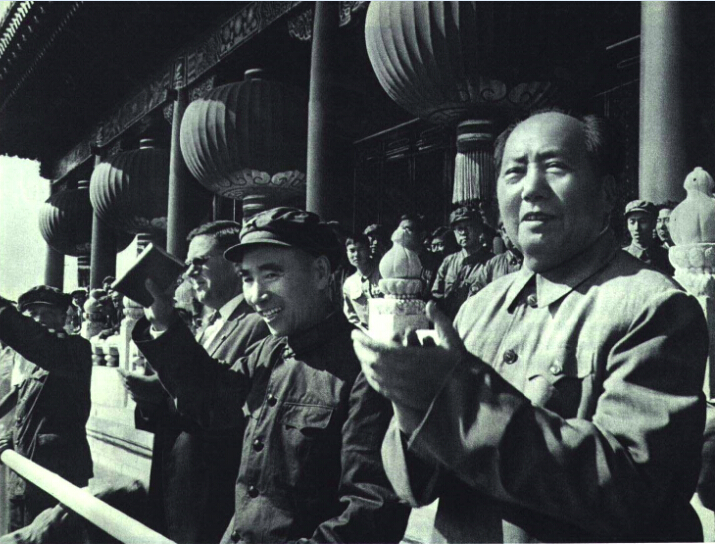
1966年国庆节，毛泽东与林彪在天安门城楼上接见红卫兵

8月18日，北京“红八月”期间，毛泽东、林彪在天安门广场第一次接见了来自全国各地的红卫兵，此后至11月期间，毛泽东又陆陆续续接见了超过1100万红卫兵，并且由红卫兵代表为其佩戴红色袖章，成为全面支持红卫兵活动的最有力表示。在毛的批准下，8月21日发布的《总参谋部、总政治部关于绝对不许动用部队武装镇压革命学生运动的规定》、8月22日发布的《中共中央同意公安部关于严禁出动警察镇压革命学生运动的规定》明确命令军警不得干涉、“镇压学生革命运动”，致使治安惡化。《红旗》杂志于8月21日转载清华大学附属中学红卫兵大字报《无产阶级的革命造反精神万岁》、《再论无产阶级的革命造反精神万岁》、《三论无产阶级的革命造反精神万岁》等大字报。此后局势迅速发展，全国大中学校学生纷纷起来造反，反对学校党委或支部的领导，很快使得很多学校的领导和教学工作瘫痪或基本瘫痪，北京大学、南京大学、上海音乐学院等高校的校长被公开批判。9月5日，中共中央发出通知，凡外地师生来京观摩文革运动者，交通费与生活费由中央财政补助，这个通知使之前就已经开始的大串联达到高潮。大串连期间的大量人口无序流动，也引发了1966-1967年中国流脑大流行，超300万人感染、16万余人死亡。
在“红八月”的期间，据官方统计仅在北京就發生1,700多起死亡案，在市郊的大兴县更是发生屠杀事件，三天之内用包括活埋等手段殺死了325人:128-130。全国进入混乱状态，红卫兵四处串联并散发传单、张贴大字报、标语，开会演说辩论，对各地的事物进行改名活动，以“破四旧”的名义冲击寺院、庙宇、教堂等，大肆砸毁文物，破坏古蹟，焚烧书籍、字画。同时针对被视为“剥削阶级”、“反动派”的个人开始抄家，攻击学术权威、知识分子，大批学者、知识分子被殴打、虐待，受到人格上的侮辱，被害或自杀。因遭红卫兵迫害，作家老舍在北京“八二三事件”后投湖自尽，翻译家傅雷于9月初在上海与夫人一同自尽。全国还掀起了“踢开党委闹革命”的浪潮。这一期间受到波及的人不计其数。比丘、比丘尼、修女、神父、牧師、传教士等被公开批斗，学生当众殴打、侮辱教师，还有教师遭到以粪淋头等极不人道虐待。有的人因为有亲戚在国外，被红卫兵以有“海外关系”等罪名批斗抄家。8月与9月，北京市共有33,695户家庭被红卫兵或自称红卫兵的人员抄家，红卫兵在一个多月内获得了十万三千两（约5.7吨）黄金、三十四万五千二百两白银、五千五百余万人民币现金，以及六十一萬余件古玩玉器等。在上海，仅8月23日至9月8日期间就有84,222户家庭被抄家，其中1,231户为教师或知识分子，红卫兵除获得了大量的金银珠宝外，还获得了三百三十四万元美金、价值三百三十萬万元人民币的其它外币、二百四十萬万民国银元，以及三亿七千萬元的人民币现金或凭证。据1966年10月的党中央工作会议文件称，至此之前全国的红卫兵仅黄金就获得了一百一十万余两（约65吨），并将这称为充公“剥削阶级”的不义之财。:117

1966年10月18日，毛泽东于天安门广场视察红卫兵

10月，中共中央召开工作会议，着重指责刘少奇、邓小平“压制群众、打击革命积极分子的错误路线”。邓小平作为受批判对象，在会上检讨时直言不讳：“毛主席的一张大字报，就是炮轰刘少奇同志和我两人的司令部。”在这次会上，林彪拖着惯有的长音煞有介事地说：“这次文化大革命运动的错误路线主要是刘、邓发起。” 在这次为期近三周的党会上，刘少奇、邓小平被定性为“资产阶级反动路线”的代表，并分别作了自我检讨，内容向全国印发，这也成为文革中最知名的罪名之一，不过刘邓二人仍然是政治局常委，尚未被正式撤职。

刘少奇夫人王光美遭到批斗

11月8日，张贴“全国第一张马列主义大字报”的聂元梓，又与另外10人贴出了《邓小平是党内走资本主义道路的当权派》的大字报。12月15日，中共中央发布《中共中央关于农村无产阶级文化大革命的指示》，其中第九条规定“中等学校放假闹革命，直到明年暑假”。12月25日，“造反司令”蒯大富带领5,000余人在北京城区把“打倒刘少奇！”、“打倒邓小平！”等巨幅标语，贴上了天安门城墙。1967年1月1日，北京20几所高等院校学生和一些群众，在天安门广场举行游行集会，“声讨”刘少奇、邓小平的“罪行”。在“中央文革”的支持下、鼓动下，北京各学校也纷纷打出“刘少奇、邓小平是党内最大的资产阶级当权派，是中国现代修正主义的祖师爷，资产阶级司令部的黑司令”、“打倒刘、邓”的大字报。在江青的指示下，六年前就已经被“打倒”的彭德怀被押送回北京，与彭真、罗瑞卿等一起接受批斗。1967年1月1日，中南海内的造反派在刘少奇住处的院墙上张贴“打倒中国的赫鲁晓夫刘少奇”等大标语，并于3日晚在戚本禹等人的指使下第一次批斗了刘少奇及夫人王光美，而后清华大学的造反派又于1月6日谎称刘少奇女儿车祸致残，将王光美骗出中南海扣押并批斗（后在周恩来干预下释放）。
1967年3月份，中共中央发出通知《中共中央关于大专院校当前无产阶级文化大革命的规定》，要求一律在三月二十日前返回本校参加本校文化大革命，停止红卫兵串联活动，但事实上直到1967年8月毛泽东号召“就地闹革命”、10月中共中央发文要求“复课闹革命”，红卫兵全国大串连活动才基本结束。

### 一月风暴与夺权运动（1967.1 - 1968）

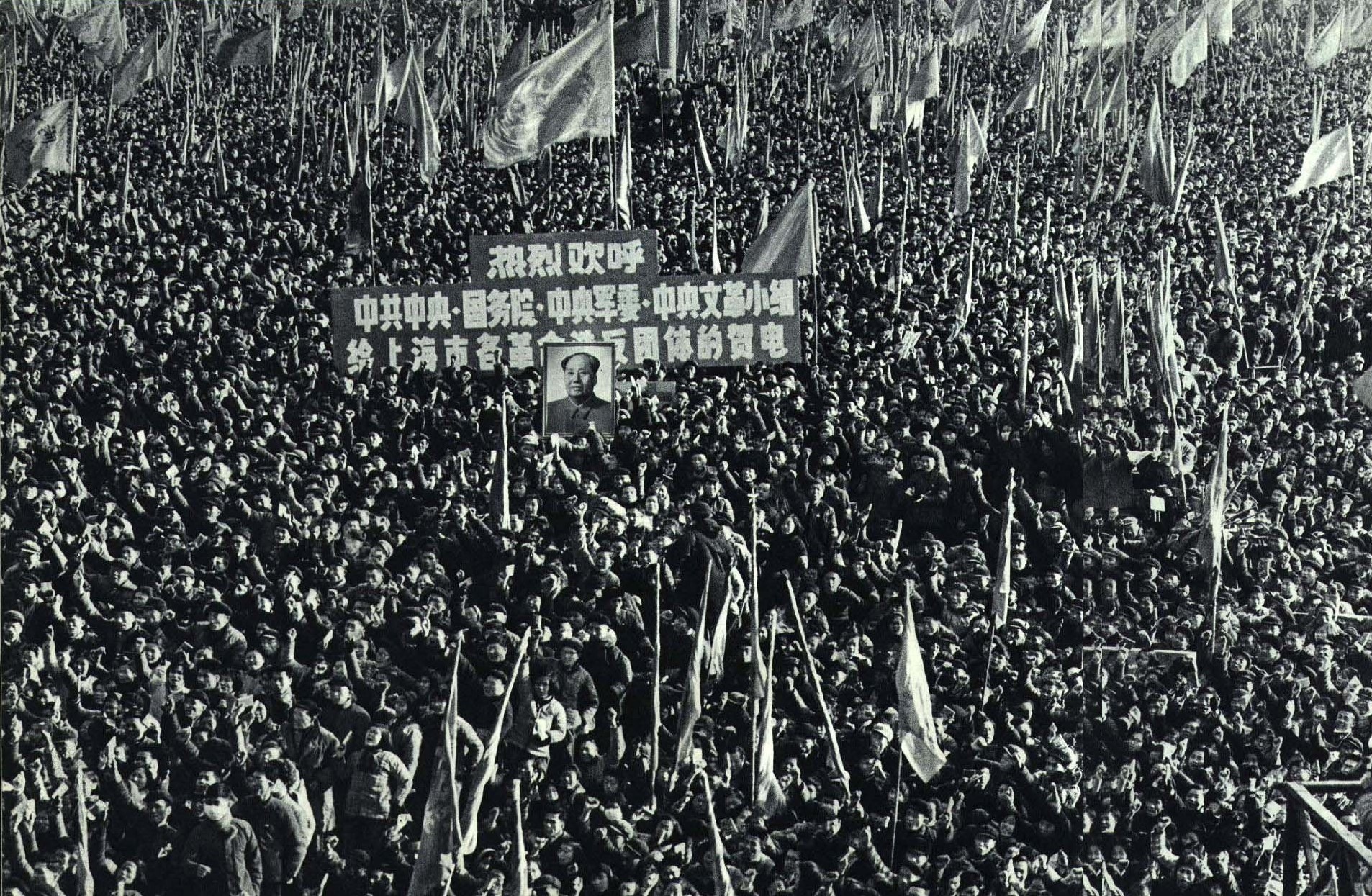
1967年4月，《人民画报》刊登上海造反派庆祝游行情景

1966年11月以后，原来以教师和学生为主的红卫兵造反运动开始向工厂和农村扩张，上海率先成立了“上海工人革命造反总司令部”（简称“工总司”），由年仅三十出头的工厂职工王洪文领导，很快取代了各种红卫兵组织。1967年1月3日，张春桥与姚文元从北京赶赴上海，支持王洪文等工人运动的首脑夺取了上海的党政大权，陈丕显、曹荻秋等原上海市委领导被批斗。这次事件被称为“一月风暴”，也成为全国“夺权运动”的开始，工人造反派势力壮大。1月8日，毛泽东对此表示赞誉，《人民日报》发表了中共中央给上海的“贺电”。11日，由中央文革小组起草，以中共中央、国务院、中央军委、中央文革的名义给上海市各“造反团体”发出贺电。《红旗》杂志、《人民日报》相继发表社论，肯定和支持上海的夺权，号召全国“无产阶级革命派联合起来，向党内一小撮走资本主义道路的当权派夺权。”全国多个省区市的领导机构相继被“革命群众”夺权，夺权后成立的革命委员会往往无法履行原有的政府机关职能，导致中央和全国各地的政府机关陷入瘫痪。同时由于没有明确的原则和规则，夺权的形式与内容也是无奇不有，比如北京市就在同一天内被三股不同革命群众先后夺权，黑龙江夺权后成立的革命委员会的主任最后就是夺权前的省委第一书记潘复生，而中央某部委居然还向康生写信申请批准被夺权。:170-172

1967年1月13日，中共中央、国务院颁布《关于在无产阶级文化大革命中加强公安工作的若干规定》（简称《公安六条》），规定凡是“攻击诬蔑伟大领袖毛主席和他的亲密战友林彪同志的，都是现行反革命行为，应当依法惩办”。1月23日，按照毛泽东的提议，中共中央、国务院、中央军委、中央文革发出《关于人民解放军坚决支持革命左派群众的决定》，強調軍隊要支持左派群眾，以前军队不介入地方文革的指示一律作废:429-430。3月19日中共中央军委发出《关于集中力量执行支左、支农、支工、军管、军训任务的决定》，要求：军委各总部、各军兵种机关要视情况抽调三分之一至三分之二的人员，立即投入支左、支农、支工、军管、军训的工作，即“三支两军”。但是，在1967年初混乱的局面下，军队难以区分究竟谁是造反派，谁是保守派。此外军队大多数对造反派不抱好感，反而与保守派在许多问题上有共鸣:431。例如青海支左初期即发生了军区部队屠杀“造反派”的二二三事件。但在4月6日《军委十条》出台和中央的批评之下，福建、四川、甘肃、广东、湖南、江西、河南、吉林等地的军队支左负责人先后作检讨，按照中央的指示支持特定的“造反派”群众组织夺权，形势完全逆转。同时军队代表作为“三结合”的主要力量，加入了夺权后成立的革命委员会。在军队的支持下，到1968年，全国由下而上地全面实现了夺权。据统计：现役军人担任省、直辖市和自治区革委会主任的共20名，占总数的69％，担任县以上各级革委会主任的一般在80％以上：例如北京市占78％，广东省占81%，辽宁省占84％，云南省占97％，湖北省占98％等，军队干部事实上掌握了各地的领导权。

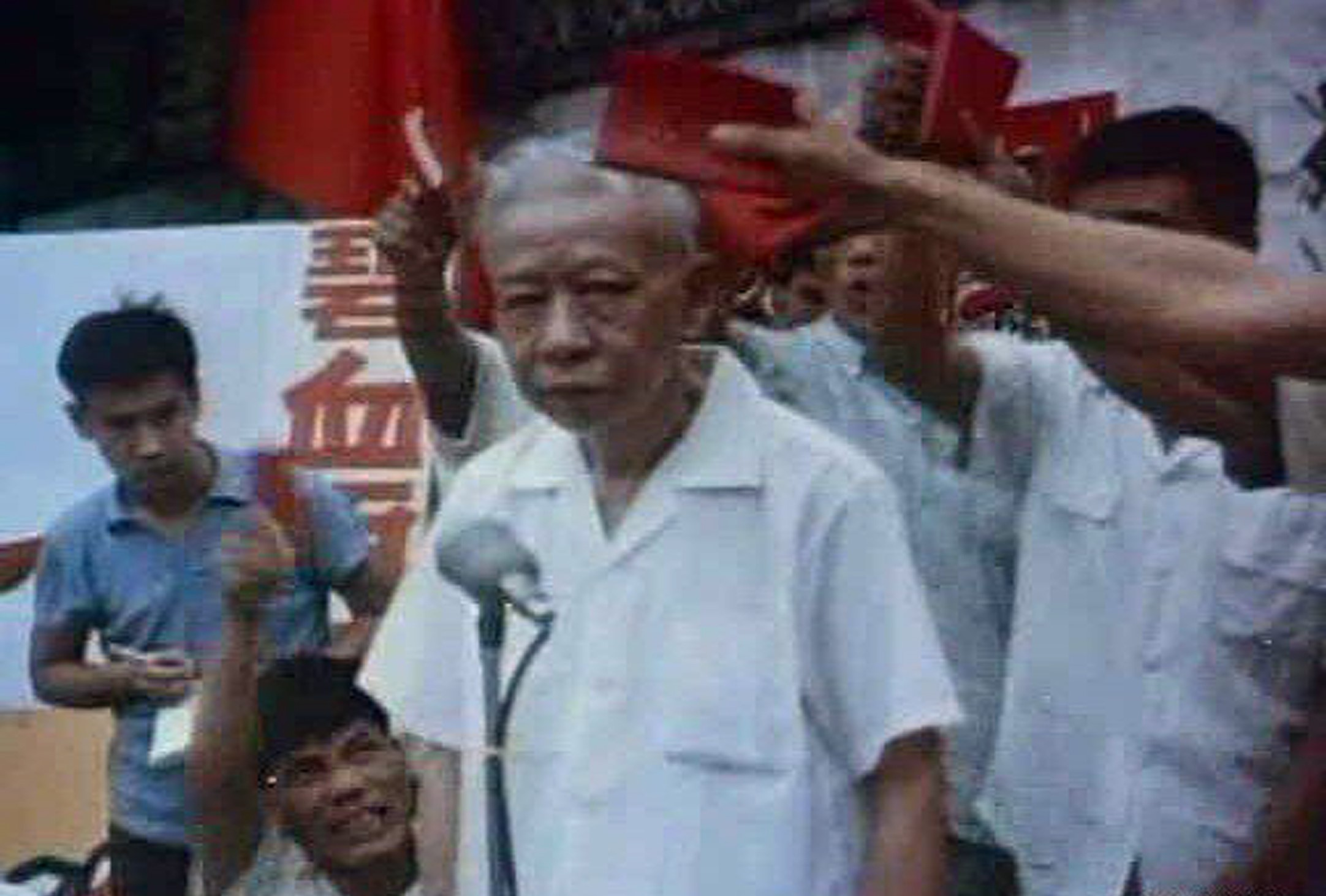
1967年，国家主席刘少奇的批斗会

与此同时，在中央，陈伯达、江青等开始将斗争对象转移到当时中央第四号人物、主要协助周恩来维持社会和生产秩序的陶铸。此后虽然毛泽东对于陈伯达、江青随意针对文革小组同僚的行为提出指责，并且要求他们在小组内自我批评，但是并未插手陶铸被“打倒”。:189 不过毛泽东对于陈、江的批评是这些在文革开始后权力日大的活跃人物第一次重大受挫，也促使一些不满其做法的中共元老做出了联手抗争。1967年2月11日和2月16日，在周恩来主持的两次中央碰头会议上，陈毅、叶剑英、谭震林等七位国家和军队的最高层领导对当时混乱的局势感到不满，发表反对造反运动的强硬谈话，与张春桥等人当场发生激烈争论。此后张春桥召集姚文元、王力，先与请病假的江青会面，随后于当晚即会面毛泽东，汇报了这些元帅副总理的发言。最终毛泽东认为这是从根本上反对文化大革命，而这次事件则被张春桥等称为“二月逆流”。:195-196 此后虽然这些领导人并未立即被正式停职，但实际上国务院、政治局在少了他们以后已经无法继续正常工作，中央文革小组实际已经取代了政治局的地位。

1967年4月，《人民画报》刊登贵州革命派造反情景

1967年3月上旬，陈伯达、康生在军以上干部会上，传达毛泽东的指示，开始批判刘少奇所著的《论共产党员的修养》。为打倒刘少奇，康生等人还制造了轰动一时的“六十一人叛徒集团案”，3月16日中共中央印发《薄一波、刘澜涛、安子文、杨献珍等自首叛变材料的批示》和附件，从此掀起“抓叛徒”的政治运动。林彪、江青等还宣称有一条“刘少奇叛徒集团组织路线”，由此制造了“新疆马明方叛徒集团”、“东北叛徒集团”、“南方叛徒集团”等政治案件。 4月6日，中南海造反派第一次公开批斗刘少奇。4月7日，《人民日报》头版发表了《戳穿〈修养〉再版的恶毒用心》一文批判刘少奇：
一九六二年，国际国内两条路线的斗争异常激烈。《修养》的作者、党内头号走资本主义道路当权派是真的在反对“‘左’倾机会主义”吗？不！他是打着反对“‘左’倾机会主义”的幌子，来攻击反右倾机会主义的斗争，妄想为右倾机会主义分子翻案，从而否定毛主席的无产阶级革命路线，否定毛主席的正确领导，以便他篡党夺权，取而代之。一九五九年反右倾机会主义斗争是阶级斗争在党内的反映。右倾机会主义分子反对三面红旗，反对社会主义，反对毛主席思想，反对毛主席，这是两个阶级、两条道路、两条路线的殊死斗争，是一场保卫毛主席、保卫毛主席的无产阶级革命路线、保卫社会主义的你死我活的大搏斗。
到该年5月，针对刘少奇、邓小平的批判已经完全公开化。5月8日，《人民日报》、《红旗》以杂志编辑部的名义，发表了长篇批判文章《〈修养〉的要害是背叛无产阶级专政》，5月11日中共中央专门发出通知，说这篇文章是经过政治局常委扩大会议讨论通过并经毛泽东亲自批准的，“希望各单位的革命同志，认真地组织学习和讨论，进一步深入地开展对党内最大的一小撮走资本主义道路当权派的大批判运动。” 5月17日，在“抓叛徒”政治运动中，江青利用三十年代由国民党特务机关伪造的《伍豪等脱离共产党启事》的抄件攻击周恩来，但在毛泽东的反对下未引起政治反响。 5月18日，《人民日报》、 《红旗》杂志发表编辑部文章《伟大的历史文件》，继续以“中国赫鲁晓夫”为代名词，对刘少奇进行批判。

### 全面内战、政治清洗与上山下乡（1967.7 - 1969.4）

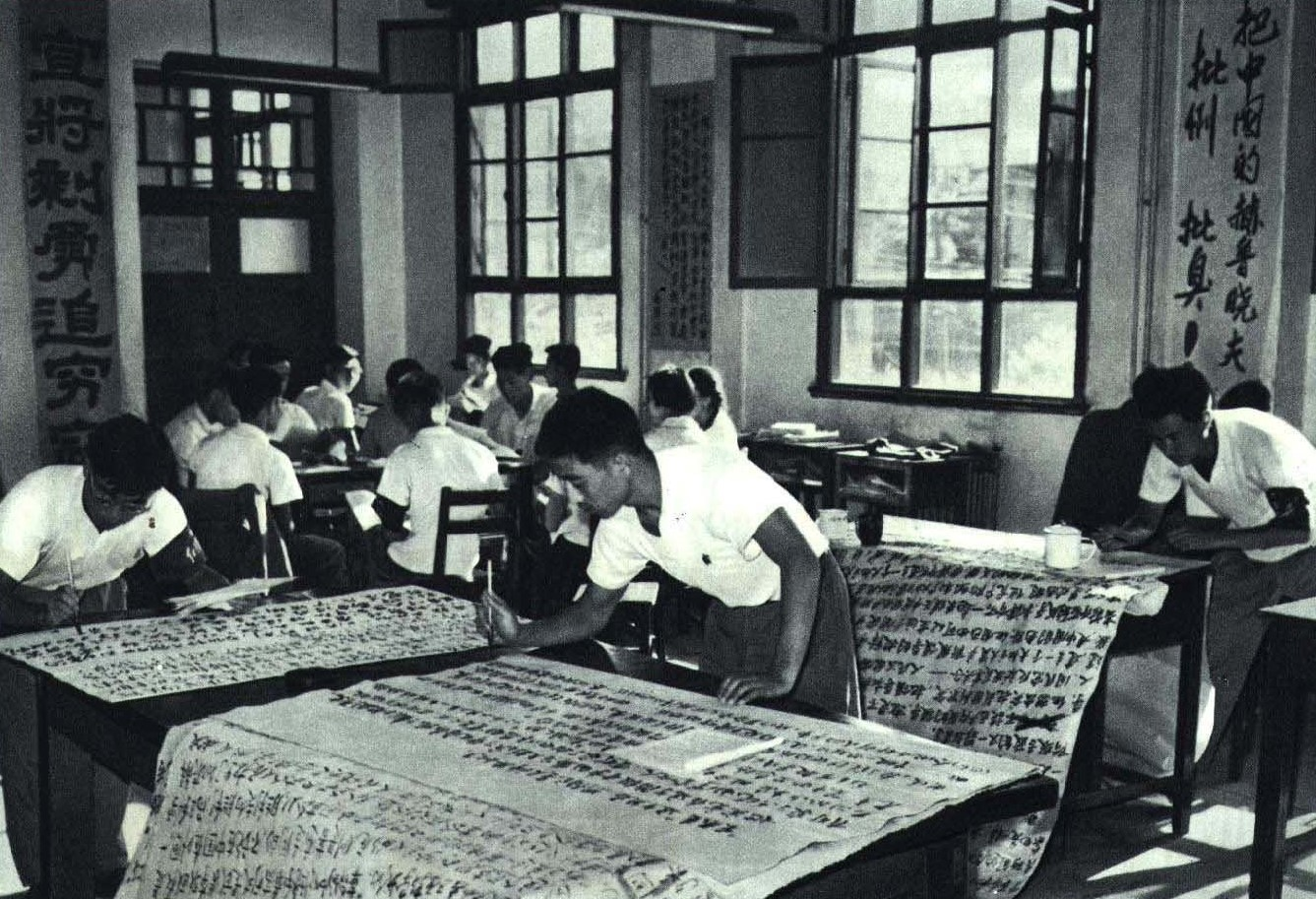
1967年，北京师范大学学生书写大字报批评刘少奇，刊于1967年11月《人民画报》

夺权运动中，各个红卫兵和造反派组织之间的矛盾和权力斗争也日益严重。1967年7月20日，湖北武汉发生七二〇事件，江青批示“反革命运动”，乘机指责武汉军区司令员陈再道“搞兵变”。7月22日，江青首次提出“文攻武卫”的口号，支持左派，有些红卫兵和造反派开始抢军队的权。8月7日，谢富治明确提出“砸烂公检法”的主张，获得毛泽东的支持。此后，全国冲击军队、抢掠武器、枪支的事件不断发生，武斗由群体互殴升级为枪炮对打，有观点认为中国大陆此后进入了“全面内战”的状态。重庆大武斗中甚至使用了自行反坦克炮、火箭炮、坦克、军舰、重型登陆艇等重装武器。9月，中共中央、国务院、中央军委、中央文革小组发表《九五命令》，规定不准抢夺解放军武器装备，解放军对抢夺行为有权自卫反击。

1968年“芒果崇拜”的宣传标语

1968年春，继“四个伟大”口号后，在全国范围内对毛泽东的盲目崇拜出现新的高潮，口号是“三忠于四无限”。此时的毛也已经发现局势有些失控，全国武斗日益严重，打死、打伤的人不计其数。1968年4月至7月，北京爆发清华大学百日大武斗，7月27日中央派出“工宣队”进驻清华大学，试图停止武斗，此举类似两年前刘少奇、邓小平等因之获罪的派遣“工作组”的措施，但遭到清华红卫兵头目蒯大富等人的暴力抵抗，史称“七·二七事件”。7月28日，毛泽东等人召见了北京红卫兵造反派“五大领袖”，严厉批评他们的行为，红卫兵组织自此失势。8月5日，毛泽东将来访的巴基斯坦外交部长赠送的一篮芒果转送给了进驻清华大学的工宣队，表示支持工宣队，并引发“芒果崇拜”，文化大革命出现了一个转折，工人阶级开始领导文革。8月26日，毛泽东的“最高指示”下达全国：“工人宣传队要在学校中长期留下去，参加学校中全部斗、批、改任务，并且永远领导学校。在农村，则应由工人阶级最可靠的同盟者——贫下中农管理学校。”此后大规模武斗渐渐平息。12月，毛泽东又下达了“知识青年到农村去，接受贫下中农的再教育”的指示，这是鉴于青年情绪激动难以稳定控制的考虑，于是将这些人清除出城市，人選以1966、1967、1968年的初高中毕业生（后来称为“老三届”）為主，文革期间大规模的“上山下乡运动”开始，红卫兵政治组织解散。与此同时，至1968年底，全国所有工人造反派组织也都在毛泽东“大联合”的口号下解散。

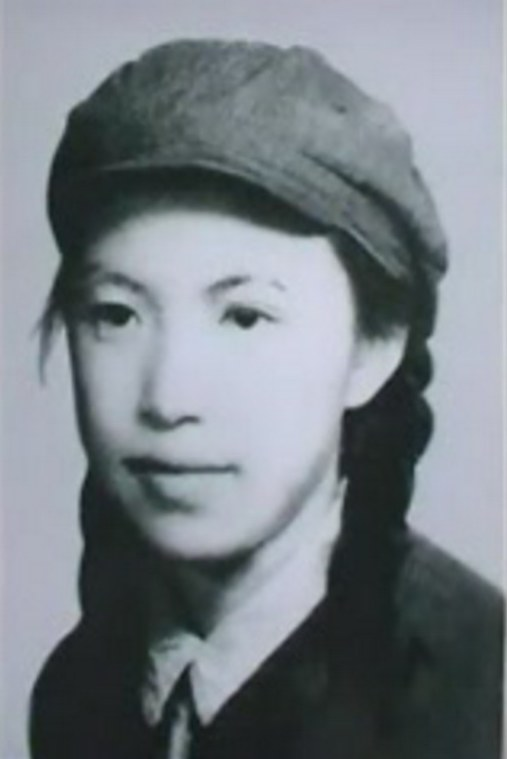
林昭，1957年成为全国第一批右派，獄中公开反對毛澤東，1968年遇害。

另一方面，1968年5月起，按毛泽东的要求，全国陆续开展“清理階級隊伍”运动，各地采用军管会和进驻工宣队的方式，大规模清查所谓“地、富、反、坏、右、特务、叛徒、走资派、漏网右派、国民党残渣余孽”等。文革早期活跃的不少造反派成员开始遭到政治清算，科学家和知识分子群体亦受到严重冲击，许多具有海外留学背景的科研人员被打成“间谍”或“特务”。有学者估计，此间全国有约3000万人被迫害，超50万人死亡，出现大量冤假错案。1968年10月初，毛泽东提出干部下放，于是全国各地大批被打击的干部下放五七干校。10月13日至31日召开的中共八届十二中全会上，中央委员会提出了新党章，提请接下来的中共九大批准，第一次将林彪正式作为毛泽东的继承人，而前国家主席刘少奇则被定为“叛徒、内奸、工贼”、“永远开除出党”。10月17日，《人民日报》公布了中央决定，攻击刘少奇是中国的赫鲁晓夫：
广大共产党员和革命群众在学习毛主席的最新指示的时候，愤怒地批判了中国赫鲁晓夫在建党路线上推行的“阶级斗争熄灭论”、“驯服工具论”、“群众落后论”、“入党做官论”、“党内和平论”、“公私溶化论”等反革命修正主义谬论。他们指出，中国赫鲁晓夫大肆推行他的所谓“六论”，就是妄图用修正主义来腐蚀工人群众，腐蚀我们的党，扼杀党和党员的无产阶级革命性，使无产阶级的革命党蜕化变质，为他复辟资本主义的罪恶阴谋服务。他们表示，一定要在以毛主席为首、林副主席为副的无产阶级司令部领导下，以毛主席的最新指示为武器，彻底批倒批臭中国赫鲁晓夫的反革命修正主义建党路线，在毛主席的无产阶级建党路线指引下，把我们的党建设得更加坚强，更加纯洁，更加朝气蓬勃。
随后，1968年11月27日，《人民日报》发表文章《帝修反的走狗　社会主义的叛徒》，批判刘少奇攻击毛泽东亲自树立起来的“总路线、大跃进、人民公社”三面红旗，大肆贩卖赫鲁晓夫修正主义黑货，疯狂地进行反党反社会主义反毛泽东思想的罪恶活动。1969年3月15日，《红旗》社论《关于总结经验》一文中写到，“无产阶级文化大革命彻底打倒了刘少奇等一小撮美帝、苏修的代理人，使苏修妄图通过‘和平’手段变中国为苏修社会帝国主义殖民地的梦想彻底破产。”

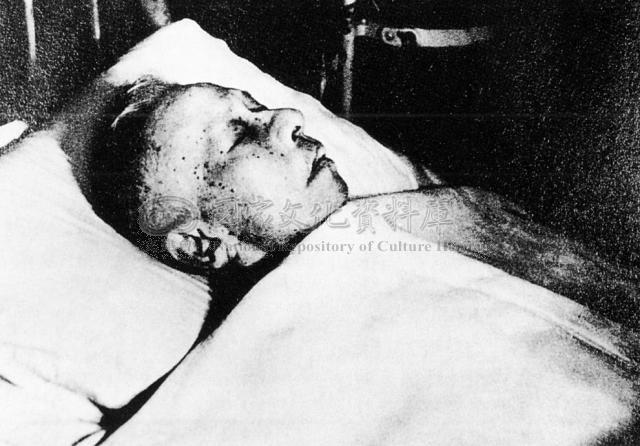
刘少奇遗体

毛泽东在1968年中共八届十二中全会的发言从一定程度上维护了邓小平，使其得以去江西的一家拖拉机场工作、反省，而没有得到毛泽东维护的另外两名元老刘少奇、贺龙则不得不面对更加严酷的待遇。刘少奇被匿名关押，缺医少药，1969年11月12日在河南开封的一座封闭的旧银行中因肺炎去世，1967年后就未能与其见面的妻子王光美被继续关押至文革结束后的1979年:278。而元帅贺龙则连基本的饮食饮水都得不到供应，“贺龙专案组”还刻意造成错误用药，促使其于1969年6月9日在北京解放军三〇一医院去世:281。这次全会从很大程度上反映了文革对于中共政治局面的影响，中央委员会1966年十一中全会后仍然在世的87位正式中共中央委员中，仅有40人被邀请出席十二中（其余多数已经被“打倒”），1956年及1958年中共八大选举的96名候补委员中，仅有19名参加了会议，其中10人被补选为正式委员，替换已去世的10名正式委员（其中两人自杀身亡），才使得出席人数达到了中央委员会全体会议的最低标准。而与此同时，又有74名非中央委员会委员或候补委员被邀请参加了大会，主要来自文革开始后得势的中央文革小组、“夺权”成功的各省市的革命委员会、实际控制局势的解放军机构等，也使得大会成为中共历史上罕见的与会非委员人数超过委员的奇观。:273

### 中共九大、政治清洗与九一三事件（1969.4 - 1971.9）

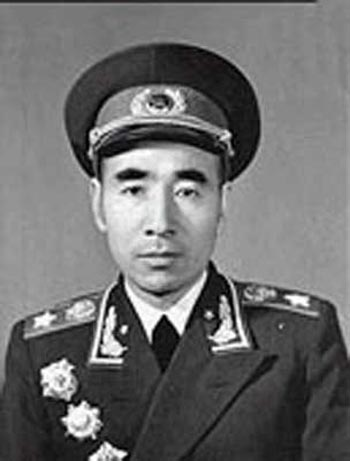
在中共九届二中全会后，林彪在设立国家主席问题上和毛泽东的矛盾越来越大，最终关系破裂。

1969年4月1日，中国共产党第九次全国代表大会召开。中共九大正式会议上，中国共产党中央委员会副主席林彪代表中共中央作了政治报告，该报告以“无产阶级专政下继续革命的理论”为核心，全面肯定了“文化大革命”，称“无产阶级文化大革命”是一场真正的无产阶级革命，是对马列主义理论和实践的一个伟大的新贡献。在此基础上提出了所谓“斗、批、改”的新任务，宣告“摧毁了以叛徒、内奸、工贼刘少奇为首的资产阶级司令部，揭露了以刘少奇为总代表的党内一小撮叛徒、特务、死不改悔的走资本主义道路的当权派，粉碎了他们复辟资本主义的阴谋”。在大会选举新的中央委员会过程中，林彪、江青集团的主要成员几乎全部进入了中央委员会。在这次会议上，中共中央副主席林彪作为党的接班人列入《中共党章》。国家主席刘少奇已经被打倒，主席一职悬空，周恩来继续保持党内第三的位置且继续担任国务院总理，担当处理国家日常事务大权。
九大会议由林彪作政治报告。原政治报告草稿为陈伯达所写，题目为《为把我国建设成为强大的社会主义国家而奋斗》。该题目遭到毛泽东反感，后由张春桥起草政治报告，林彪在会上宣读。而中共官方指出，林彪对张春桥起草的报告不满，宣读时磕磕巴巴，照本宣科。张的报告中不断引用毛泽东语录，再度批判“刘少奇反革命集团”，还赞扬了军队的作用。会议的第二项议程是修改党章。新的党章中明确提到“林彪同志是毛泽东同志的亲密战友和接班人。”从此毛泽东与林彪的名字就一直联系在一起。会议还选举了中共的新领导人，毛泽东、林彪、周恩来、陈伯达、康生为中共中央政治局常委，而江青、林彪集团进入中共中央政治局，周恩来维持了自己的地位，至于陈云等一些中共元勋则全都被排斥在政治局之外。而有资料称，周恩来在九大期间地位上升，并几乎成为党的第二副主席。
1970年1月31日，中共中央发出《关于打击反革命破坏活动的指示》，2月5日发出《关于反对铺张浪费的通知》和《关于反对贪污盗窃、投机倒把的指示》，此三份文件合而为一发动了“一打三反”运动，同时在全国大规模地开展清查五一六运动。运动期间相当多的人被判处死刑，或有期徒刑并被剥夺政治权利，文革早期活跃的不少造反派成员遭到清算整肃，还出现了大量冤假错案，学者估计造成至少数十万人死亡。27岁的遇罗克就是在1970年3月5日，一打三反运动高潮中，在北京被公审宣判死刑，并立即执行。
与此同时，因刘少奇在此前1968年的中共八届十二中全会上被免去党内外一切职务并开除出党，国家主席职务空缺，而到了1970年因面临召开第四届全国人大，宪法需要修改以容纳文革纲领。1970年3月，毛泽东在收到周恩来送来的宪法修改草案提要和一封信之后明确与汪东兴说，“宪法中不要写国家主席这一章，我也不当国家主席。” 3月8日晚，汪东兴在周恩来主持的政治局会议上传达了毛泽东的这一指示，政治局一致拥护毛泽东的建议。整个过程中，林彪仅有一次单独表态，即在1970年4月11日，林彪在写给毛泽东的信中提到：“一，关于这次‘人大’国家主席的问题，林彪同志仍然建议由毛主席兼任。这样做对党内、党外、国内、国外人民的心理状态适合。否则，不适合人民的心理状态。二，关于副主席问题，林彪同志认为可设可不设，可多设可少设，关系都不大。三，林彪同志认为，他自己不宜担任副主席的职务。” 周恩来向政治局转达了林彪的建议，“多数政治局成员同意仍由毛泽东担任国家主席，周恩来对此也没有提出异议。” 除毛泽东外，多数政治局委员要求设立国家主席，但毛泽东再度以个人权威压倒集体决议，以《三國志》中孫權勸曹操稱帝的故事為典故，声称“孙权是要把他放在炉火上烤。我劝你们不要把我当曹操，你们也不要当孙权。”

林彪与毛泽东在1970年的中共九届二中全会上

1970年8-9月的九届二中全会上，事情再度出现转折，康生、周恩来、陈伯达等人再度要求设立国家主席。周恩来建议设立国家主席是为了外事活动，如毛泽东不愿意参加外事活动可以授权他人进行，与此同时宪法修改小组的康生对撤销国家主席反应激烈，他认为撤销国家主席违背民众愿望，但又不能违反主席的指示，导致他们修宪小组压力很大，此外陈伯达表示毛泽东任国家主席是对人民的鼓舞。 林彪仅表示附和。

关于毛泽东与林彪关系恶化及林彪出逃，存在不同说法。林彪出走的原因、出走过程、出走目的、出走性质仍然争议极大。中共官方的说法是，林彪觊觎国家主席，篡党夺权的野心引起毛泽东怀疑，后林彪袭击毛泽东专列未果，阴谋败露后仓皇出逃。据中共官方表述，1971年9月13日晚，林彪等人仓促从隶属海军的山海关机场乘256号三叉戟飞机准备逃往苏联伊尔库茨克，飞机在没有副机长和领航员且跑道灯未开的情况下强行起飞，在进入蒙古国领空几百公里后在温都尔汗坠落，林彪及其妻子叶群、儿子林立果、驾驶员潘景寅在事故中丧生，是为“九一三事件”。而在同一天，北京的政治局召开紧急会议商讨林彪事件，当年10月1日的天安门国庆庆祝活动也被取消。

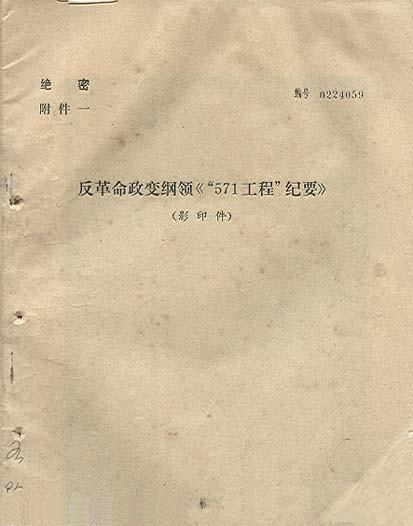
《五七一工程纪要》影印本封面，可见其被定义为“反革命政变纲领”

文革研究学者王年一、何蜀认为，关于中共史料所述的“林彪阴谋设立国家主席以篡党夺权”，中共承认毛泽东最早公开指出林彪有篡夺国家主席野心是在1971年8月南巡期间，而中共迄今认定林彪有篡夺国家主席野心的唯一证据是吴法宪在1971年10月21日对中央专案组揭发叶群对他的谈话。根据这两个时间可以得出，毛泽东是在得到证据两个月前就已经开始怀疑林彪阴谋夺取国家主席职务。还有学者认为，是九届二中全会上陈伯达与张春桥的文人相斗，引起了大会成员对张春桥的怒讨，而偏袒张春桥的毛泽东则怀疑这种大规模声讨是林彪背后指使（1971年毛泽东南巡期间，评价林彪的讲话“大有炸平庐山，停止地球运转之势”），故引起毛泽东批判陈伯达、矛头对准林彪，毛林关系由此恶化，而国家主席问题仅仅是为遮掩批斗张春桥事件引发毛林关系恶化的一个藉口。高文谦等学者指出，毛泽东在1971年8月绕过党中央直接向南方的地方干部揭发林彪问题，并采取“掺沙子”、“抛石子”等办法斗争林彪，均成为后来林彪出走事件的直接原因。受到挫败的林彪，虽然并没有被直接点名批评，但毫无疑问他也已经意识到，其在党内的地位已经摇摇欲坠。在这种情况下，林彪及其儿子林立果与其亲信组成了代号为“联合舰队”的秘密组织，并在林彪等人的根据地上海制订了著名的《五七一工程纪要》（“五七一”取自“武装起义”的谐音），《纪要》内明确提出，“一场新的夺权斗争势不可免，我们不掌握革命领导权，领导权将落在别人头上。” 但也有学者对此说法提出质疑，认为迄今尚无任何证据证明林彪参与《五七一工程纪要》的制订，甚至连林彪的亲信李作鹏、吴法宪、邱会作等人均不知道该纪要的存在。其中一个论点是，“似乎死了的（指飞机上摔死的），都是‘571工程纪要’的目击者，而活着的，却没有一人见过这个‘纲领’。”

### 四人帮、中共十大、批林批孔、邓小平复出与四五运动（1971.9 - 1976.9）

四人帮：江青（左上），张春桥（右上），姚文元（左下），王洪文（右下）

林彪之死，一方面使毛泽东精神上受到极大打击，身体状况急剧变差；另一方面国家也失去了原定的接班人。1972年9月，毛泽东将王洪文从上海调到北京，次年在中共十届一中全会上就成为名列周恩来之后的党的排名第二的中共中央副主席，似乎有意培养为接班人。十届一中全会选举毛泽东、王洪文、叶剑英、朱德、李德生、张春桥、周恩来、康生、董必武为中央政治局常委。从此，江青、张春桥、王洪文、姚文元在中央政治局内结成“四人帮”。1973年8月，中共十大通过的《党章》删去了九大党章中有关林彪为接班人的内容，但继续肯定了“文化大革命”，并且强调“这样的革命，今后还要进行多次。”

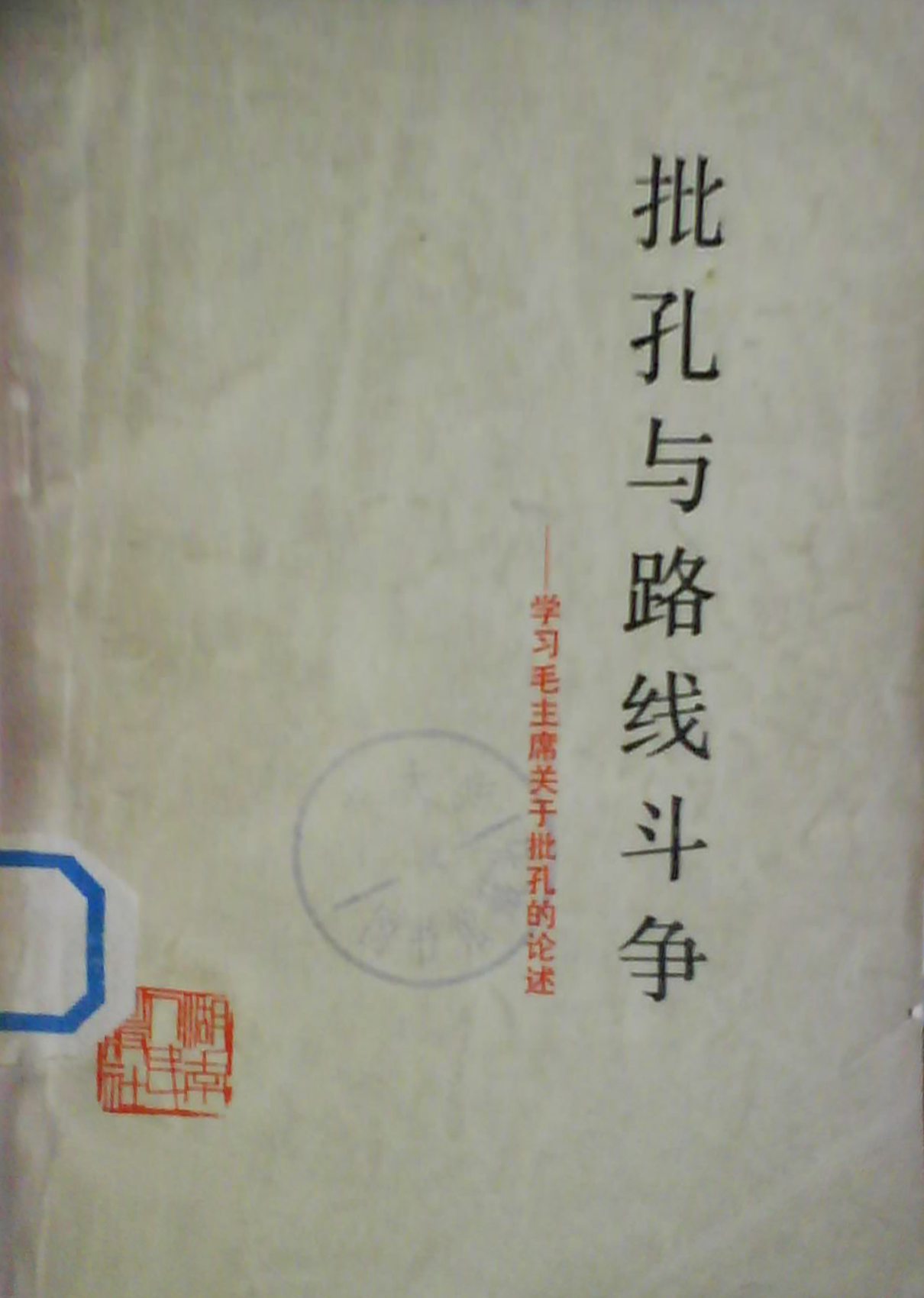
从1974年开始，中国大陆掀起了“批林批孔运动”

1973年7月，毛泽东在一次谈话中说，林彪和国民党都是尊孔的。1974年1月18日，经毛泽东批准，中共中央转发由江青主持选编的《林彪与孔孟之道》（材料之一），批语说：这个材料，对于继续深入批判林彪路线的极右实质，对于继续开展对尊孔反法思想的批判，对于加强思想和政治路线方面的教育，会有很大帮助。此后江青等人便发动了“批林批孔运动”，以及批“黑画”运动。运动名义上的目标是批判宣扬“上智下愚”维护等级制度的孔孟之道，表面上是对着死去的孔丘和林彪，但实际意图是将矛头指向当时已成为四人帮最主要政治对手的周恩来。而此时中国普通老百姓经过长时间的政治运动，对各种新的批判运动也失去了兴趣，故“批林批孔”并不是很成功。国际上，苏联则评价批林批孔运动是“又一次恐怖运动”、要毁坏“文化珍品”。当时苏联出版了一系列专门著作和论文，宣传尊儒反法，苏联学者说孔子提出了“世间和平和安宁”的思想，孔子学说中包含着“民主思想”，在国际上宣传孔子是“最理想社会和国家制度的政治理论创始者”，认为孔孟是“人道主义”、批判法家“反人道主义”。但此举被中国说成是要用孔孟之道给林彪撑腰打气，从内部颠覆中国的无产阶级专政。1974年2月2日，《人民日报》发表的社论《把批林批孔的斗争进行到底》一文中认为，“孔孟鼓吹‘中庸之道’。林彪叫喊中庸之道‘合理’，反对马克思主义的斗争哲学，攻击反修斗争‘做绝了’，妄图投降苏修，把我国变为苏修社会帝国主义的殖民地。”

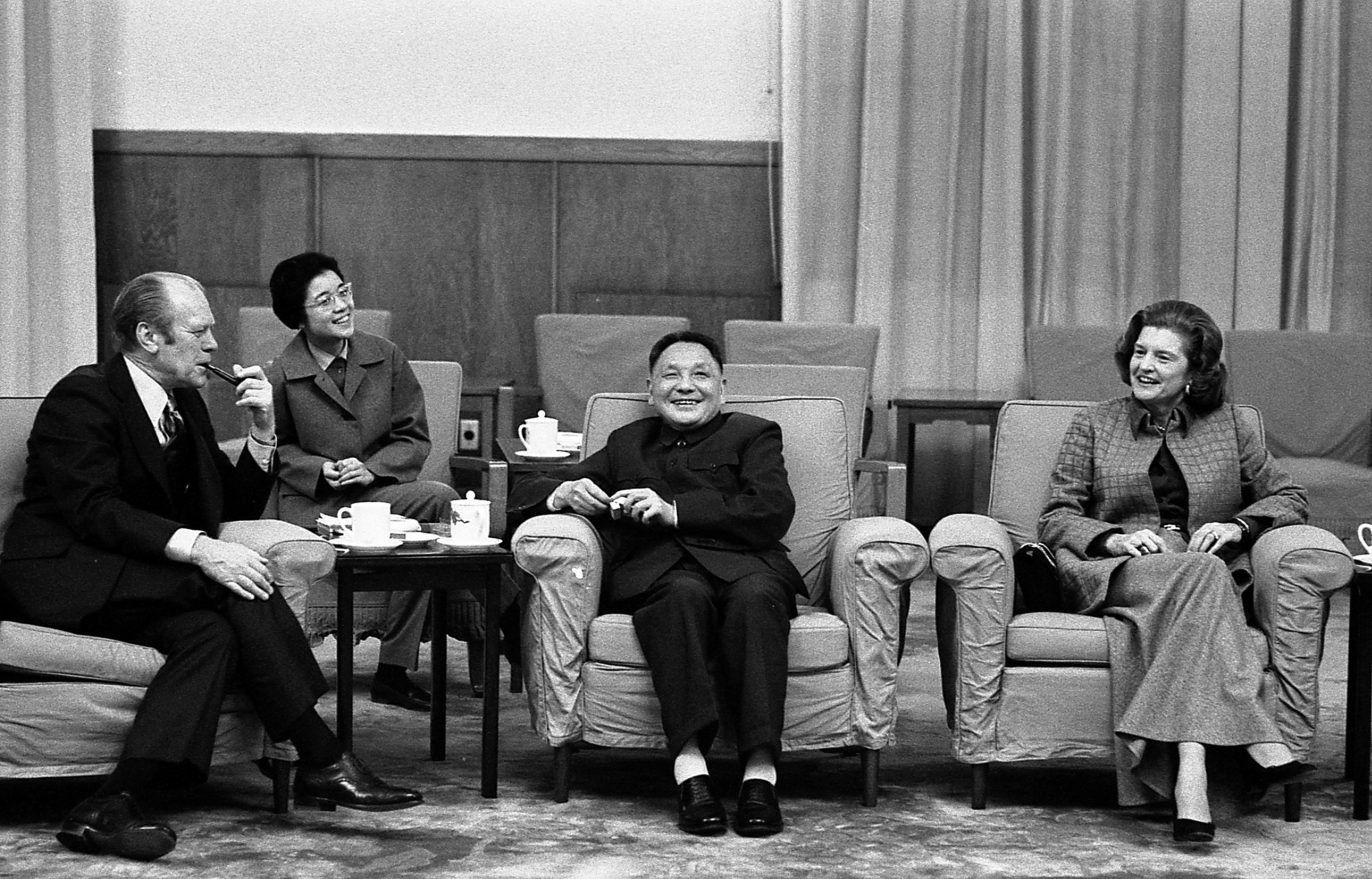
1975年12月，美国时任总统杰拉尔德·福特及夫人访华，与时任中国国务院副总理邓小平会谈。当时邓小平的文革整顿工作已中断，毛泽东让他“专管外事”。

另一方面，1973年3月，根据毛泽东意见，中共中央作出《关于恢复邓小平同志的党的组织生活和国务院副总理的职务的决定》，邓小平第二次复出政坛。1974年10月，周恩来病情恶化入院后，中央委员会委员邓小平获任排名第一的国务院副总理，其后被增补为中共中央副主席，实际负责政府日常工作，工作方向就是延续周恩来提出的“四个现代化”目标。1975年2月，毛泽东不顾“四人帮”的反对，坚持将邓小平重新推上重要领导岗位来主持党政军日常工作，并支持邓小平领导开展“全面整顿”，恢复经济和国家政权正常运转。邓小平领导的全面整顿，到后来发展成为一场有组织有领导的声势浩大的全面纠正文革错误的大动作。1975年8月，四人帮依靠毛泽东对《水浒传》“反面教材”的评价，发起了“评《水浒》、批宋江”运动，矛头指向周恩来、邓小平，《水浒传》也因此被大量出版发行。到了9月，毛泽东也病重，毛泽东把他的姪儿毛远新由沈阳调回北京陪在身边当上传话人。11月，在毛远新等人多次“提醒”下，毛泽东开始担心文革之后被翻案，要求邓小平作出肯定文化大革命的决议，但邓以“我是桃花源中人，不知有汉，无论魏晋”婉拒，导致毛泽东不满。11月下旬，中共中央召开“第一次打招呼会议”，邓小平的全面整顿工作中断、毛泽东让他“专管外事”。
1976年1月8日，周恩来去世，但悼念周恩来的活动却受到政府压制。从第二天开始，北京人民英雄纪念碑前就已经出现了纪念周恩来的花圈，向纪念碑前送花圈，这在过去是从未出现过的，全国都有自发的纪念活动。1月15日，是周恩来的追悼会，邓小平致悼词。2月，情况再度改变，自认已经没有了障碍的四人帮开始打击邓小平，2月底至3月初，中共中央召开“第二次打招呼会议”，经毛泽东批准，搞出了“批邓、反击右倾翻案风”，针对的正是邓小平。经毛泽东提议，中央政治局委员华国锋出任国务院代总理。3月底，南京爆发了悼念周恩来、支持邓小平、反对四人帮的“南京三·二九事件”，并迅速扩展到全国。4月4日清明节，从3月底开始北京群众自发聚集在天安门广场，纪念周恩来的逝世，同时也有人是对四人帮的抗议。人们还自行在纪念碑上张贴悼词，并送来花圈。广场上还逐渐出现了一些直接针对四人帮的批判性文章。到4月5日，已经有大约200万人来过广场。由于担心有人放火焚烧堆积在纪念碑四周的花圈，中共中央政治局派出警察在夜间把花圈收走。对立情绪演变成烧毁汽车和房屋，于是要求各单位禁止本单位人员去广场，并下令广场上的人群离开，当夜，广场上剩下的200余人不肯离开，被北京市委组织的工人民兵拘留甄别后遣散。这一事件后来被称为“四五天安门事件”，中共中央政治局定性为反革命活动，撤消邓小平的一切职务、保留党籍，邓小平第三次下台。同时决定，华国锋任中共中央第一副主席、国务院总理，华国锋正式成为毛泽东的接班人。

### 毛泽东之死与怀仁堂事变（1976.9 - 1976.10）

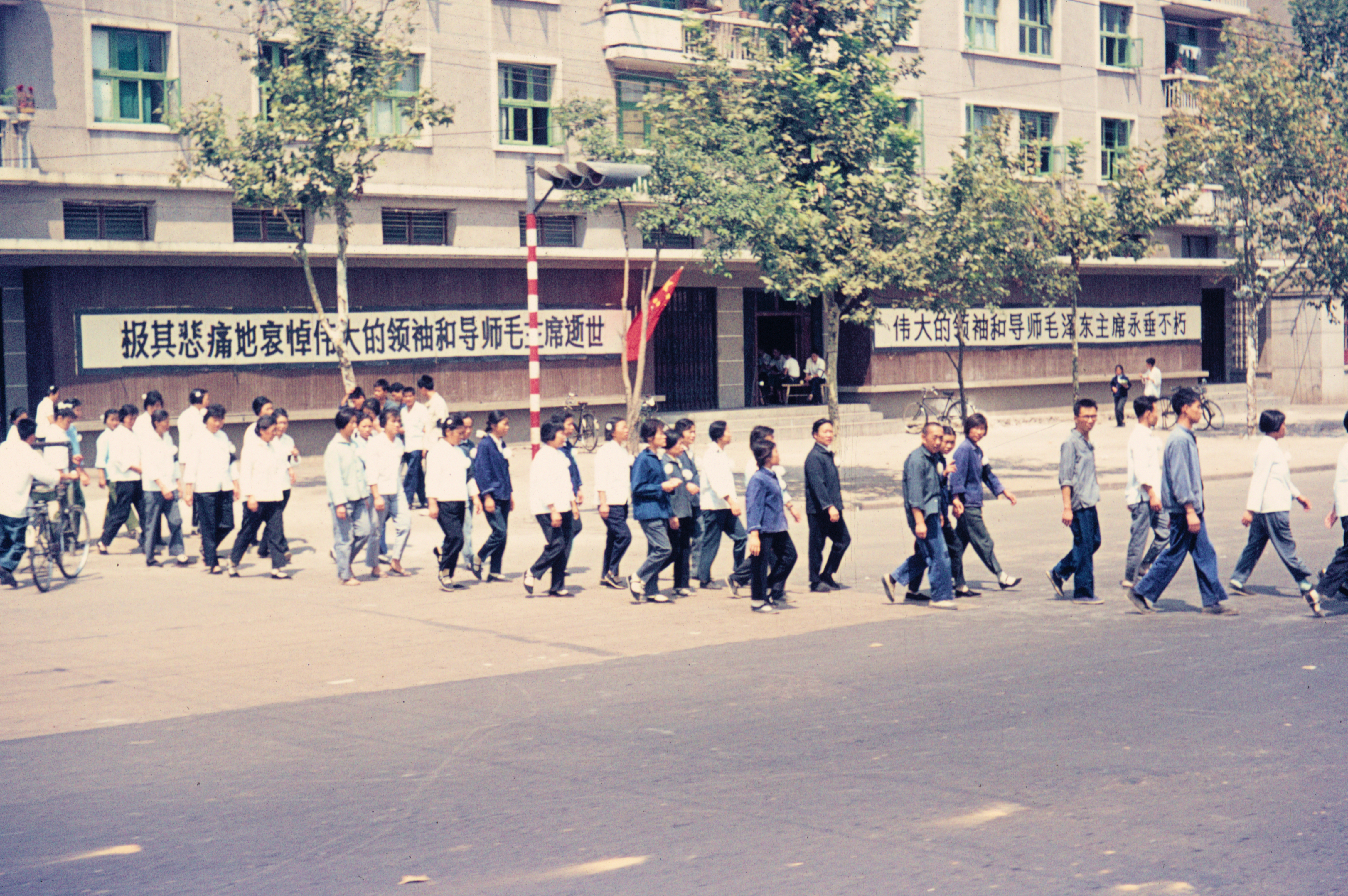
毛泽东逝世后，中国大陆的哀悼标语

1976年9月9日，毛泽东逝世，中央政治局常委只剩下华国锋、王洪文、叶剑英、张春桥。毛泽东逝世前的五个月给华国锋写了三句话：“慢慢来，不着急”、“照过去方针办”、“你办事，我放心”。时任中共中央第一副主席华国锋即成为中共党内排名第一的领导人。
而四人帮在上海组织民兵，有夺取政权之意。9月16日，《人民日报》、《解放军报》、《红旗》杂志社论（简称“两报一刊”社论）《毛主席永远活在我们心中》说：“毛主席与世长辞了，毛泽东思想永放光芒，毛主席的革命路线深入人心，毛主席开创的革命事业后继有人。”“毛主席嘱咐我们‘按既定方针办’”。在四人帮的操作下，北京、上海各主要报刊《人民日报》、新华社《内部参考》、《红旗》杂志、《光明日报》、《文汇报》、《解放日报》、《学习与批判》杂志等连篇累牍地宣扬“按既定方针办”。据从9月17日至30日的不完全统计，上述6种报刊就登了宣扬“按既定方针办”的消息和文章236篇。
10月6日，国务院总理华国锋在中央军委副主席叶剑英、中央办公厅主任汪东兴的支持下，以通知四人帮成员开会为名，由汪东兴负责的警卫部队8341部队就地逮捕四人帮所有成员，对其进行“隔离审查”。这次事件被称为“粉碎四人帮”，标志着持续十年的文化大革命宣告结束。事件爆发后，汪东兴立即派以刘西尧为首的工作组进驻《光明日报》，接管了报纸的宣传大权。10月7日，中共中央政治局决定中共中央第一副主席华国锋担任中共中央主席和中共中央军委主席，成为最高领导人。

## 文革后续

### 华国锋主政（1976.9 - 1978）

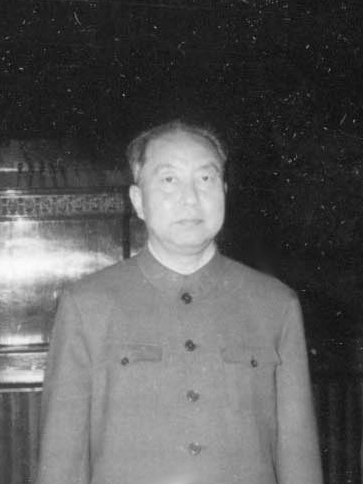
毛泽东逝世后，华国锋继任中国共产党主席

1976年9月，毛澤東逝世後，时任中共中央第一副主席华国锋成为中共党内排名第一的领导人，并在同年10月发生的怀仁堂事变后被补选为中共中央主席和中共中央军委主席，成为最高领导人。10月10日，邓小平亲自写信给华国锋，呼籲結束「批鄧、反擊右傾翻案風」。
1976年10月18日，怀仁堂事件后不久，华国锋领导中共中央印发《关于王洪文、张春桥、江青、姚文元反党集团事件的通知》，要求向全体党员传达毛泽东批评四人帮一系列指示，说明党中央同四人帮斗争之经过以及对四人帮实行隔离审查的原因，指导开展“揭批查运动”，其中“揭批”指在全国范围内揭发批判林彪、“四人帮”的罪行，“查”指清查文革中与林彪、“四人帮”有牵连的人和事的运动，运动从1976年10月持续到1978年12月中共十一届三中全会召开邓小平上台。1976年10月24日，北京百万军民在天安门广场隆重举行庆祝大会，庆祝粉碎“四人帮”，民间音乐人士创作《祝酒歌》。

1977年7月，中共十届三中全会通过《关于王洪文、张春桥、江青、姚文元反党集团的决议》，决定永远开除中央政治局常委王洪文、张春桥以及中央政治局委员江青、姚文元的党籍，撤销他们的党内外一切职务。全会一致通过《关于恢复邓小平同志职务的决议》，恢复邓小平中共中央委员、中央政治局委员、常委、中共中央副主席，中共中央军委副主席，国务院副总理，中国人民解放军总参谋长的职务。
1977年8月，中国共产党第十一次全国代表大会召开，会议通过《关于追认华国锋同志任中国共产党中央委员会主席、中国共产党中央军事委员会主席的决议》，决定华国锋为中共中央主席和中共中央军委主席。全会一致认为，华国锋是毛主席的好学生、好接班人，华国锋先后接替周恩来和毛泽东两人的职务，成了中国共产党历史上首位也是至今唯一一位，集中共中央主席、国务院总理、中共中央军委主席，党政军大权于一身的领导人。中共十一大選出叶剑英、邓小平、李先念和汪东兴为副主席，五人组成中共中央政治局常务委员会。在此次会议上，1977年8月12日，華國鋒宣佈，历时十一年的第一次无产阶级文化大革命以粉碎“四人帮”为标志胜利结束，但仍以肯定的态度对待文革。华国锋批判了四人帮炮制的“老干部是‘民主派’，‘民主派’就是走资派”的反动公式，揭发了他们篡党夺权、策动反革命武装叛乱的阴谋，但继续强调“以阶级斗争为纲”，认为“第一次无产阶级文化大革命的胜利结束，决不是阶级斗争的结束，决不是无产阶级专政下继续革命的结束”， 因此今后依然要以两个阶级、 两条道路斗争为纲。
華國鋒虽然成功击溃了四人帮，但是由于他的权力来源只是毛泽东的遗言“你办事，我放心”六字以及汪东兴等支持，面对着邓小平这一批元老，华国锋的经验、政策、革命历史也比不上邓小平，故华国锋忧心会被这些元老夺去大权，所以他奉行的依然只是毛泽东的政策及方向，他提出“两个凡是”，即“凡是毛主席作出的政策，我们都要坚决拥护；凡是毛主席的指示，我们都要始终不渝地遵循。”

### 邓小平取代华国锋（1977.7 - 1978.12）

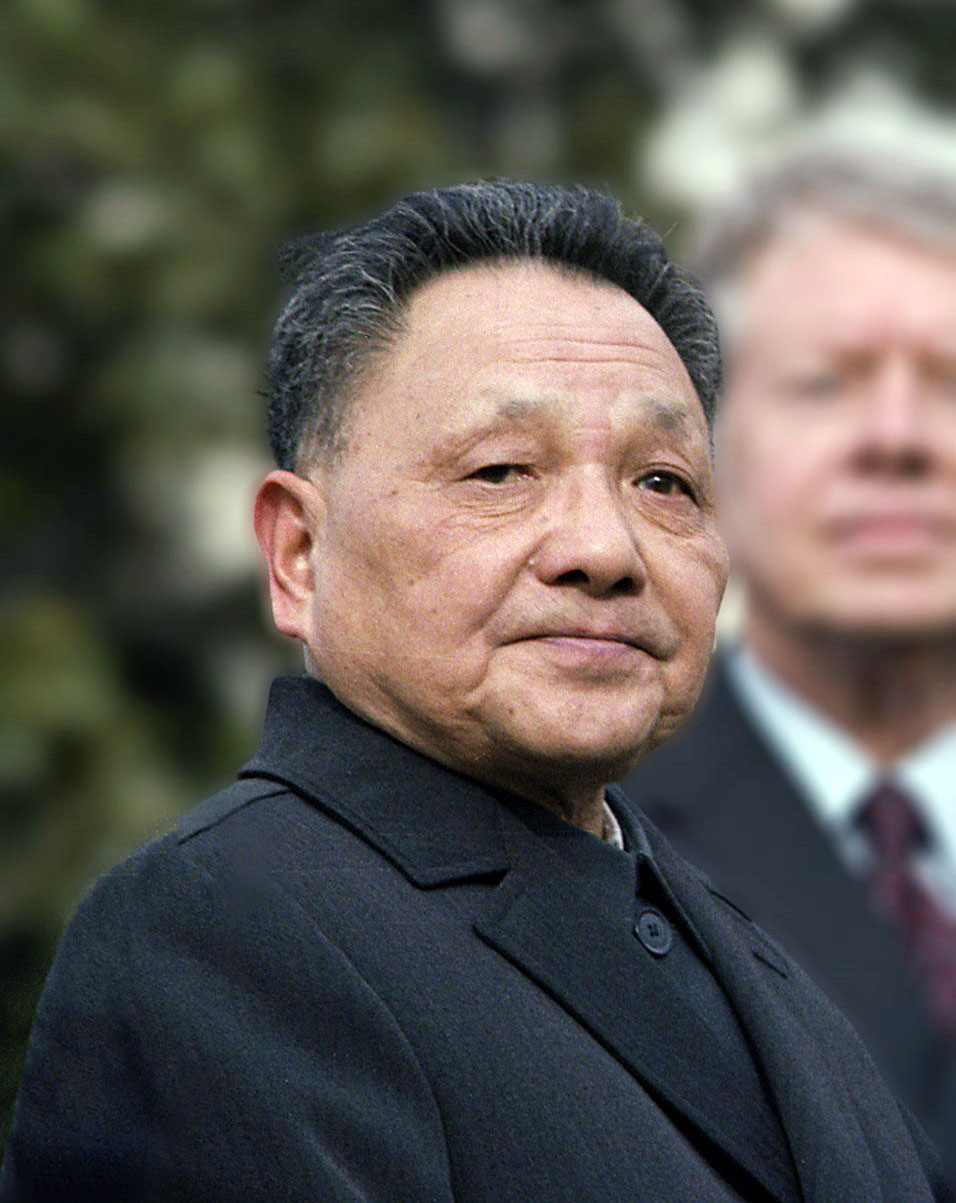
文革结束后，邓小平逐渐夺回在中共内的领导权

1975年1月，中共十届二中全会选举邓小平为中共中央副主席、中央政治局常务委员会委员，对文革进行了1975年整顿。1975年11月起，毛泽东、四人帮等人又发动了批邓、反击右倾翻案风，批判邓小平。1976年4月，鄧小平因為「四五天安門事件」被撤職。1977年7月的中共十届三中全会上，邓小平被恢复撤职前的一切党政军职务（中共中央副主席、国务院副总理、中共中央军委副主席兼解放军总参谋长），他的支持者胡耀邦、赵紫阳、万里也进入了中央委员会。同年8月，邓小平在十一届一中全会上继续当选为中共中央副主席、中共中央军委副主席，成为党内排名第三的领导人。
1978年3月，鄧小平当选为中国人民政治协商会议全国委员会主席。1978年5月，《光明日报》发表由南京大学哲学系教师胡福明初创的题为《实践是检验真理的唯一标准》的文章，邓小平与当时中共中央党校常务副校长胡耀邦等人以此在全国范围内发起了一场广泛的“真理标准大讨论”。7月1日，建党节时，邓小平成功地公开了毛泽东在1962年初七千人大会上为“大跃进”在党内作自我批评的谈话，表明即使是毛泽东也会犯错误，间接批评“两个凡是”。到了9月，邓小平已经开始公开批评华国锋的“两个凡是”了。
1978年12月召开的中共十一届三中全会是一个重要的转折点，至此邓小平成为中国实际上的最高领导人。邓小平在会上提出要“解放思想，实事求是”，华国锋被迫在会上作自我批评，承认“两个凡是”的错误，而汪东兴也被批判并被免去了中共中央办公厅主任一职。会上还重新评估了1976年的四五天安门事件、为其平反，确认了邓小平的领导地位，同时支持邓小平当权的陈云被增补为中共中央政治局常委和中央委员会副主席，邓颖超、胡耀邦、王震被增补为中共中央政治局委员，而在文革初期被撤销的中央纪律检查委员会也在三中全会上被恢复，由陈云出任第一书记，同时在1966年成立的中央专案审查小组被撤销。
1979年1月，胡乔木在中央宣传部会议上指出康生对毛泽东的四个存在理论进行了篡改，强调党的历史不等于就是路线斗争的历史。1980年2月29日，邓小平的亲信胡耀邦和赵紫阳在中共十一届五中全会上被增补为中共中央政治局常委，而支持华国锋“两个凡是”的汪东兴、纪登奎、吴德、陈锡联四人在会上辞职并退出中共中央政治局，同时五中全会恢复了在1966年被废除的中央书记处，由胡耀邦出任中央书记处总书记，支持改革开放的万里和谷牧也进入中央书记处。同年9月，赵紫阳在第五届全国人大三次会议上接替华国锋出任国务院总理，而抵制邓小平改革开放政策的陈永贵被解除了国务院副总理的职务。1981年6月，在中共十一届六中全会上，华国锋迫于以邓小平和陈云为首的中共元老的压力，辞去中共中央主席和中共中央军委主席的职务，分别由胡耀邦、邓小平接任，同时支持改革开放的习仲勋被增补为中共中央书记处书记。中国的权力格局也变为以邓小平和陈云为首的“双峰政治”，并一直持续到1995年陈云逝世。

### 对文革的否定与清算

#### 邓小平与拨乱反正

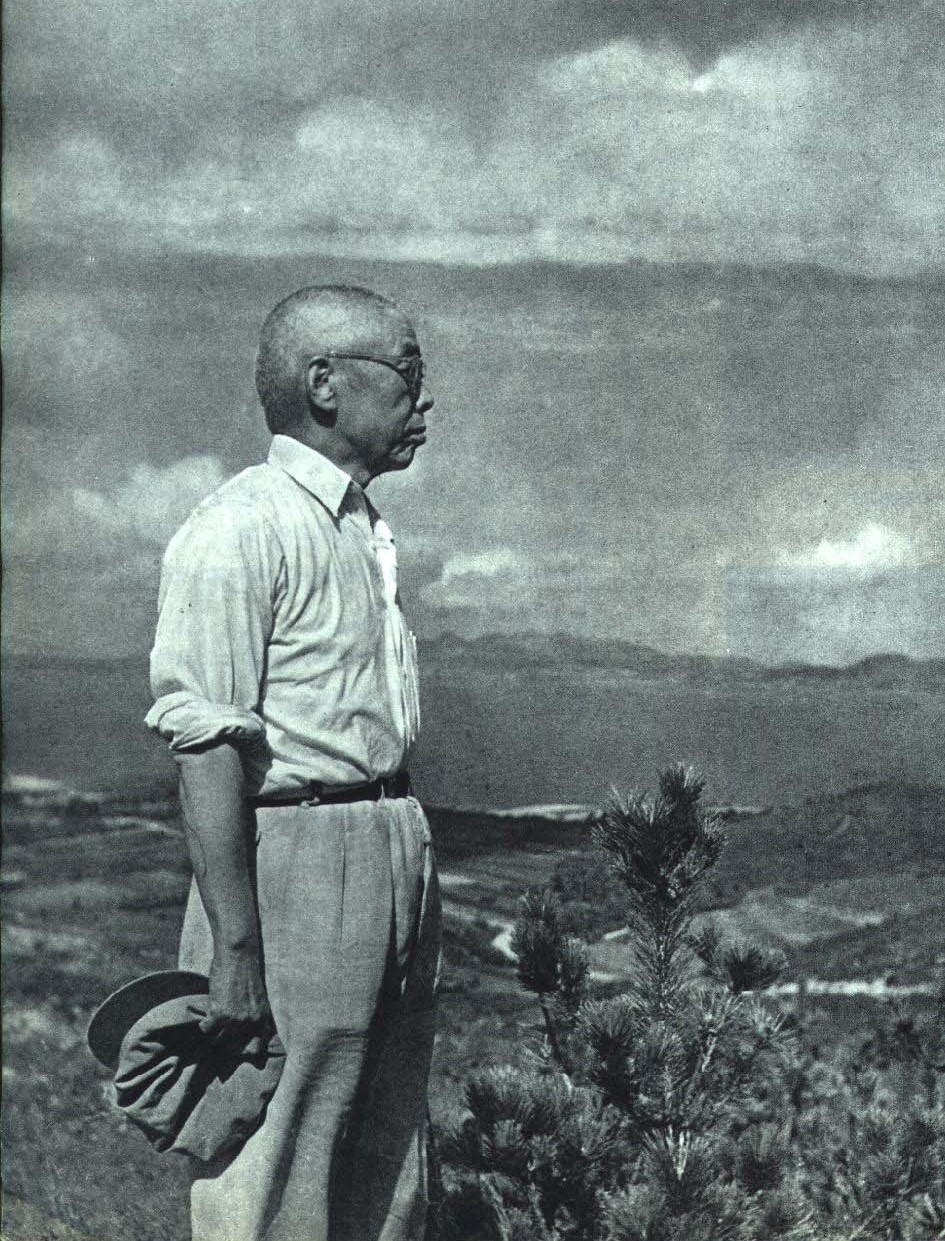
1968年，中华人民共和国国歌《义勇军进行曲》的作词者田汉被迫害致死，此后国歌歌词被禁唱，只能由乐队演奏旋律，直至1982年底恢复。

邓小平上台后，1977年9月即提出要进行“拨乱反正”，恢复高考，并与胡耀邦等人积极进行了平反冤假错案，截止1982年底，全国范围内共平反了三百多万件冤假错案。1979年起，数以千万计的“黑五类”成员及家属获得平反或“摘帽”，消除了身份歧视。1980年，中共十一届五中全会召开，原国家主席刘少奇、原中央书记处书记彭真等大部分在文革中被打倒的领导人被平反。
1980年11月至1981年1月，最高人民法院特别法庭在北京市东城区正义路1号公开审理“林彪、江青反革命集团案”，公开审判林彪、江青、张春桥、姚文元、王洪文等。最后在1981年1月判决江青和张春桥死刑缓期两年执行，并剥夺政治权利终身；王洪文无期徒刑，剥夺政治权利终身；姚文元有期徒刑20年，剥夺政治权利5年。戚本禹18年（1967年就入狱），迟群18年，刘庆棠17年。对自1970年就被捕入狱的林彪集团成员的判决结果是：黄永胜、陈伯达、江腾蛟18年；吴法宪、李作鹏17年；邱会作16年。
1981年6月27日，中国共产党第十一届中央委员会第六次全体会议一致通过《关于建国以来党的若干历史问题的决议》，全面否定文化大革命。1982年底，第五届全国人民代表大会第五次会议通过《八二宪法》。1983年，中共十二届二中全会通过了关于“整党”的决定，邓小平讲话要“清理三种人”，即在文革中追随林彪、江青反革命集团造反起家的人、帮派思想严重的人、打砸抢分子，与此同时展开了严厉打击刑事犯罪活动。在这一时期，政府对支持文革的人士进行了逮捕和监禁，例如1985年一位鞋厂工人因张贴海报夸赞文革及其期间的成就而被判处十年监禁，之后又离奇死亡:46–47。
1984年3月4日，《人民日报》发表评论员文章《彻底否定“文革”就要坚决清理“三种人”》；4月23日，《人民日报》又发表评论员文章《就是要彻底否定“文革”》。1984年6月20日，中共中央整党工作指导委员会发出第9号通知，明确强调要进行彻底否定文革的教育。《红旗》发表评论员文章《深入进行彻底否定“文化大革命”的教育》。8月6日，中国人民解放军总政治部向全军各单位发出《关于在部队中深入进行彻底否定“文化大革命”教育的意见》，再次强调：彻底否定“文化大革命”，是从思想、政治和组织上拨乱反正的一个根本问题。

#### 争议及局限性

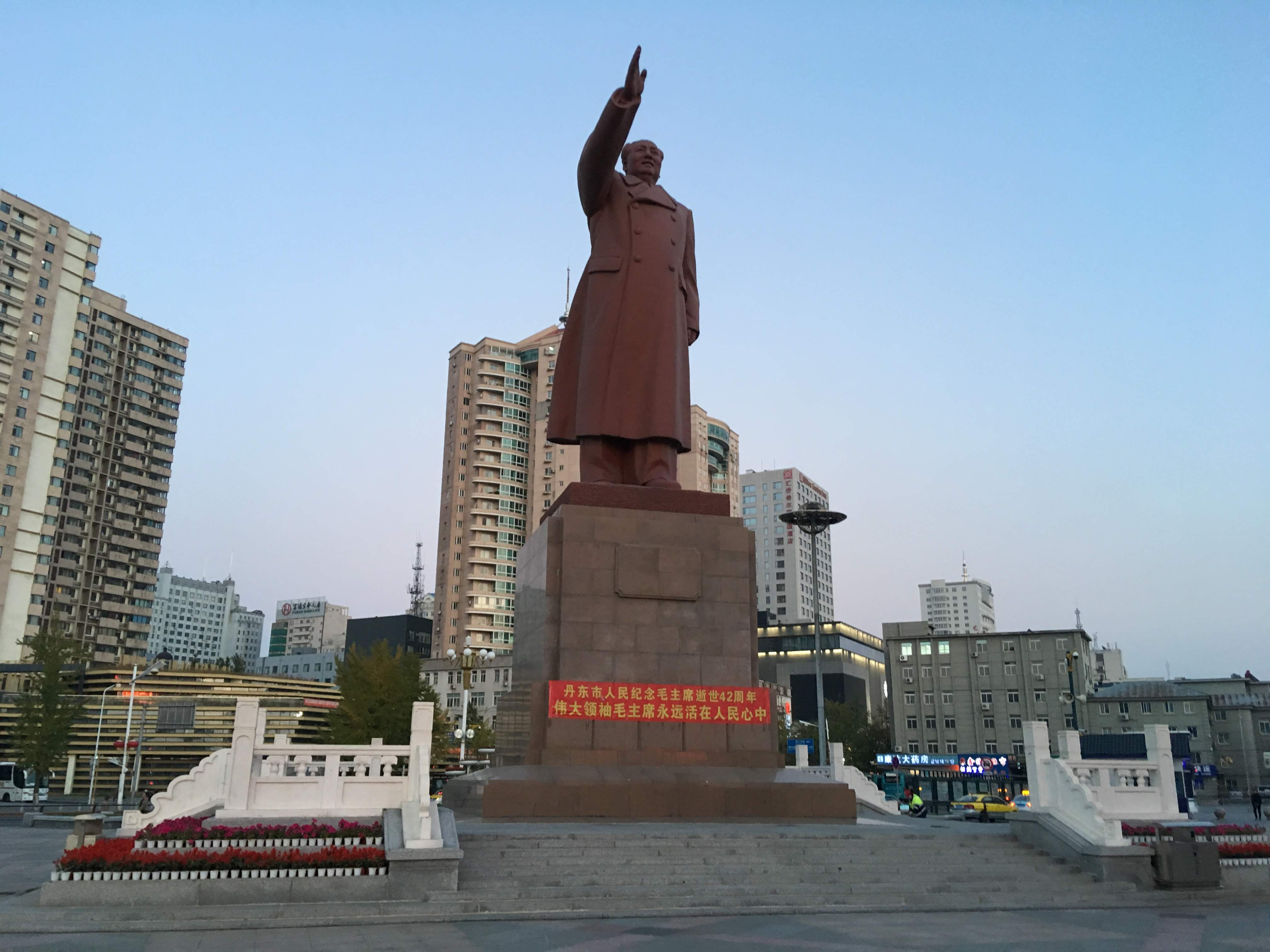
位于辽宁省丹东市的一座毛泽东雕像

在拨乱反正期间，中国共产党并未彻底清算文革、同时限制反思文革也一直饱受争议。1980年代，中国大陆又开展了“清除精神污染”、“反对资产阶级自由化”等左倾运动，有学者认为这些运动是文革的“回光返照”。也有人认为，虽然《关于建国以来党的若干历史问题的决议》否定了文革，但该决议并未彻底清算文革的罪错、未能进行深度反思，这其中的主要原因是，对文革彻底清算将会影响中共执政的合法性，故一直未能开展。此外，对毛泽东的评价也历来充满争议。1979年起，以魏京生为代表的异议人士发动了“西单民主墙”运动，在北京西单地区张贴标语、大字报，批评毛泽东、毛泽东思想和中国共产党，但受到了邓小平等人的打压。1979年1月18日至4月3日，中共中央宣传部在北京召开党的理论工作务虚会，3月30日邓小平在会上提出“四项基本原则”，不许否定社会主义、共产党领导、马列主义、毛泽东思想。
另一方面，文革中还发生了许多大屠杀事件，而其中的直接领导者和部分主要犯罪分子并未受到法律的审判，或者仅受到了轻度的处罚（如有期徒刑或开除出中国共产党），这在部分地区引起民愤，亦有民众前往北京上访。与此同时，1980年代起，巴金等知名学者曾公开呼吁要建立“文革博物馆”，让后人记住这段历史并从中吸取教训，防止历史重演；该呼吁获得不少民间人士的支持，但一直未得到中共中央的回应。

### 改革开放
拨乱反正、改革开放后，以邓小平为首的新领导层否定了“以阶级斗争为纲”的路线，提出了“以经济建设为中心”的路线，中國社會經濟復苏并順利地由计划经济走向市場經濟。中共認為，改革開放是完成对社会主义生产资料所有制的改造，并认为改革开放後中國直接步入长期地社会主义初级阶段，藉中國特色的社會主義市場經濟一詞來掩飾實質上的路線變動。
2012年底起，有学者指出，习近平上台后的许多言论和举措是对毛泽东时代的复辟，譬如推崇个人崇拜、煽动民族情绪、背离宪政主义，还有人认为这有可能将中国推向第二次文化大革命。而在2021年底《中共中央关于党的百年奋斗重大成就和历史经验的决议》继续否定文革后，多间媒体批评习近平以继续否定文革等过去中共建国后的历史错误但不提胡耀邦、赵紫阳的贡献来巩固他个人的统治地位。

## 后果及影响

### 人道主义灾难

#### 死亡人数

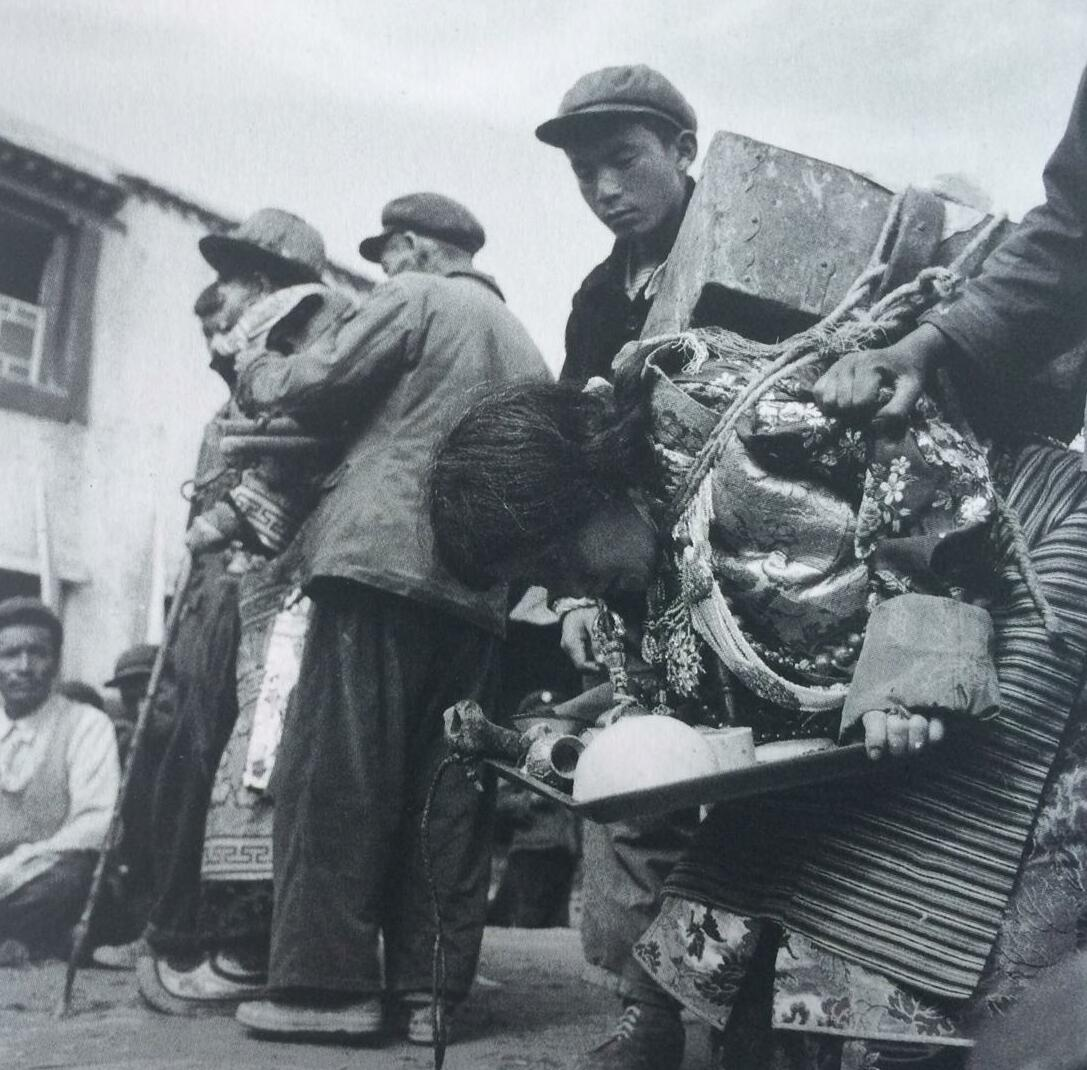
西藏桑颇·才旺仁增少将及其妻子遭受严酷批斗（1966年8月）。7年后，该少将于1973年被迫害致死。

文革期间，人口的非正常死亡方式主要包括屠杀（包括官方处决）、武斗、私刑、強姦、輪姦、自杀、批斗，等等。综合一些专业学者的研究结果，十年文革导致的中国大陆非正常死亡人数从100多万到2000万不等。
- 根据中国人民日报出版社于2011年出版的《交锋—当代中国三次思想解放实录》[51][292][293]、安徽人民出版社于1998年出版的《沉冤昭雪：平反冤假错案》[294][293]，以及其它文献记录[291][295]：在1978年12月13日的中共中央工作会议上，时任中共中央副主席、十大元帅之一的叶剑英披露，文革期间“死了2000万人，整了1亿人，浪费了8000亿人民币。” 另有来源指，叶剑英曾于1982年十二届一中全会后的中央政治局扩大会议上，披露文革相关数据，可得出文革非正常死亡342万人、55.7万人失踪[296][297]。

- 依据美国政治学教授鲁道夫·拉梅尔于1991年所著的《一百年血淋淋的中国》，文革期间的非正常死亡人数约为773万1千人，即每1万人口里死亡96人[298]。

- 依据作家张戎和爱尔兰历史学家乔·哈利戴于2005年所著的《毛泽东：鲜为人知的故事》，文革期间至少有300万人非正常死亡[299]。
- 依据华裔学者丁抒1997年在《开放》杂志发表的文章，利用现有的历史史料进行分析推论，得出文革非正常死亡人数大约在200万左右[52][217][297]。
- 依据中共中央党史研究室等四个部门于1996年联合编著的《建国以来历史政治运动事实》，文革期间共有172万8千余人非正常死亡，其中13万5千余人被以现行反革命罪判处死刑、武斗中死亡23万7千余人，另有703万余人伤残[201][296][300]。

- 依据中央研究院近代史研究所前所长、臺灣大學歷史學系教授陈永发于2001年所著的《中国共产革命七十年》，保守估计文革期间的非正常死亡人数约为172万以上[66][301]。

- 依据美国斯坦福大学教授安德鲁·G·魏昂德、加州大学欧文分校教授苏阳于2003年发表的学术论文，他们研究了1520份中国1987年后公开的县志，估计文革期间在中国农村地区有75万-150万人非正常死亡、相似数量的人口永久伤残、3600万人遭到不同程度的政治迫害[302][303]。

#### 大屠杀和人吃人事件

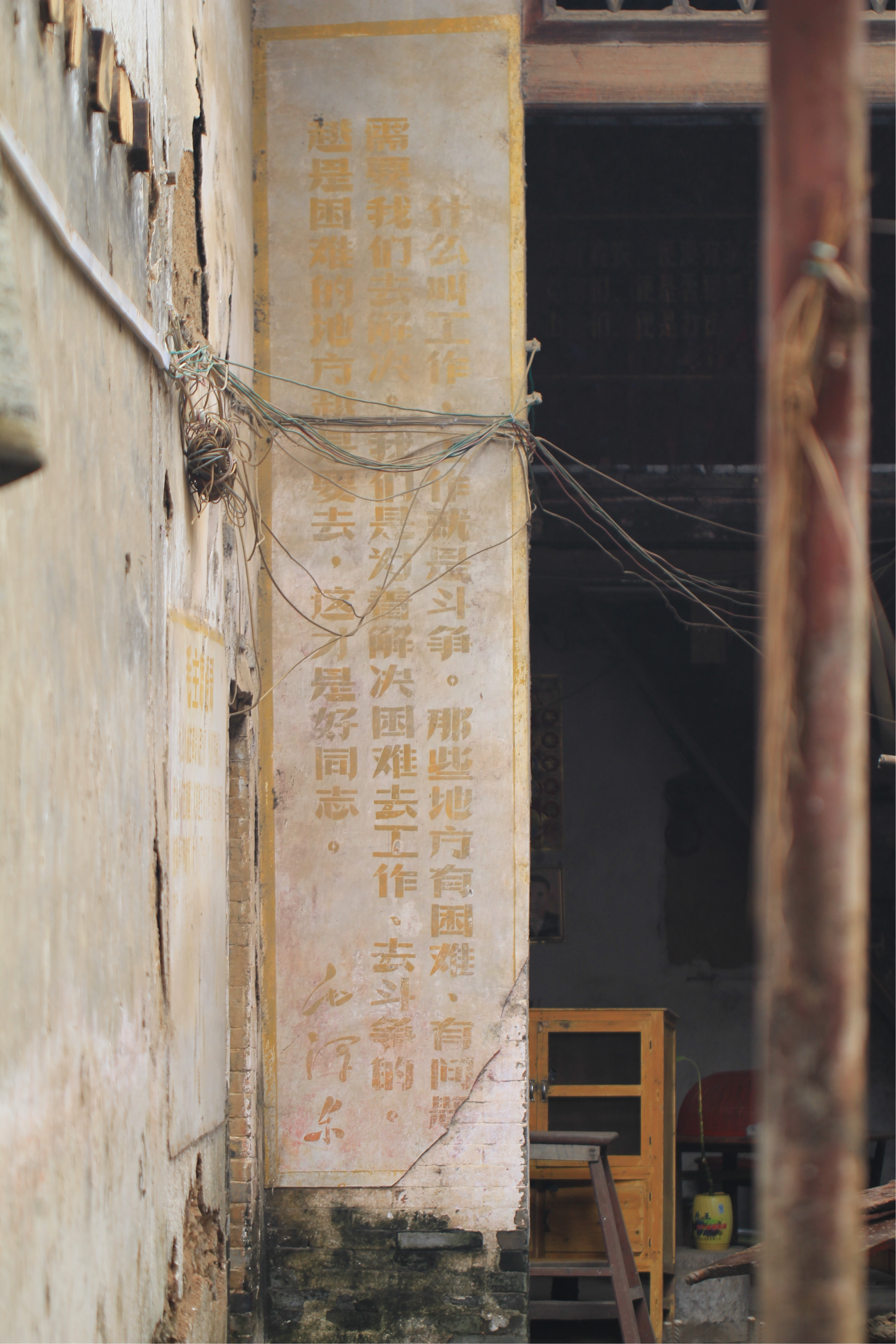
广西大屠杀中心之一武宣县一侧的街道墙上印有《毛泽东语录》

自1966年北京的“红八月”起，文革期间已知的屠杀事件还包括：广西大屠杀及大规模食人事件、内蒙古内人党事件、广东文革屠杀、云南文革屠杀、湖南文革屠杀、江西瑞金大屠杀、川东杀俘狂潮、青海二二三事件、宁夏青铜峡事件，等等。广西和广东的屠杀情况较为严重，有学者指出广西65个县的公开县志中有43个记录屠杀事件、其中15个县的屠杀人数超过1000人，而广东57个县的公开县志中有28个记录屠杀事件、其中6个县屠杀超过1000人。且许多官方公开的县志中所记载的死亡人数低于官方机密档案里的统计数据，存在掩盖事实和混淆真假的问题。这些屠杀多是地方共产党机构、政府机关、民兵甚至军队实施或组织实施的，屠杀的死者主要包括黑五类及其亲属，以及反对当地政府官僚的群众组织成员；而云南沙甸事件屠杀案的死者是信仰伊斯兰教的回民。据保守统计，文革中全国发生的大屠杀造成至少30万人死亡。
- 在广西文革屠杀中，依据1981年中央纪律检查委员会、中共中央办公厅、中组部、公安部、最高人民法院、最高人民检察院组织成立的特别调查委员会，官方最初承认的被屠杀者就不少于10万人，亦有干部和民众私下里认为是15万、20万或50万[56][57][58]。1984年，依据中共中央特别调查组最终统计，广西文革期间有名有姓有地址的非正常死亡人数为8.97万人，全区失踪2万余人，无名无姓的死者3万多人：其中，两派武斗死亡3700人，逼死7000人，其余7.9万多人，是有组织、有计划、有领导地打死和枪杀的[57][58]。 调查组发现，在武宣、武鸣、上思、贵县、钦州、桂平、凌云等县都有吃人肉、挖心肝的暴行；仅1968年，广西武宣县被分尸吃人肉、吃心肝的至少有38人，全县国家干部（包括原县委书记）、职工至少有113人吃过人肉、人心、人肝[56][57][58]。
- 在云南沙甸事件的屠杀中，1975年7月底至8月初，解放军的镇压屠杀最终导致约1600名平民死亡，其中包括300名儿童[59]。
- 在湖南道县大屠杀中，1967年8月13日到10月17日：7696人被他杀，1397人被逼自杀，2146人被致残[308][309]。
- 北京红八月，1966年8-9月间，北京地区有1772人被红卫兵打死（据1980年12月20日的《北京日报》），其中包括很多学校的老师和校长，另有33695户被抄家、85196个家庭被驱逐出北京[52][66]。而在北京大兴县，从8月27日至9月1日爆发了“大兴事件”，数天内先后有325人遭屠杀，最大的80岁，最小的才38天，有22户人家被杀绝[310]。

#### 武斗、批斗及政治清洗

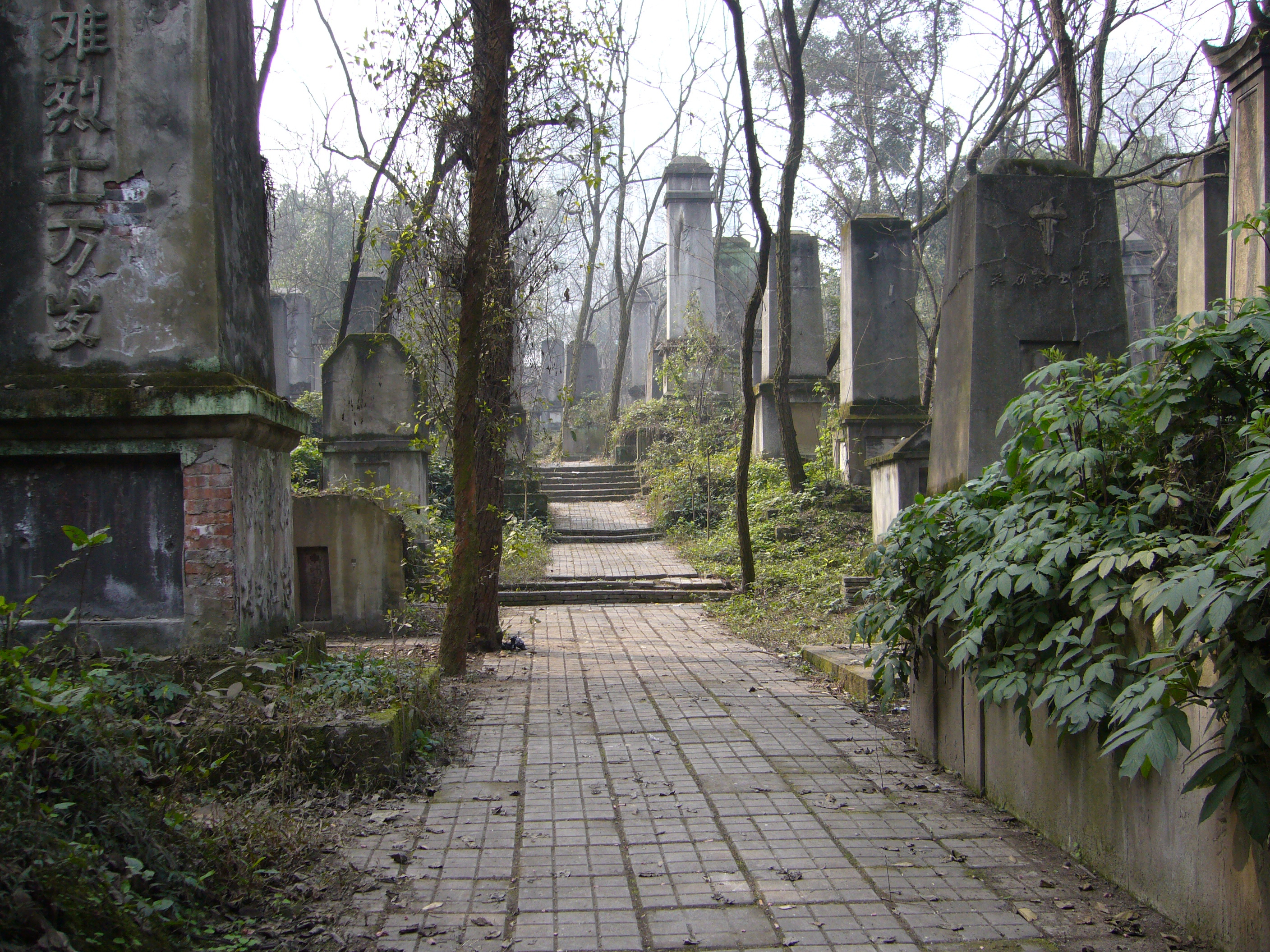
重庆文革墓群，埋葬着众多的重庆文革武斗的死亡者

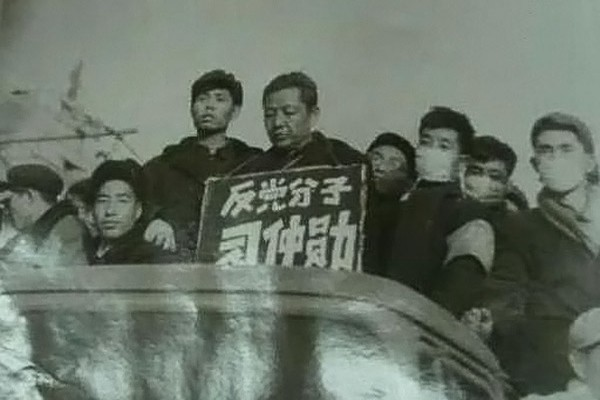
习近平父亲习仲勋遭批斗（1967年9月于西北农业大学）

自1967年上海“一月风暴”起，各地造反派大规模夺权、建立革命委员会以取代党政机关，但各派组织之间的矛盾和权力斗争也日益严重。而后诸多地区发生了大规模武斗事件，有观点认为中国大陆此后进入“全面内战”状态，造成了重大人员伤亡及财产损失。严重的武斗事件包括四川泸州武斗事件、重庆大武斗、徐州大武斗、北京清华大学百日大武斗，等等。据估计，1967-1968年间，武斗共造成了30万-50万人的非正常死亡。
此外，数百万甚至上千万人在文革期间遭到批斗，由群众组织的批斗大会时常举行，批斗方式包括剃阴阳头、戴高帽游街、抄家、喷气式批斗等等。文革期间全国至少100万城市居民被遣返到农村，这些被赶出城市的人们，在农村没有住房，没有土地，孩子不能上学，生活十分悲惨。批斗导致许多人被迫害致死或者自杀，其中有学者估计仅文革初期就有10万-20万人自杀。
与此同时，政治清洗造成了大量冤假错案，大批人员受到牵连，除了在屠杀中直接死亡的人口外（包括官方处决），亦有许多人因遭受私刑而导致永久伤残、甚至被迫害致死。1968-1969年的“清理阶级队伍”运动（简称“清队运动”）、1970年代的“一打三反运动”和“清查五一六运动”中爆发了大量冤假错案，其中仅清队运动期间就有至少50万人非正常死亡。
- 1967-1969年，在内蒙古内人党事件中，上百万人被定性为内蒙古人民革命党成员，其中有数以万计的人被屠杀或遭私刑迫害致死，受害者大部分是蒙古族，依据1980年对于该案的《中华人民共和国最高人民检察院特别检察厅起诉书》，有34万多名干部、群众遭到诬陷、迫害，16222人死亡、 81808人致残[59][313][314][315]。
- 1968-1969年，在赵健民云南特务案中，时任云南省委书记处书记赵健民被诬陷为叛徒、特务，该案件导致138万7千余人受到牵连，1万7千余人被屠杀或遭私刑迫害致死，另有6万1千多人致残[59][316]。
- 在冀东“李楚离案”中，原中央组织部副部长李楚离被诬陷为叛徒，受迫害入狱七年，该案件牵扯8万余人，共有3000余人被屠杀或遭私刑迫害致死[217][317][318]。
- 1967年，在山东枣庄“反党叛乱反革命事件”（又称枣庄“七·二五”、“七·二六”武斗事件）中，据官方数据，私设监狱共500多处，共有1万6百59人遭到毒打（一说10万6百59人[319]），打伤后留有后遗症者2425人、致残692人、被打死逼死至少94人[317][320][321]。

### 红卫兵暴乱

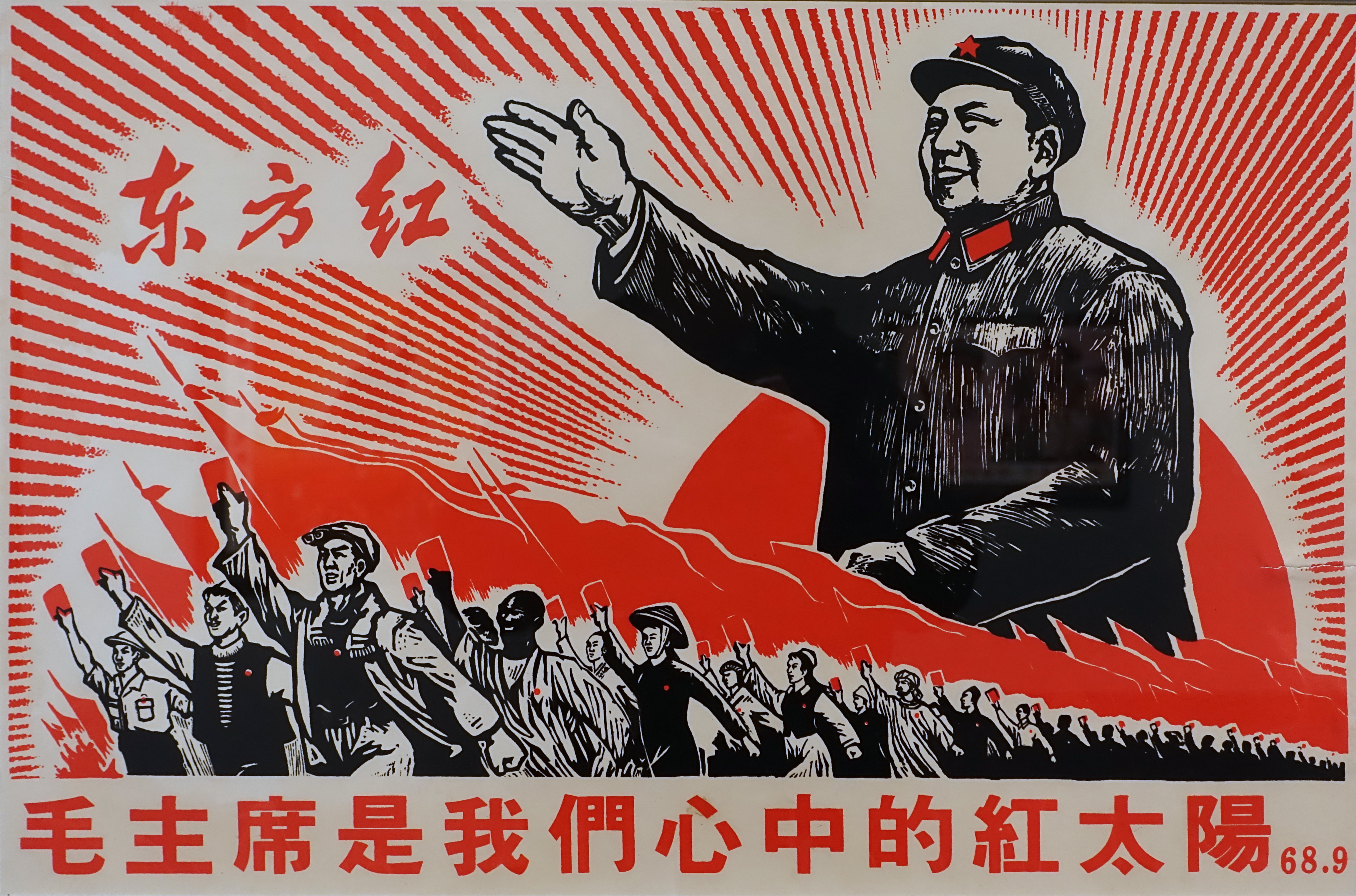
文革时期宣传对毛泽东个人崇拜的海报

文化大革命频繁的政治运动令经济活动近乎停顿，同时也消耗了不少的资源。文革期间的红卫兵数量达数千万，而1966年8月起红卫兵进行了大串联，并得到了毛泽东的支持：从8月18日到11月26日，毛泽东先后8次在北京接见全国各地来京的1300万师生和红卫兵，全国停课、停产串联的人数以千万计，全国铁路系统承载巨大压力。1967年8月，毛泽东号召“就地闹革命”， 串联活动才基本上结束，而也有观点认为大串联停止的主要原因是毛泽东不愿意屡番接见红卫兵而决定打发红卫兵“上山下乡”接受改造。
「紅衛兵」在「革命無罪，造反有理」的口號下，給當時社會帶來了極大的破壞，帶來了難以挽回的恐怖災難。红卫兵武斗时期所破坏的房屋、道路乃至文物古蹟难以统计，而他们所帶來的破壞不僅是對於中國歷史文物及倫理道德的摧殘，他們也影響了人民生活及社會秩序，交通、生產為之大亂。他們在各地互相串連，彼此交換經驗，並免費供應食宿，分別建立了所謂的「革命造反派的核心組織」；為了「破四舊」，他們闖入了知識分子、富人及官員們的家中，焚書、羞辱甚至毒打殺死屋主；在“打倒一切牛鬼蛇神”的口號中，學校也為他們所佔據，教師成為他們批鬥的對象，甚至被打成“臭老九”、「牛鬼蛇神」；寺院、宮觀、教堂，清真寺神佛像和名勝古蹟、字畫、古玩等也成為紅衛兵的破壞對象。

### 领导层动荡
- 剑标（†）代表死于文革期间（1966年5月16日—1976年10月6日）。

| 中共中央副主席、国家主席刘少奇†                  | 中共中央副主席、国务院副总理、国防部部长林彪†    | 中共中央副主席王洪文                           |
| 中共中央政治局常委、书记处总书记邓小平           | 政治局常委、国务院副总理陶铸†                    | 政治局常委、中央文革小组组长陈伯达             |
| 政治局常委、国务院副总理张春桥                   | 政治局常委、书记处书记李富春†                    | 政治局委员、中央军委副主席、国务院副总理贺龙†  |
| 政治局委员、国务院副总理、外交部长陈毅†          | 政治局委员江青                                   | 政治局委员、北京市委第一书记彭真               |
| 政治局委员、中央文革小组副组长叶群†              | 政治局委员、解放军总参谋长黄永胜                 | 政治局委员、解放军副总参谋长、空军司令员吴法宪 |
| 政治局委员、解放军副总参谋长、海军第一政委李作鹏 | 政治局委员、解放军副总参谋长、总后勤部部长邱会作 | 政治局候补委员张闻天†                          |
| 政治局候补委员、书记处书记、中央宣传部部长陆定一 | 政治局候补委员、北京市委第一书记李雪峰           | 中共中央书记处书记、中央军委秘书长罗瑞卿       |
| 中共中央书记处书记、中联部部长王稼祥†            | 中共中央书记处候补书记、西北局第一书记刘澜涛     | 国务院副总理薄一波                             |
| 国务院副总理、秘书长习仲勋                       | 中共中央办公厅主任杨尚昆                         | 中共中央办公厅代主任、中央文革小组成员戚本禹   |
| 中共中央组织部部长安子文                         | 中华人民共和国主席办公厅主任张经武†              | 中共中央东北局第一书记宋任穷                   |
| 中共中央西南局第一书记李井泉                     |                                                  |                                                |

| 中央文革小组副组长、湖北省委第一书记王任重 | 中共天津市委第一书记万晓塘†            | 中共上海市委第一书记陈丕显         |
| 中共安徽省委第一书记曾希圣†                | 中共山东省委第一书记舒同               | 中共内蒙古自治区党委第一书记乌兰夫 |
| 中共山东省委第一书记谭启龙                 | 中共广东省委第一书记赵紫阳             | 中共湖南省委第一书记张平化         |
| 中共黑龙江省委第一书记潘复生               | 中共新疆维吾尔自治区党委第一书记龙书金 |                                    |

### 行政区划

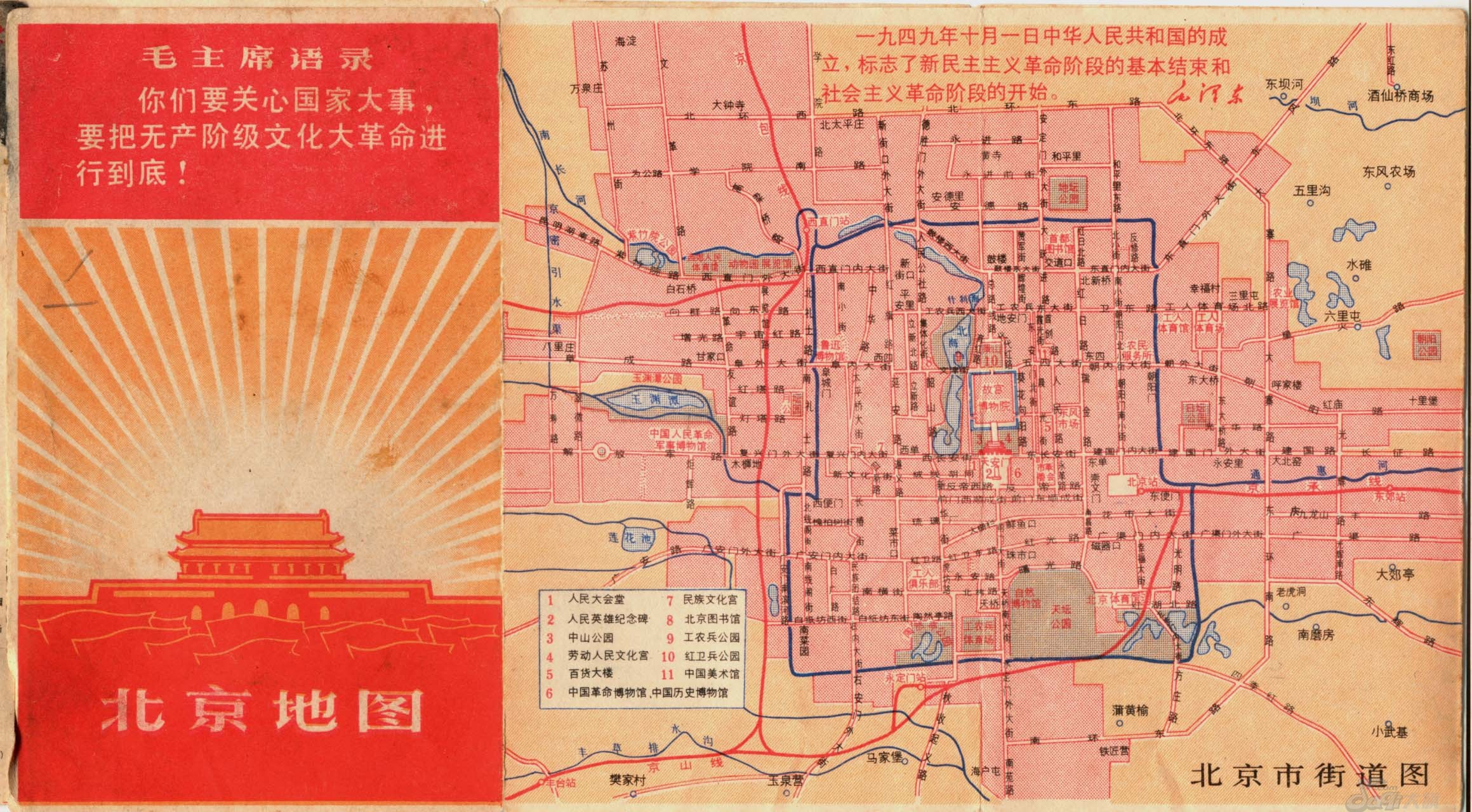
1968年北京市地图，可见大量道路、街道名被更改为具有文革时期风格的名称，如“红卫”“反帝”“反修”等

文革对全国行政区划的变动，是中华人民共和国历史上行政区划变动最小的时期。据《中华人民共和国行政区划简册》1967年4月版介绍，截止1966年底全国共有22个省、5个自治区、2个直辖市，29个自治州、1个行政区、171个专区、7个盟，170个市，2127个县级单位（其中2005个县、66个自治县、52个旗、3个自治旗、1个镇）。到文革结束时，据《中华人民共和国行政区划简册》1977年3月版介绍，截止1976年底全国共有22个省、5个自治区、3个直辖市，29个自治州、1个行政区、174个专区、7个盟，185个市，2136个县级单位（其中2013个县、66个自治县、53个旗、3个自治旗、1个镇）。
文革初期由于当时的河北省会保定政局动荡，1968年1月28日，郑维山、李雪峰署名向中央呈报《北京军区关于建立河北省革命委员会的情示报告》中提出把省会迁到石家庄，次日，中共中央、国务院、中央军委、中央文革小组即批准成立“河北省革命委员会”。并同意河北省会由保定迁至石家庄市。1968年2月3日，河北省革命委员会在石家庄市成立，石家庄从这一天起遂成为河北省会。省革委的成立和省会的确定，自申请到批准，再到完成，前后仅用七天时间。
1969年3月中苏珍宝岛事件以后，中共中央从备战的角度考虑内蒙古的辖区过于狭长，就像南美的智利一样。北京军区防御不便，就决定把内蒙古的东三盟分别划给东北三省归沈阳军区管辖、西三旗分别划给甘肃省、宁夏回族自治区归兰州军区管辖。内蒙古自治区行政区划经过调整后，面积由118万平方公里变为40多万平方公里，面积大大缩小。这次行政区划变动主要是着眼于军事防御角度来考虑，再加上内人党事件的爆发。文革结束后，国务院1979年5月30日批准内蒙古自治区恢复1969年7月以前行政区划，以上行政区划于1979年7月1日起划回内蒙古自治区。

### 经济状况
对于文革期间的经济发展，各界的估计和评价一直存在较大争议。文革期间，中国国民经济的发展受到了巨大冲击、企业生产和管理混乱，而国务院总理周恩来、时任副总理邓小平等人的努力对国民经济起到了一定的保护和恢复作用。1977年12月，时任中共中央副主席的李先念估计，“文革”十年造成了5000亿元的国民收入损失，相当于建国30年内所有基建投资的80%、超过了建国30年全国固定资产的总和。依据中央财经领导小组办公室，文革期间中国有5年的经济增长率（国内生产总值）不超过4%，还有3年为负增长：1967年为负5.7%，1968年为负4.1%，1976年为负1.6%。对于文革后期1974-76年间的经济发展，时任中共中央主席兼国务院总理的华国锋在1978年2月的五届人大第一次会议上发布了《政府工作报告》，其中提道：“损失工业总产值1000亿元、钢产量2800万吨、财政收入400亿元，整个国民经济几乎到了崩溃的边缘。” 按照中国国家统计局等官方机构的数据，1978年，文化大革命结束后的中国成为了世界上最贫穷的国家之一，人均国内生产总值（GDP）仅为156美元，81%的人口为农民，全国文盲人数将近2亿、文盲率达25%。而在一同时期，在最贫穷的撒哈拉沙漠以南的非洲国家中，人均GDP的平均值为490美元。1966年-1976年，毛泽东提出了“备战、备荒、为人民”的经济建设口号，期间包括国防工业在内的国家生产性建设投资占总投资的82.8%，远超对基础设施建设和居民消费的投资；中国国家统计局数据显示，全民所有制职工的年平均工资水平由636元下降到了605元，全国居民的年平均消费水平十分低下，仅从125元增长到了165元，增长缓慢。

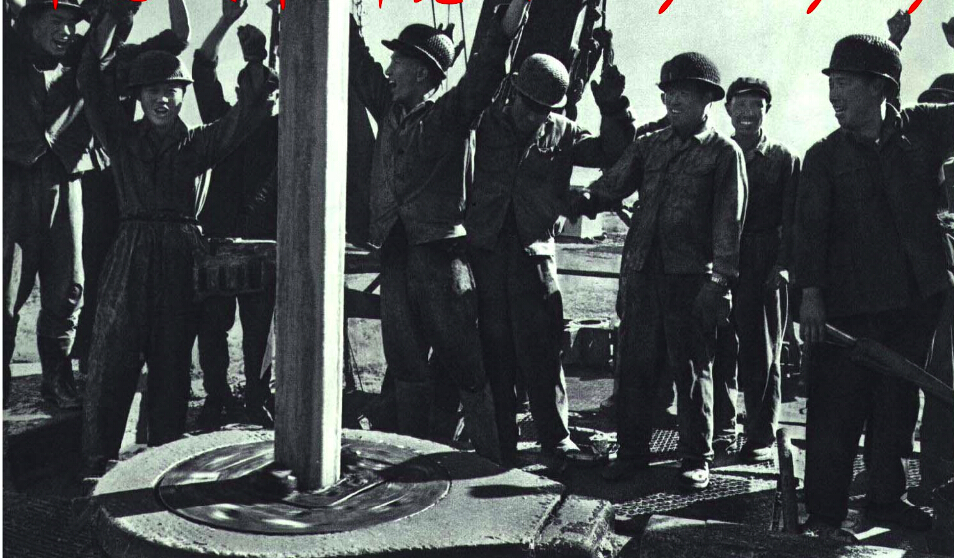
1966年的大庆油田

文革期间，以压缩基础设施建设和居民消费为代价，包括国防军事在内的生产性建设获得了一定的发展。1967年至1976年的10年，工农业总产值年平均增长率为7.1%，社会总产值年平均增长率为6.8%，国民收入年平均增长率为4.9%；其中，1967年工农业总产值比上年下降9.6%，1968年比上年又下降4.2%，其余各年均为正增长。生产方面，1966年-1976年，钢产量增长33.5%，原煤产量增长91.7%，原油增长499%，发电量增长146%，农用氮、磷、钾化肥增长117.7%，塑料增长148.2%，棉布增长20.9%，粮食增长33.8%，油料增长61.6%。农业方面，1965年-1976年，拖拉机、手扶拖拉机产量增长5.7倍和65倍，农业用电增长4.7倍，农用排灌动力机械拥有量增长4.9倍，农用化肥每亩施用量增长2.1倍；1965年-1977年，全国农田灌溉面积增长41％，全国机电排灌面积和水电站机电总装机容量分别增长355.58％和643％；1965年-1975年，全国机井数增长935.89％。此外，文革期间，华北油田、大港油田、胜利油田、大庆油田的扩建，刘家峡水电站投入使用，葛洲坝的开工；1966年到1978年，中国原油产量以每年递增18.6%的速度增长，1978年突破1亿吨，使中国由“贫油国”跃居世界第8产油大国，原油加工量比1965年增加5倍以上。1972年以后，以毛泽东、周恩来批准的《四三方案》为中心，投资几十亿美元和200亿人民币，从国外引进了26个大型成套设备和技术，建成了北京石化总厂、上海石化总厂、武钢一米七轧机工程等几十个冶金、化肥、纺织大型企业。

### 科技学术

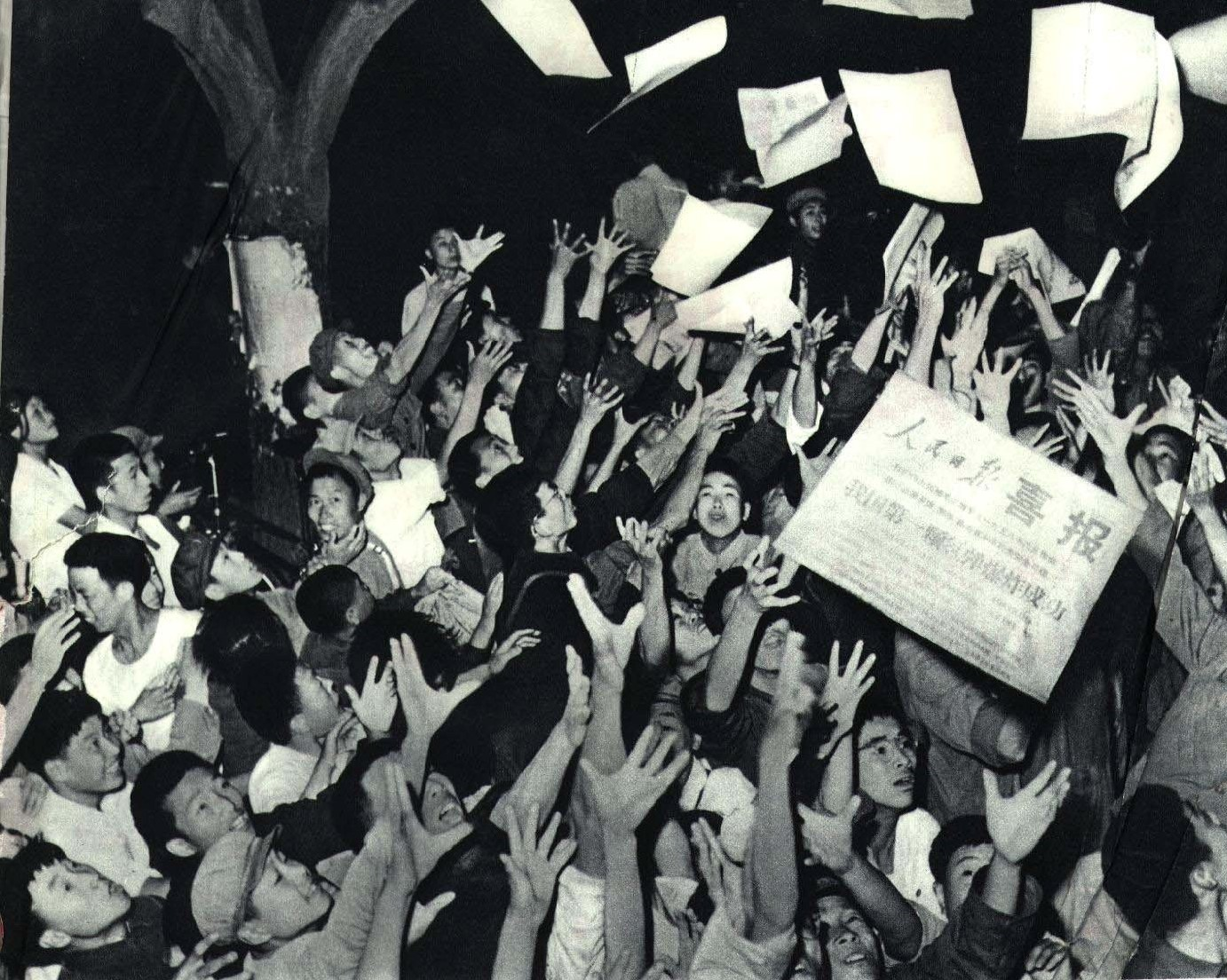
1967年，民众庆祝中国第一颗氢弹试爆成功

文革期间，尤其在“清理阶级队伍”运动中，知识分子被视为资产阶级、“反动学术权威”，受到广泛的批判和迫害，甚至被贬低为“臭老九”。文革期间，包括“两弹一星”在内的中国科研发展受到了重大冲击，许多科研项目停滞、科研队伍解散，仅在青海省核基地一处，截止1971年9月就有四千多名职工受到迫害和审查、310多人伤残、40多名职工自尽、5人遭到枪决。截止1968年底，中国科学院在北京的170余位高级研究人员中（均是中科院院士）就有131位被打倒，当年即有20位一级研究员自杀，全院在文革中被抄家的达1909户，共有229人被迫害致死。而中国科学院上海分院植物生理研究所的一个“特务案”，导致研究所40%的人被打成了特务，牵连了全国14个研究单位、1000多人，其中被刑讯逼供、残酷迫害的科研人员和领导干部达607人，2人被打死、另有6人自杀。截至1973年，中科院的105个研究所只剩下53个，且只有13个属于中科院直属管理。北京大学被以各种名义“隔离”的前后多达1000余人，清华大学遭受立案审查的多达1000多人，复旦大学被迫害致死的有60多人。
具体的事件及案例，譬如爱因斯坦及相对论在中国大陆遭到长时间“批判”，中央文革小组作过多次指示和部署，中科院革委会专门成立了“相对论批判办公室”和刊物编辑部，参与者认为爱因斯坦是“本世纪以来自然科学领域中最大的资产阶级反动学术权威”，而“相对论中的严重错误就是目前阻碍科学前进最大绊脚石之一”，对此参与者宣称要“以毛泽东思想为武器，批判相对论，革相对论的命”，但批判遭到部分科学工作者的抵制。与此同时，1968年“两弹一星”元勋姚桐斌被毒打致死、“两弹一星”元勋赵九章遭迫害自杀身亡，而“两弹一星”元勋郭永怀于1968年不幸空难逝世后，其太太李佩（中国语言学家）被隔离审查、自杀未遂。此外，包括“两弹元勋”邓稼先、 “氢弹之父”于敏等人在内的诸多科研工作者及家属受到政治迫害，钱三强和太太何泽慧一起被下放到陕西的五七干校，部分拥有英美留学背景的科研人员被污蔑为“间谍”或“特务”，只有钱学森等少部分人因为周恩来于1966年特别列出的《一份名单》而受到保护。数学家熊庆来1969年被迫害致死，华罗庚被抄家3次、研究手稿散失，陈景润不堪造反派的侮辱曾跳楼自杀未遂。包括数理经济学家周华章、计算机学家周寿宪在内的至少8位曾留学美国的顶尖科学家被迫害而自杀，其他著名知识分子如梁思成、熊十力、田汉、老舍、周作人、翦伯赞、傅雷、吴晗等人被迫害致死或自杀。
另一方面，在文革的困境中，科研人员和科学工作者依然取得了一些科技成果，较为重大成果的包括：“两弹一星”中的导弹、氢弹以及人造卫星，第一艘核潜艇，第一台每秒百万次集成电路电子计算机，第一颗返回式卫星，陈景润有关哥德巴赫猜想的定理，袁隆平等人的早期杂交水稻成果，以及第一代血源性乙肝疫苗。其中，第一艘核潜艇于1958年起就开始研制，期间经历了大跃进、中苏交恶、三年困难时期和文化大革命，1960年初大多数科研人员营养不良、全身浮肿，文革时期“白天养猪、修猪圈、接受批判”，晚上才有时间进行科研。而文革严重冲击了企业生产，导致送往核潜艇研究所的科研设备粗制滥造，可靠性差、达不到设计和使用标准。

### 社会影响

#### 文化教育

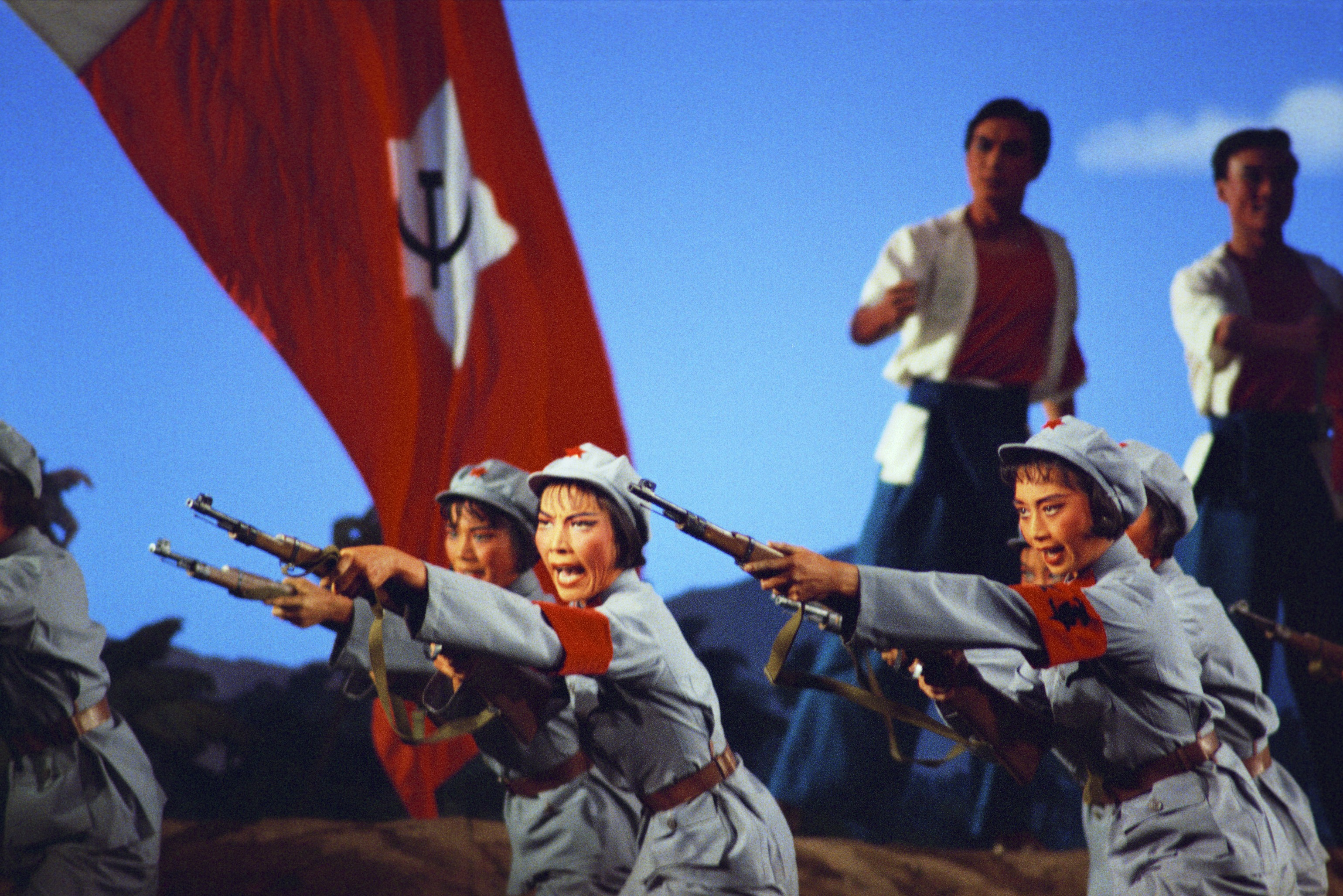
身穿红军军装的芭蕾舞剧演员出演样板戏《红色娘子军》

文革初期全国所有的学校进入停课状态，高考取消。文革开始后的数年内，图书馆藏书被焚烧，在校园内发动武斗，教师被当众羞辱、打骂，一切教学科研工作全部停止。文革中，知识分子不被尊重，大多数被下放进行体力劳动，有些则遭到残酷对待，财产被没收。许多知名学者不堪羞辱，选择自杀。根据1980年12月20日的《北京日报》报道，在1966年8-9月间，仅仅在北京地区就有1772人被打死，其中包括许多学校的老师和校长。
1968年7月，毛泽东在《七二一指示》中表示，“大学还是要办的，我这里主要说的是理工科大学还要办，但学制要缩短，教育要革命，要无产阶级政治掛帅，走上海机床厂从工人中培养技术人员的道路。要从有实践经验的工人农民中间选拔学生，到学校学几年以后，又回到生产实践中去。”1970年开始，许多大学按照这个指示招收“工农兵学员”，由各地各界单位推选，选择对象主要是家庭背景贫穷、政治思想激进的20岁左右的青年，与本身的教育水平文化素质基本无关，很多是初中甚至小学以下文化水平，同时导致“走后门现象”严重。直到1976年文革结束后，工农兵学员制度才被废除，高考也在1977年拨乱反正时期恢复。
在基础教育方面，文革初期中小学生也纷纷停课闹革命，中小学生组成所谓“红小兵”代替了原先的少先队，提倡“阶级教育”。陆续复课以后，对中小学教材进行了删砍、合并，中小学教科书出现“政治化”、“形式化”， 大大削弱了科学文化基础知识和基本技能的教学，而毛泽东著作、毛泽东语录以及其他大量的迎合当时政治斗争需要的材料被选入教材，原有各学科的知识体系被打乱。1967年3月，中共中央发出的《关于小学无产阶级文化大革命的通知（草案）》规定：五、六年级和1966年毕业的学生，结合文化大革命，学习《毛主席语录》、“老三篇”和“三大纪律八项注意”，学习《十六条》，学唱革命歌曲；一、二、三、四年级学生学习《毛主席语录》，兼学识字，学唱革命歌曲，学习一些算术和科学常识。文革早期一度取消了考试，城市中小学毕业考试一律不举行, 采取民主评定办法考核成绩，而后强调“开卷考试”、“开门考试”。

#### 青年与知识分子
同年龄的老三届大部分人都失去了继续接受学校教育的机会，只有少部分人在文革后接受高等教育。知识青年下乡，对农村开发建设起著微小的作用，但是由于知识青年在乡间所受的教育不多，演化成知识青年务农的怪現象，对中国教育资源、人力资源造成不可逆转的破坏，而由于农村的建设作用不大，20世纪中国大陆的农村依旧贫穷落后，其農村建设也不如邻近的日韩和台湾。毛泽东的“文化大革命”与红卫兵运动，曾经被苏联的一位评论家指为“师事托洛茨基的”，为了争权夺利，竟不择手段的利用青少年。上山下乡运动至1978年10月才被停止，但已经下乡的大部分知识青年在1979年国务院允许知青返城后才得以离开农村返回家乡。

#### 中华文化传统

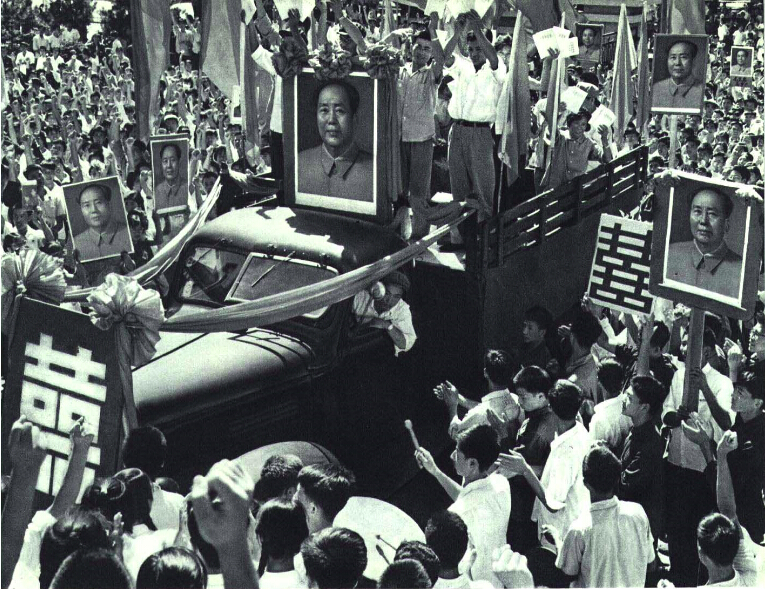
1966年的市民婚礼场景，参与者簇拥着挂有毛泽东肖像的卡车

在此阶段，提出了“破四旧”、“开门搞科研”、《七五宪法》中提出的“人民代表以工农兵为主体”等众多新观点，提倡“大鸣、大放、大辩论、大字报”的人身攻擊。很多历史文物、私人古玩，甚至祖辈遗物在“破四旧”的口号下被红卫兵砸烂；大量的藝術家、文學家、科學工作者被迫下乡，甚至在文革期间受迫害而死。

#### 民族与宗教
文革期间，中国人的宗教信仰自由受到限制，部分地区的少数民族发起武装起义，但受到镇压，譬如1975年在云南回族聚居区发生的沙甸事件。在西藏地区，红卫兵曾前往扎什伦布寺的佛塔将在该寺曾存放的五世至九世班禅的遗骨挖出肢解抛弃。文革后，十世班禅只得把残存不齐的从五世至九世班禅喇嘛的灵骨聚集在一起。

### 文物古迹损毁

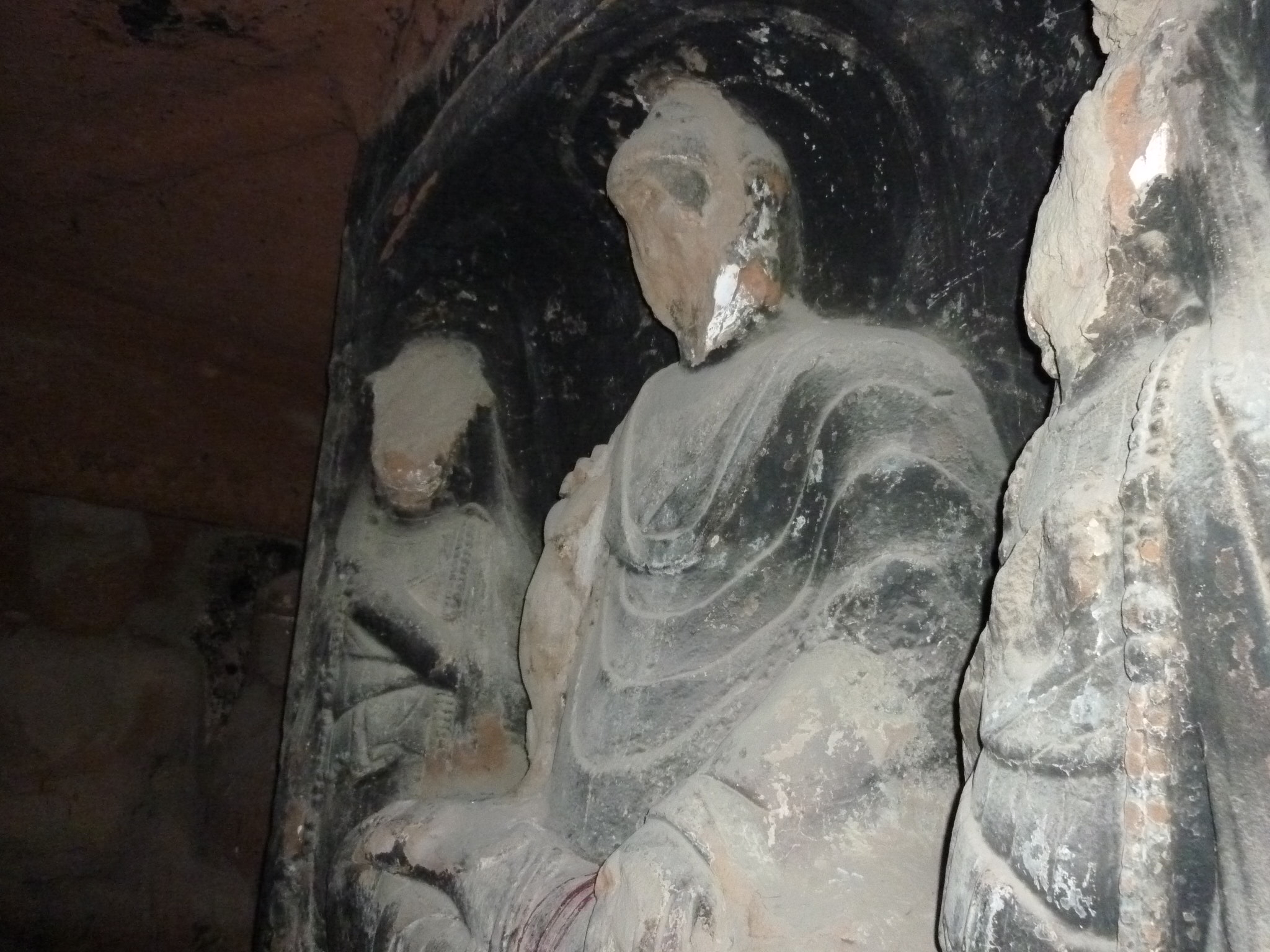
文革期间，脸部被破坏的佛像

文化大革命时期，中国有大量文物被焚毀，古蹟等也遭到摧毀破壞，给中国造成了难以弥补的巨大损失。文革中的千古暴政“破四旧”活动将中国城市与乡村千百年来形成的历史文化古蹟和遗产当成封资修的东西彻底破坏和毁尽。即使连“和平解放”的古北京城的大量古迹也惨遭破坏。中國的許多名勝古蹟沒有在戰爭中毀滅，卻在文革破四舊中破壞砸毀。而有部分古蹟因時任總理周恩來派兵保護，敦煌莫高窟、北京故宮、西藏布達拉宮等其他著名而有重大價值的文化古蹟得以倖免。

### 对外关系
文革时期中国與蘇聯几乎決裂，毛泽东号召“反苏修”，中共称苏联为“苏修叛徒集团”，中苏边界冲突加剧，一度处于核战争边缘。1967年苏联发生莫斯科红场事件，1968年初发生七里沁岛事件，1969年3月“珍宝岛事件”爆发、8月新疆“铁列克提事件”爆发，中苏直接发生大规模军事冲突，苏联一度准备对中国北京、长春、鞍山、酒泉、西昌、罗布泊等地实施核打击，时任美国总统理查德·尼克松等人进行了干预。继古巴导弹危机后，冷战期间又一次爆发全面核战争的重大危机，促使毛泽东等中共领导层倒向美国，中美关系迅速破冰。1971年4月中美双方进行“乒乓外交”、7月时任美国国家安全顾问基辛格秘密访华，同年10月联合国大会通过《第2758号决议》、中华人民共和国取代中华民国在联合国中的合法席位，1972年2月时任美国总统尼克松访华，同年中华人民共和国与英国、日本、联邦德国、澳大利亚等西方阵营国家相继建交。1973-1974年，毛泽东在会见美国总统特使基辛格、日本外务大臣大平正芳时，提出了“一条线、一大片”的构想，即美国、日本、中国、巴基斯坦、伊朗、土耳其和西欧结成准联盟，共同对付苏联的扩张势头。

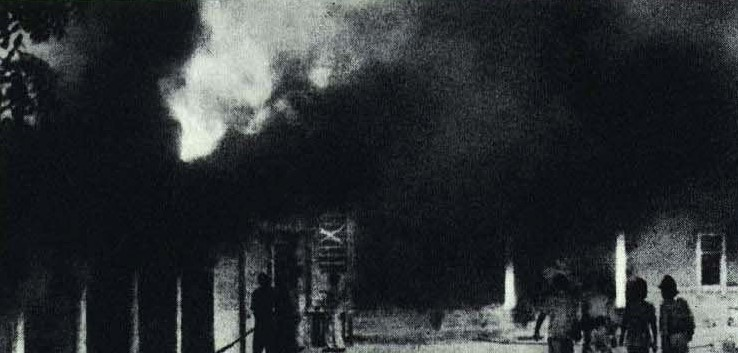
1967年，中国驻印度尼西亚大使馆被烧毁

1967年，日本受文革影响的学生游行

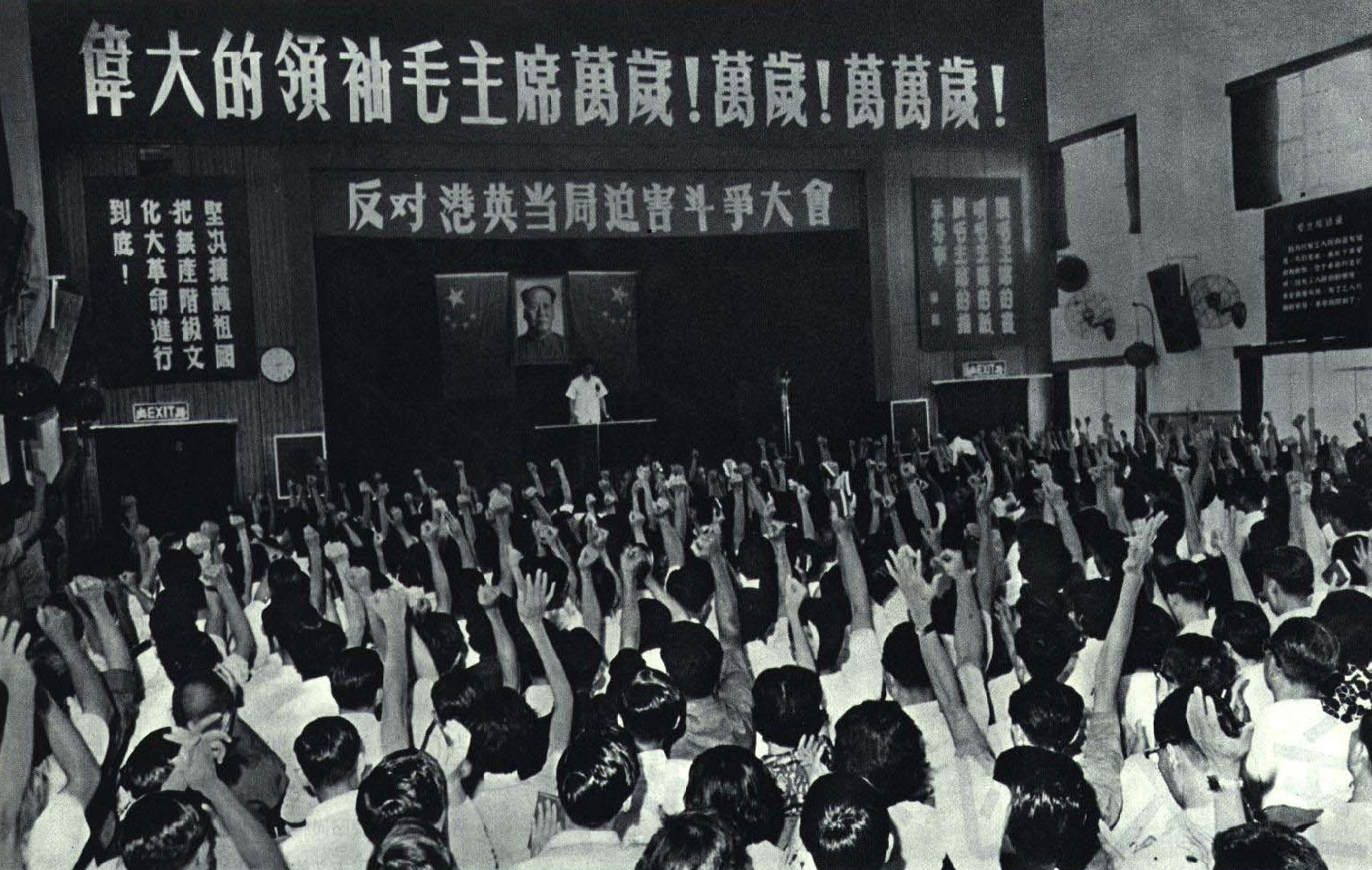
1967年香港工人举行“反对港英当局迫害斗争大会”

与此同时，文革时期中国大陆外交受极左思潮的影响，中国大陆不仅对外输出革命，亦强硬对外输出意识形态，甚至认为“毛主席是世界领袖”，导致与数十个国家关系紧张，与部分国家恶化到断交的地步，包括中非、印尼、加纳。譬如，文革期间，中国通过各驻外使馆、领馆，对外宣传中的极左做法，并向当地华侨和国民强行散发毛主席著作、语录、像章和“文革”宣传品； 许多中国驻外大使、参赞几乎全部奉调回国参加政治运动，许多人受到批斗，驻外使馆的工作不能正常进行；甚至有外宾也被要求要面对毛泽东像站立，右手拿《毛主席语录》放在胸前，进行“汇报”、“请示”。在国内发生了火烧英国代办处事件、焚毁蒙古驻华大使专车事件、王府井“围攻外宾事件”等重大外交事件。文化大革命对世界其它地区也产生了影响，特别是一些左翼勢力強大的地區。
- 民主柬埔寨：在毛泽东思想和大跃进、文革的影响下，以及中共的资助下，红色高棉领导人波尔布特发起了类似的大清洗运动，红色高棉政权于1975-79年初进行了“红色高棉大屠杀”，造成约150万至300万人死亡，占当时柬埔寨总人口的四分之一[61][62][388][389]。
- 日本：文化大革命对知识分子的迫害引发了日本文艺界的强烈反对。诺贝尔文学奖得主川端康成、曾经居住于中国东北十数年的诺贝尔文学奖候选人安部公房、三岛由纪夫、石川淳四人于1967年联名发表声明反对文革[390]。日本共产党中央委员会书记长宫本显治在文革前夕访问中国，因拒绝与中共一同批判苏联而导致日本共产党决裂。部分支持毛泽东思想与文化大革命的日共党员独立或被开除出党，成立了日本新左翼中的数个毛泽东思想派别，如日本共产党（左派）、日本共产党（行动派）。新左翼领导下的日本学生运动中，有学生于东京大学事件期间在大学正门挂起毛泽东肖像并涂写文革口号「造反有理」，亦有学生高举《毛主席语录》向防暴警察扔自制的燃烧弹[391][392]。“造反有理”这句文革时期的口号后来也成为了日本的四字熟语[393]。
- 英屬香港：在文革期间爆发多次由共产党领导的激进左派工人罢工运动，之后演化成“六七暴動”，左派策動炸彈襲擊平民[394]，甚至有廣東民兵非法越境與香港警察爆發槍戰[395]。1967年7月8日上午，約300名廣東民兵非法越境，當中約100名民兵與香港警察爆發槍戰，造成香港方面5死12傷[395]；中國方面1死8傷[396]，中英雙方互相抗議[397][396]。暴动直至同年12月才告结束。暴動引发北京红卫兵火烧英国代办处，是中华人民共和国建国以来最严重的涉外事件[385]。
- 葡屬澳門：因澳葡政府拒絕氹仔坊眾學校重建項目，发生“一二·三事件”。
- 法國：1968年，发生全国性动乱五月风暴，工人、学生高举《毛主席语录》游行[398]。有法国历史学家认为，左翼在以暴力實踐理想與認識不周下把過度美化的了社會主義付諸為抗爭行動[63]。
- 美国：有高校学生佩带红袖章示威[399]。成立于1966年的美国黑人民权组织黑豹党以毛泽东思想为指导思想之一，也曾高举《毛泽东语录》游行[400]。
- 菲律賓：1968年菲律宾共产党按照毛泽东思想重建，其领导人活跃于菲律宾1970年的动乱时期一季风暴中。自那时起，菲共领导的菲律宾共产主义叛乱延续至今。
- 印度：1967年爆发了受中国革命道路鼓舞的纳萨尔巴里起义，由此开始的印度共产党（毛主义）及其前身领导的纳萨尔毛派叛乱对抗印度政府至今。
- 土耳其：1972年，崇尚人民战争思想的土耳其革命工农党左派正式组建土耳其共产党/马列，主要活动于土耳其东部，土耳其毛主义叛乱由此开始。
- 中華民國：中华民国政府于1966年11月以复兴文化之名义开展了中华文化复兴运动以抵制文化大革命，并组成中华文化复兴运动推行委员会。总统蒋中正则多次发表谴责演說，在1968-69年中苏军事冲突期间，苏联甚至一度有意助蒋反攻大陆[401]。
- ：在1964年秋，苏联勃列日涅夫上台之际，朝鲜与苏联恢复了关系，与苏联决裂的中国对此表示不满。1966年起，中国领导人以及红卫兵谴责金日成是修正主义者，朝鲜则批评中国的领导人是教条主义者、宗派主义者。中朝两国甚至互相召回大使，两国关系跌至冰点。但是，中国对毛泽东的崇拜之风反而使朝鲜对金日成的个人崇拜加以强化，朝鲜和中国一样在强调独立思想体系。[402]

## 评价

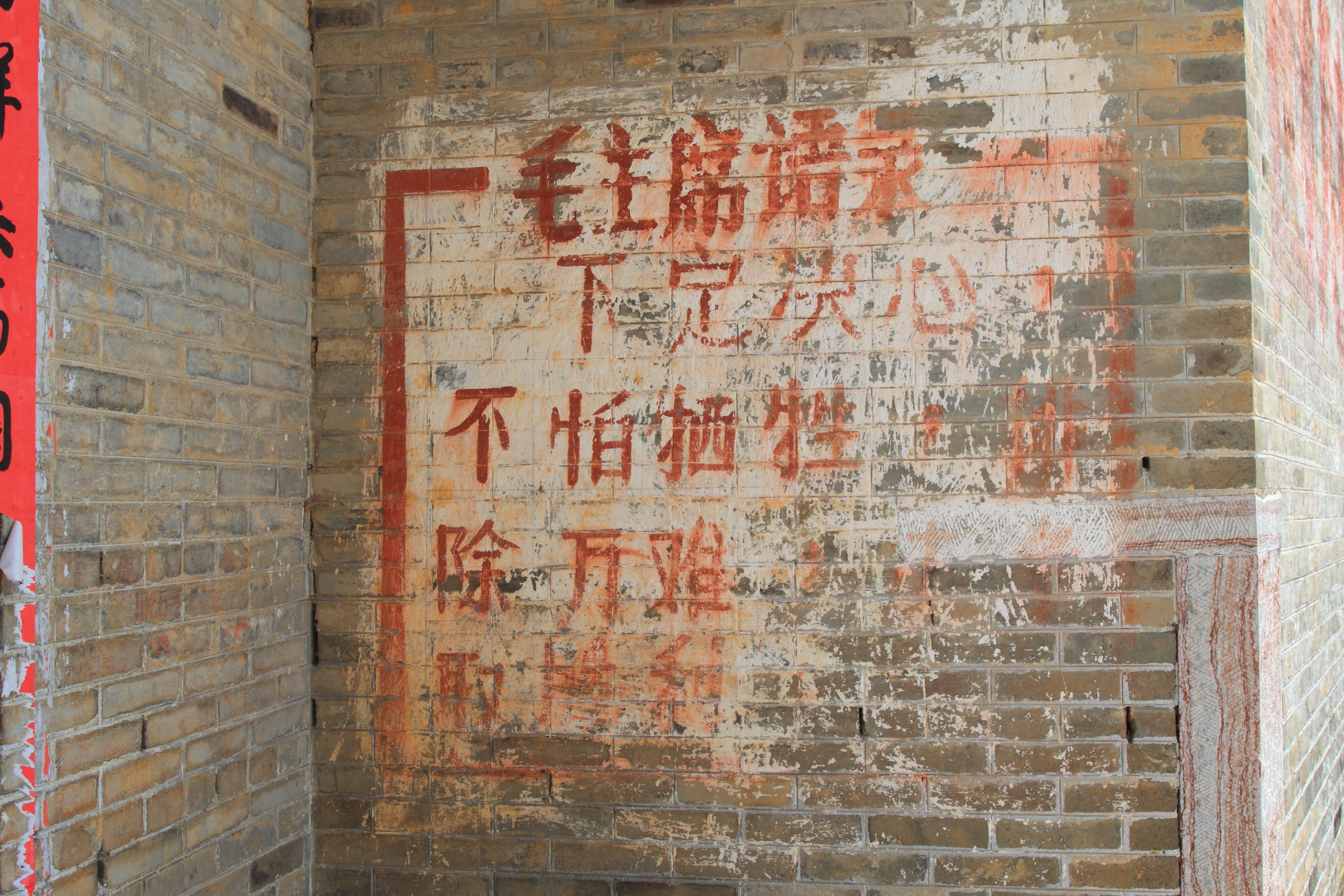
至今仍能在未進行拆除的农村看到的《毛泽东语录》粉刷

自从1981年6月27日中共十一届六中全会通过《关于建国以来党的若干历史问题的决议》后，中国官方始终对于文化大革命采取否定的态度，其长期正式的说法是，文化大革命是“由领导者（指毛泽东）错误发动，被反革命集团（指林彪集团和四人帮集团）利用，给党、国家和各族人民带来严重灾难的内乱。” 2012年3月14日，时任中共中央政治局常委、国务院总理温家宝在两会的国务院总理记者会上表示粉碎四人帮后，中国实行了改革开放，但是文革的错误和封建影响并没有完全清除，温家宝还表示如果中国不进行政治改革，文化大革命这样的历史悲剧还有可能再次发生。2021年11月11日，中共第十九届中央委员会第六次全体会议通过的《中共中央关于党的百年奋斗重大成就和历史经验的决议》中指出：“毛泽东同志对当时我国阶级形势以及党和国家政治状况作出完全错误的估计，发动和领导了‘文化大革命’，林彪、江青两个反革命集团利用毛泽东同志的错误，进行了大量祸国殃民的罪恶活动，酿成十年内乱，使党、国家、人民遭到新中国成立以来最严重的挫折和损失，教训极其惨痛。一九七六年十月，中央政治局执行党和人民的意志，毅然粉碎了‘四人帮’，结束了‘文化大革命’这场灾难。”
1980年代“新启蒙运动”席卷中国大陆思想界和民间社会，提倡五四精神“民主”与“科学”，提倡人道主义和普世价值，反文革、反封建、反传统，后因六四事件的爆发而中断，直至1992年邓小平南巡。但此后中国大陆思想界产生分歧与争论，逐渐形成了“自由派”和“新左派”两大阵营。自由派人士，包括前国务院总理温家宝等人，呼吁推进政治体制改革，清除文革遗毒，继续改革开放、发展市场经济，并加强民主、法治和宪政建设。新左派人士则认为，资本主义在中国大陆已泛滥成灾，应批判市场机制、提倡社会正义与平等，并为文革中毛泽东的一些做法辩护。此外还存在新权威主义等学派观点。
文革至今仍沒有得到官方清楚的過程呈現、事件記錄，缺少多角度多主體的講述，遑論全面分析和吸取教訓。而文化大革命的研究工作，大多是在海外進行的，有關文革的記錄和研究成果也大多在海外出版。中國國內的記錄、研究特別是發表仍然是一個禁區，即使以個人回憶錄方式呈現對那段歷史有所涉及的作品，也是相當有限的。 相比于邓小平时代最大的区别，邓小平当年高调否定文革，而此后的部分当权派越来越得势、比过去更腐败，当局则逐渐开始回避文革话题，并希望人们遗忘文革，同时打压自由民主派等各方对文革的探讨和反思。有学者认为，这导致中国社会内部对文革的话语权越来越落入毛派手中，尤其是在网络上，当权派希望把毛左的仇恨引向无权无势的自由派知识分子，这种手法和毛发动文革非常相似。

## 相关作品

### 学术著作及期刊
（部分知名著作，以出品年代顺序排列）
- 《中国季刊》，英国剑桥大学出版社出版的学术季刊，1960年创刊。
- 《毛泽东的中国及其后》，莫里斯·迈斯纳著，1977年出版。
- 《当代中国》丛书， 邓力群、马洪、武衡主编，当代中国出版社，1980–1999年陆续出版。
- 《大动乱的年代》，王年一著，1988年出版。
- 《文化大革命：史实与研究》，刘青峰著，香港中文大学出版社，1996年初版。
- 《形形色色的造反：红卫兵精神素质的形成及演变》，徐友渔著，香港中文大学出版社，1999年出版。
- 《当代中国研究》，美国普林斯顿大学当代中国研究中心出版的学术半年刊，1990年创刊。
- 《超凡领袖的挫败》，王绍光著，1995年出版。
- 《“文化大革命”简史》，席宣、金春明著，中共党史出版社，1995年初版，2005年12月增订版，2006年1月增订新版
- 《文革大屠杀》，宋永毅著，2002年出版。
- 《文革受难者 ——关于迫害、监禁和杀戮的寻访实录》，王友琴著，2004年出版。
- 《毛泽东最后的革命》，马若德、沈迈克著，2006年出版。
- 《中华人民共和国史第六卷·砸烂旧世界──文化大革命的动乱与浩劫（1966-1968）》，卜伟华著；《中华人民共和国史第八卷·难以继续的“继续革命”》，史云、李丹慧著，香港中文大学出版社，2008年。
- 《历史的见证·“文革”的终结》，薛庆超著，人民出版社，2008年11月初版。
- 《记忆》，美国华文记忆出版社出版的学术季刊，2008年创刊（2019年升级为学术期刊）。
- 《为毛主席而战》，何蜀著，2010年出版。
- 《极端年代的公民政治》，童小溪著，中国文化传播出版社出版，2011年。
- 《中华人民共和国史稿》第三卷，当代中国研究所，人民出版社、当代中国出版社，2012年。
- 《文革时期中国农村的集体杀戮》，苏阳著，2014年出版。
- 《脱轨的革命：毛泽东时代的中国》，魏昂德著，2015年出版。
- 《文化大革命：人民的历史，1962-1976》，冯客著，2016年出版。
- 《天地翻覆》，杨继绳著，2016年出版。
- 《文革群众运动的动员、分裂与灭亡——以社会运动学视角》，乔晞华、詹姆斯·莱特著，2019年出版
- 《风暴历程：文革中的人民解放军》，余汝信著，2021年出版。

### 纪实文字或回忆录
（部分知名作品，以出品年代顺序排列）
- 《随想录》，巴金著，1980年出版。
- 《文革之子》，梁恒、朱迪思·夏比羅（Judith Shapiro）著，中國民間文藝出版社，1986年。
- 《一百个人的十年》，冯骥才著，1991年出版，记录了遍及全国的数十位平民在文革中的不幸遭遇。
- 《鸿：三代中国女人的故事》，张戎著，1991年出版。
- 《红色纪念碑》，郑义著，1993年出版，记述广西文革屠杀期间的大规模人吃人事件。
- 《毛泽东私人医生回忆录》，李志绥著，1994年出版。
- 《牛鬼蛇神錄》，楊小凱著，1994年出版，紀錄了他在文革囚禁時期認識的社會各色人物。
- 《文化大革命博物馆》，杨克林编，香港东方出版社，1995年4月初版。
- 《牛棚杂忆》，季羡林著，1998年出版。
- 《炼狱》，王仲方著，群众出版社，2004年出版，前中共高层的文革回忆录。
- 《杀劫-镜头下的西藏文革》，唯色著，台湾大块文化公司，2006年1月21日初版。
- 《没有墓碑的草原》，杨海英著，2009年出版，记录文革期间内蒙古地区的屠杀事件。
- 《血的神话》，谭合成著，2010年出版，叙述文革期间湖南道县大屠杀。
- 《清华蒯大富》，韩爱晶著，2011年出版。
- 《张春桥狱中家书》，张春桥著，2015年出版。
- 《戚本禹回忆录》，戚本禹著，2016年出版。
- 《我家: 我的哥哥遇罗克》，遇罗文著，2016年出版。

### 文学创作
“新启蒙主义”大背景下，相关文学流派包括伤痕文学、反思文学、朦胧诗派等。（部分知名作品，以出品年代顺序排列）
- 《献给第三次世界大战的勇士》，作者不详，文化大革命初期（1969年秋）在红卫兵中流行的诗文[411]。
- 《天雠》，厦门第八中学红卫兵凌耿著，1970年代美国《纽约时报》印制出版，描述福建文革实况以及全国红卫兵大串联至北京的长篇小说。
- 《尹縣長》，陳若曦著，1974年出版，短篇小說集。
- 《班主任》，刘心武著，1977年出版，短篇小说。
- 《伤痕》，卢新华著，1978年出版，短篇小说。
- 《反修楼》，鼕鼕编著，1979年台湾尔雅出版社出版，文革中篇小说著作集。
- 《人啊，人！》，戴厚英著，1980年出版，长篇小说。
- 《将军吟》，莫应丰著，1980年出版，曾获得茅盾文学奖的长篇纪实小说。
- 《芙蓉镇》，古华著，1981年出版，描述了文革期间农村人的生活，曾获茅盾文学奖。
- 《平凡的世界》，路遥著，1986年出版，曾获得茅盾文学奖。
- 《黄金时代》，王小波著，1991年出版，中篇小说。
- 《活着》，余华著，1993年出版，余华的代表小说之一。
- 《一个人的圣经》，高行健著，1999年出版，诺贝尔文学奖得主高行健的第二部长篇小说。
- 《亮剑》，都梁著，2001年出版，小说后半本大量描写了文革运动。
- 《血色浪漫》，都梁著，2004年出版，长篇小说。
- 《兄弟》，余华著，2005年出版，小说上部描写宋钢与李光头两个家庭在文革中的遭遇。
- 《三体》，刘慈欣著，2006年出版，书中描写大量文革情节，以叶哲泰的遭遇映射文革期间物理学家叶企孙先生遭受到的迫害。
- 《生死疲劳》，莫言著，2006年出版，诺贝尔文学奖得主莫言的代表作之一。
- 《启蒙时代》，王安忆著，2007年出版，长篇小说。
- 《蛙》，莫言著，2009年出版，诺贝尔文学奖得主莫言的代表作之一，书中大篇幅描写文化大革命情节。
- 《民主课》，曹征路著，2013年出版，长篇小说，小说以参与文革的红卫兵的第一视角叙述。

### 各类电影
（部分知名作品，以出品年代顺序排列）
- 《再见中国》（1974年，唐书璇导演及编剧，影片曾被香港政府以「影响与邻近地区关系」禁映，在中国大陆和台湾都曾被列为禁片[412]。）
- 《创业》（1974年，于彦夫导演，大庆编剧，张连文、李仁堂主演）
- 《决裂》（1976年，李文化导演，郭振清、王苏娅、温锡莹、葛存壮、鲍烈主演）
- 《巴山夜雨》（1980年，吳永剛、吳貽弓导演，葉楠编剧，張瑜、李志輿主演）
- 《枫》（1980年，张一导演，郑义编剧，徐枫、王尔利主演）
- 《戴手铐的旅客》(1980年，于洋导演，纪明、马林编剧，于洋、邵万林、赵子岳、马树超、葛存壮主演）
- 《苦恋》（1980年，彭宁导演，白桦、彭宁编剧，刘文治、黄梅莹主演）
- 《天云山传奇》（1980年，谢晋导演，石维坚主演）
- 《皇天后土》（1980年，秦祥林、刘延方、郎雄、柯俊雄、胡慧中、归亚蕾主演）
- 《小街》（1981年，杨延晋导演，徐银华编剧，郭凯敏、张瑜主演）
- 《牧马人》（1982年，谢晋导演，朱时茂主演）
- 《芙蓉镇》（1986年，谢晋导演，阿城、谢晋编剧，刘晓庆、姜文主演）
- 《末代皇帝》（1987年，柏納多·貝托魯奇導演，馬克·沛柏洛（英语：Mark Peploe）編劇）
- 《棋王》（1992年，徐克、严浩导演，严浩、梁家辉编剧，梁家辉、岑建勋主演）
- 《霸王别姬》（1993年，陈凯歌导演，李碧华、芦苇编剧，张国荣、张丰毅、巩俐主演）
- 《蓝风筝》（1993年，田壮壮导演，萧矛编剧，吕丽萍、濮存昕、李雪健、郭冬临、郭宝昌、张丰毅主演）
- 《活着》（1994年，张艺谋导演，余华原著，芦苇编剧，葛优、巩俐主演）
- 《阳光灿烂的日子》（1994年，姜文导演，王朔原著（《动物凶猛》），夏雨、宁静主演）
- 《天浴》（1998年，陈冲导演，陈冲、严歌苓编剧，李小璐、洛桑群培主演）
- 《紅提琴》 （1998年，弗朗索瓦·吉拉爾導演）
- 《巴尔扎克与小裁缝》(2002年，戴思杰导演，周迅、刘烨、陈坤主演)
- 《八九点钟的太阳》（2004年，卡玛、白杰明、高富贵导演）
- 《长恨歌》（2005年，关锦鹏导演，杨智深编剧，改编自王安忆的同名小说，梁家辉、郑秀文主演）
- 《我虽死去》（2007年，胡杰导演，文革“红八月”期间卞仲耘之死的纪录片）
- 《山楂樹之戀》（2010年，张艺谋导演，艾米原著《山楂樹之戀》，尹麗川、顧小白、阿美编剧，周冬雨、竇驍主演）
- 《我11》（2012年，王小帅导演，王小帅、劳·倪编剧，刘文卿、闫妮、乔任梁、王景春主演）
- 《罪行摘要》（2014年，徐星导演，历时三年对14位老人进行寻找和采访）
- 《归来》（2014年，张艺谋导演，严歌苓原著《陆犯焉识》，邹静之编剧，陈道明、巩俐主演）
- 《闯入者》（2014年，王小帅导演，王小帅编剧，吕中、秦海璐、冯远征、秦昊、石榴主演）
- 《狼图腾》（2015年，让·雅克·阿诺导演，让·雅克·阿诺、约翰·科里、芦苇编剧，冯绍峰、窦骁、巴森扎布、昂和妮玛、尹铸胜主演）
- 《芳华》（2017年，冯小刚导演，严歌苓编剧，黄轩、苗苗、锺楚曦主演）
- 《无问西东》（2018年，李芳芳导演，李芳芳编剧，章子怡、黄晓明、张震、王力宏、陈楚生主演）
- 《一秒钟》（2019年，张艺谋导演，张艺谋、邹静之编剧，张译、刘浩存、范伟等主演）
- 《椒麻堂會》（2021年，邱炯炯導演及編劇，易思成、關南、邱志敏、顧桃、薛旭春主演）

### 电视作品
（部分知名作品，以出品年代顺序排列）
- 《燃燒歲月》（1990年，香港無綫電視电视剧，鄭伊建，劉青雲主演）
- 《还看今朝 (天网)》（1990年，香港亞洲電視电视剧，韦家辉监制，黄日华、任达华主演）
- 《暴雨燃燒》（1991年，香港亞洲電視电视剧，韋家輝監製，任達華、關詠荷主演）
- 《大地之子》（1995年，中日合作电视剧，上川隆也主演）
- 《福贵》（2005年，中國大陸电视剧，朱正导演，改編自余华原著《活着》，谢丽虹编剧，陈创、刘敏涛主演）
- 《文革那些事儿》（2006年，日本NHK电视台四集纪录片，纪念文革发动40周年，2007年获第44届银河奖优秀奖）
- 《风筝》（2013年，柳云龙执导中國大陸电视剧，由柳云龙、罗海琼、李小冉领衔主演）
- 《父母爱情》（2014年，孔笙导演中國大陸电视剧，刘静编剧，郭涛、梅婷主演）
- 《彭德怀元帅》（2016年，中國大陸电视剧，由宋業明執導，董勇主演）
- 《3體》 （2024年，由Netflix、三體宇宙及游族集團等製作的英文系列網絡劇集）